# Политичка криза у Босни и Херцеговини (2021)
Политичка криза у Босни и Херцеговини је политичка криза која је почела крајем маја 2021. године изненадном оставком високог представника за Босну и Херцеговину Валентина Инцка и противправним избором немачког политичара Кристијана Шмита из Хришћанско-социјалне уније Баварске за новог високог представника у БиХ. Русије је 29. јуна у Савету безбедности Уједињених нација поводом избора новог високог представника уложила вето. Русија и Кина су 15. јула предложиле у СБ УН укидање институције високог представника до 31. јула 2022. Западне земље су 22. јула одбиле Руско-кинеску резолуцију од стране СБ УН Следећег дана 23. јула дошло је до ескалације кризе после одлуке високог представника Валентина Инцка да десетак дана пре истека мандата наметне бонска овлашћења којима се забрањује и кажњава негирање тзв. геноцида у Сребреници. Дана 26. јула на конференцији за новинаре након састанка председника свих парламентарних странака са седиштем у Републици Српској, представници Републике Српске одлучили су да не учествују у раду заједничких институција.

## Позадина

### Распад СР Босне и Херцеговине
Дана 14. октобра 1991. године пред Скупштину СР Босне и Херцеговине посланици СДА, уз подршку ХДЗ-а, ставили су Меморандум о суверености Босне и Херцеговине. Овим документом најављено је неучествовање у савезним установама и неприхватање одлука савезних власти уколико у њиховом доношењу не учествују све чланице СФР Југославије. За разлику од овог, одлучно сепаратистичког става - који је пратила и тврдња да је већинско одлучивање, без обзира на уставне одредбе о заштити конститутивности три народа, једино легитимно - резолуција коју је предложио СДС предвиђала је учешће у установама, али и покретање механизма за самоопредјељење конститутивних народа, уколико Хрватска добије међународно признање. 
Када није било могуће пронаћи компромис, посланици СДС-а су затражили да засједа Савјет за питања успостављања равноправности народа и народности СР Босне и Херцеговине. Муслиманско-хрватска већина се оглушила о овај захтјев. Председник Скупштине БиХ Момчило Крајишник објавио је крај седнице и српски посланици су отишли из Скупштине БиХ, али је састанак настављен после поноћи 15.10.1991. уз присуство посланика СДА и ХДЗ-а, као и дела посланика опозиције. Они су, без пристанка посланика СДС-а, око 03:00, 15.10.1991. усвојили Резолуцију о суверености Босне и Херцеговине и Меморандум (Писмо о намјерама).

### Плебисцит српског народа у Босни и Херцеговини и формирање Републике Српске
После тог гласања, српски посланици потом су напустили Скупштину, изјавивши да не прихватају њене неуставне одлуке, а у Сарајеву прогласили су стварање Скупштине српског народа у БиХ 24.10.1991. и Скупштина Социјалистичке Републике БиХ се распала. СДС и Скупштина српског народа у БиХ су одржали 9. и 10. новембра 1991. плебисцит за останак у југословенској федерацији, а на плебисцит су изашли углавном Срби, и великом већином се изјаснили у прилог очувања Југославије. Политички представници српског народа поставили су се према установама Босне и Херцеговине једнако као и муслимански и хрватски посланици према установама СФР Југославије. Разлика је била у томе што ни једној од југословенских република у овој кризи нису биле угрожене саме основе државности - српском народу у Босни и Херцеговини била су оспорена сва дотадашња политичка права. Током наредна три мјесеца муслиманско-хрватска већина је, противно Уставу, водила СР Босну и Херцеговину ка отцјепљењу.
Српски посланици и СДС започели су да заокружују аутономне области састављене од група општина на којима је српски народ живио у већини и да постепено стварају сопствену државу, чувајући дио суверенитета којим је српски народ судјеловао у СР БиХ. Прије расписивања референдума о државној самосталности СР Босне и Херцеговине, српски посланици су 9. јануара формирали сопствену државу Српску Републику Босну и Херцеговину.
Током наредних пет седмица ЕЕЗ је покушала да посредује, пошто се у питање уставне судбине Босне и Херцеговине непосредно умијешала тек неколико мјесеци раније, послије двије године утицаја на судбину Југославије, Словеније и Хрватске.

### Референдум о независности Босне и Херцеговине, грађански рат и Дејтонски мировни споразум
Права која је СР Босна и Херцеговина добила Уставом СФР Југославије из 1974. на самоопредељење, Бадинтерова комисија, ЕУ и САД признавале су као неоспорно, али право конститутивности, које је српски народ имао Уставом СР Босне и Херцеговине из 1974. године, поништено је, а одлука о статусу БиХ препуштена вољи друга два народа која су чинила већину становништва Републике.
Референдум који су СДА и ХДЗ организовали 1. марта 1992. године прошао је уз бојкот српског народа, а друга два народа плебисцитарно су одлучила да успоставе независну Републику Босну и Херцеговину. Земља је утонула у хаос. Посредовањем Европске економске заједнице у Лисабону марта 1992. године договорен је Кутиљеров план којим је Босна и Херцеговина требало да буде устројена као сложена држава са три национална кантона, али упркос томе што су се у почетку сви сагласили са овим планом, предсједник Предсједништва Босне и Херцеговине и муслимански вођа Алија Изетбеговић, на савјет амбасадора САД Ворена Цимермана, повукао је свој пристанак. Почетком априла 1992. године, противно установи која је штитила равноправност грађана у Скупштини Босне и Херцеговине, хрватски и муслимански посланици прогласили су независност државе. ЕЕЗ, САД, а касније и УН, признале су нову државу. Због објављивања одлуке Савета министара ЕЗ да се призна независност БиХ, у Бањалуци се састала Скупштина Републике Српске БиХ и на седници 7.4.1992. донела је одлуку о проглашењу Републике Српске БиХ „независном”, а на истој седници Скупштина је обавештена да су поднели оставке српски чланови Предсједништва СР Босне и Херцеговине Биљана Плавшић и Никола Кољевић на мјеста у Председништву. Држава се распала, а почео је грађански рат на националној и вјерској основи. Током грађанског рата погинуло је око 100. 000 људи и почињени су бројни ратни злочини међу којима су Масакр у Кравици, Масакр у Скеланима, Масакри на Маркалама, Напад на Вишњицу и Масакр у Сребреници које су западне државе десет година касније окарактерисале као Геноцид. Масакри у Сребреници и на Маркалама су искоришћени као повод за интервенцију НАТО пакта против Републике Српске. Масакр у Сребреници многи на западу сматрају једним од највећих злочина на простору Европе након Другог светског рата, али и догађајем који је пропраћен бројним контроверзама, почев од броја страдалих (800 — 8.372), начину њиховог страдања, начину њиховог идентификовања, додатним сахрањивањима најчешће оних који су умрли или страдали изван ових догађаја и овог простора, или су, иако живи, уврштени на списак страдалника, квалификовању овог злочина као „геноцид”, те потпуном игнорисању муслиманских злочина над локалним Србима, који су претходили овом злочину. Рат је трајао готово четири године и окончан је Дејтонским мировним споразумом на конференцији која одржана је од 1. новембра до 21. новембра 1995. године, а главни учесници су били тадашњи председник Републике Србије Слободан Милошевић, председник Председништва Републике Босне и Херцеговине Алија Изетбеговић, предсједник Републике Хрватске Фрањо Туђман, амерички посредник Ричард Холбрук и генерал Весли Кларк. Споразум је званично потписан у Паризу, 14. децембра. Дејтонски мировни споразум је договор потписан у ваздухопловној бази Рајт-Патерсон код Дејтона, у америчкој држави Охајо, којим се званично прекинуо рат у Босни и Херцеговини (1992—1995).

### После Дејтонског споразума

#### Бонска овлашћења, Дистрикт Брчко и смене српских политичких представника (1999 — 2006)
Према Анексу 10 (Споразуму о цивилном спровођењу) Општег оквирног споразума за мир у Босни и Херцеговини одређено је да „високи представник на терену је коначни ауторитет за тумачење овог Споразума о цивилном спровођењу мировног рјешења“. Наведена одредба га истовремено не овлашћује да даје обавезујуће тумачење и осталих дијелова Дејтонског мировног споразума као нпр. Анекса 4 (Устава Босне и Херцеговине).
Чланом II Анекса 10 под називом „Мандат и методе координације и везе“ одређено је да ће високи представник:
1. надгледати спровођење мировног рјешења;
2. одржавати тијесне контакте са Странкама ради промовисања њиховог потпуног придржавања цивилних аспеката мировног рјешења и промовисања високог степена сарадње између њих и агенција које учествују у том аспекту;
3. координирати активностима цивилних организација и агенција у Босни и Херцеговини да би обезбиједио ефикасно спровођење цивилних аспеката мировног рјешења. Високи представник мора да поштује њихову аутономију унутар подручја операција, дајући им, ако је потребно, опште смјернице о утицају њихових активности на спровођење мировног решења. Од цивилних организација и агенција се тражи да помогну високом представнику при извршавању његових надлежности давањем свих података релевантних за њихов рад у Босни и Херцеговини;
4. олакшати рјешавање било каквих потешкоћа које настану спровођењем цивилног рјешења, ако високи представник просуди да је потребно;
5. учествовати у састанцима организација донатора, нарочито у питањима обнове и изградње;
6. периодично извјештавати Уједињене нације, Европску унију, Сједињене Државе, Руску Федерацију те друге заинтересоване владе, Странке и организације о напретку спровођења мировног споразума у вези са задацима постављеним у овом Споразуму;
7. давати смјернице и примати извјештаје од комесара Међународних оперативних полицијских снага, основаних Анексом 11 Општег оквирног споразума.

На бонском засједању Савјета за спровођење мира (децембар 1997) донесени су закључци који се тичу високог представника (тзв. бонска овлашћења). Њих је високи представник користио да: доноси амандмане на уставе Републике Српске и Федерације Босне и Херцеговине, доноси законе и њихове измјене и допуне, смјењује изабране функционере и државне службенике и забрањује им учешће на изборима, одузима грађанска права и лична документа без права на жалбу. Као своје акте доносио је одлуке (енгл. decisions) за које је наређивао да се објаве у службеним гласилима.
Међутим, Савјет је закључцима само „поздравио намјеру високог представника“ да користи свој коначни ауторитет на терену за тумачење Споразума о цивилном спровођењу мировног рјешења како би се олакшало рјешавање потешкоћа доношењем обавезујућих одлука, када он сматра за неопходно, о сљедећим питањима:
- времену, мјесту и предсједавању састанцима заједничких институција;
- привременим мјерама које ступају на снагу када Странке не могу да се договоре и које остају на снази док Предсједништво или Савјет министара не усвоји одлуку о том питању у складу са Мировним споразумом;
- другим мјерама како би обезбиједио спровођење Мировног споразума широм Босне и Херцеговине и њених ентитета и неометан рад заједничких институција. Такве мјере могу укључивати акције против државних службеника и функционера који неоправдано изостају са састанака или за које високи представник сматра да крше правне обавезе преузете Мировним споразумом или услове његовог спровођења.[33]

Списак седморице високих представника:
1. Карл Билт (1995—1997), Шведска;
2. Карлос Вестендорп (1997—1999), Шпанија;
3. Волфганг Петрич (1999—2002), Аустрија;
4. Педи Ешдаун (2002—2006), Уједињено Краљевство;
5. Кристијан Шварц-Шилинг (2006—2007), Немачка;
6. Мирослав Лајчак (2007—2009), Словачка;
7. Валентин Инцко (2009—2021), Аустрија.

Шпански политичар Карлос Вестендорп је у марту 1999. године применио Бонска овлашћења и сменио са функције тадашњег председника Републике Српске Николу Поплашена, након што после дугих преговора није хтео да именује Милорада Додика за председника владе и због одлучног противљења Брчко Дистрикта који је дан раније потврдила међународна арбитража. Четврти високи представник и британски дипломата Педи Ешдаун познат је по томе што је у периоду свог мандата (2002. — 2006) применио је на стотине одлука из Бонских овлашћења на штету српског народа. Високи представник за БиХ Педи Ешдаун, који је са стотинама наметнутих одлука и смјенама Срба са свих нивоа власти, покушавао да потпуно промијени Дејтонски мировни споразум. У априлу 2003. године сменио је српског члана председништва Мирка Шаровивића оптуживши га за организовање илегалног извоза оружја у Ирак, а поништио је 26. новембра 2004. године чак и Закон о помиловању, под изговором да "угрожава владавину права". Ешдаун је предњачио у пристрасности и антисрпском дјеловању у БиХ. За четири године наметнуо је 430 незаконитих и неуставних рјешења. У само једном, јулском дану 2004. године, смијенио је 59 српских званичника, који су регуларно били изабрани на функције. Ешдаун је био толико антисрпски оријентисан да је упозоравао ЕУ да би, у случају да Србија уђе у Унију прије БиХ, требала да "онемогући Србима из Републике Српске и Федерације БиХ да користе пасоше Србије све док и БиХ не приступи ЕУ". Документи које је објавила Национална архива Велике Британије показују да је Ешдаун био добро упознат о томе шта се дешавало током ратних сукоба у БиХ, али да се није на то обазирао.

### Пост-Ешдауново доба и Милорад Додик (2006 — данас)
Скупштина РС 26. јануара 2006. године је изгласала неповјерење Влади премијера Пере Букејловића и донијела одлуку о разрјешењу Владе. За смену владе гласало је 44 посланика, 29 је било против, док је шест посланика било уздржано. Иницијативу за гласање о поверењу кабинету премијера Пере Букејловића покренуо је Савез независних социјалдемократа.

#### Кристијан Шварц Шилинг
Након Ешдауновог четворогодишњег контроверзног мандата који је обележио спровођење колонијалне силе и самовоље, дана 14. децембра 2005. на месту Високог представника Уједињених нација и специјалног представника ЕУ за Босну и Херцеговину изабран је Кристијан Шварц Шилинг. Након оптужби политичара (нпр. Харис Силајџић) и медија (нпр. Дневни Аваз) унутар Босне и Херцеговине, као и западних дипломатских кругова (у првој линији дипломата САД и Уједињеног Краљевства), да је босанскохерцеговачку политику „препустио тамошњим политичарима“, да дјелује превише „неодлучно“ и да је „стар", дао је оставку и на то мјесто долази словачки дипломата Мирослав Лајчак.

#### Мирослав Лајчак
Од 30. јуна 2007. је на дужности Високог представника Уједињених нација за Босну и Херцеговину је постављен Мирослав Лајчак. 16. децембра 2007. добио је назив „Особа године“ у избору дневника „Независне новине“, а две недјеље касније, 28. децембра, исту титулу добио је у избору „Дневног аваза“.

### Валентин Инцко, уставне и политичке кризе (2009 — 2021)
Дана 26. марта 2009. године на дужност високог представника за Босну и Херцеговину ступио је аустријски дипломата Валентин Инцко. Завршио је студије права и страних језика. Након тога је завршио студије на Дипломатској академији у Бечу.

#### Уставна криза у Босни и Херцеговини (2009 — 2012)
Његовим ступањем на дужност започела је Уставна криза у Босни и Херцеговини која је обележила већи део 2009. године и 2010. године и до 2012. године још није разрешена. Предвиђања за њено разрешење варирала су од укидања ентитета, до распада земље. Претходне 2008. године, економска криза која је већ годину дана потресала САД, ескалирала је на цео свет. Ионако тешка ситуација у Федерацији БиХ, еклатантно се потврдила већ у јуну те године, фактичким банкротом овог ентитета након исплата јунских доходака тамошњим функционерима, констатовано је да је на буџетским рачунима овог ентитета преостало свеукупно 434 конвертибилних марака. Многи извори сматрају управо ово извором каснијих политичких превирања. Током 2009. године, водиле су се праве расправе међу члановима друштвених мрежа, попут „Фејсбука“, о будућем статусу Босне и Херцеговине, и нарочито Републике Српске. Ове расправа директна је последица политичких превирања, али и vice versa лидери РС су тврдили да је њихова политика последица народне воље. Почетком 2010. године, став руководства РС је постао још радикалнији, до 10. јануара су најављена чак два референдума: први, најављен за прву половину године, ће се односити на даље поштовање Дејтонског споразума и одлука овлашћеног високог представника (ОХР); а други о самом статусу РС, и њеном евентуалном одвајању од БиХ. Босна и Херцеговина је застала у својим евроатлантским интеграцијама, а крајем 2009. године, када су Србија, Црна Гора и Македонија стављене на тзв. „белу шенген листу“, тј., када су овим земљама укинуте визе за државе Шенгенског споразума, БиХ је због неиздавања биометријских пасоша што је директна последица спорих реформи остала под визним режимом. Нека предвиђања су најављивала укидање виза за средину 2010. године, међутим, до августа 2010. године то није остварено. Недостатак компромиса, зауставио је рад заједничких институција у земљи. У лето 2009. године, ЕУ и САД су заказале преговоре у НАТО бази у Бутмиру, недалеко од Сарајева, са намером да натерају представнике свих конститутивних народа Срба, Хрвата и Бошњака да постигну компромис. Након неколико дана преговора у другој половини октобра, и покушаја наметнутог решења, преговори су пропали.. Верује се да је разлог за ово неповољан предлог по српску страну, који је подразумевао смањења ентитетских овлашћења Током прве политичке кризе било је и повремених физичких и оружаних инцидената. Дана 4. октобра 2009. године, навијачи Фудбалског Клуба „Сарајево“, махом бошњачке националности, изазвали су инциденте на улицама Широког Бријега, херцеговачког града, насељеног махом Хрватима. Ово се догодило пре почетка утакмице њиховог са истоименим клубом из тог града. Након прављења материјалне штете, обрачунали су се са домаћим навијачима. Након интервенције полиције, дошло је и до оружаног обрачуна, који се окончао убиством једног навијача из Сарајева, као и десетинама повређених. Један од захтева српске стране на преговорима у Бутмиру био је укидање „ОХР“-а, односно Овлашћеног високог представника Европске уније, који од 2003. године руководи мировним процесом у БиХ. Милорад Додик је отворено тврдио како су сви контакти руководства РС са ОХР-ом у прекиду. Подршку за овакве предлоге, РС је добила и од Русије. Почетком 2010. године, актуелни ОХР, Валентин Инцко, запретио је да ће применити све неопходне механизме како би спречио кршење Дејтонског споразума. Српска страна је узвратила најавом референдума, на којем ће се становништво РС изјашњавати о даљем поштовању Дејтонског споразума и поштовању одлука ОХР-а. Бивши хрватски председник, Стјепан Месић, више пута је изјављивао да не подржава стварање трећег ентитета у БиХ, као и да би распадом земље настала исламска држава усред Европе. Са своје стране, Милорад Додик је одвратио да Месић нема права да се меша у унутрашња питања РС. Дана 17. јануара 2010. године, Месић је подигао регионалне тензије, изјавом да би у случају отцепљења Републике Српске, послао војску у дистрикт Брчко и пресекао коридор, чиме би овај ентитет моментално престао да постоји. Реакције су биле бурне и у Хрватској, и у БиХ, па и у Србији. Новоизабрани хрватски председник, Иво Јосиповић је изјавио како слање војске није опција. Још бурније је реаговао српски председник, Борис Тадић, који је 22. јануара критиковао Месићеву изјаву пред Саветом Безбедности Уједињених нација, тврдећи да никоме не користе ратнохушкачке изјаве и да Србија одбацује провокације. Месић је одвратио да је о свему причао у кондиционалу. У априлу 2011. године Скупштини Републике Српске је поднијет формални приједлог за референдум, која је гласала за њега и заказала га за средину јуна 2011. године. Расправа о гласању опажена је као збуњујућа, јер је питање нејасно: да ли је независност, противљење "наметнутим одлукама" Високог представника или (као што је коначно наведено) само функционисање тужилаштава и судова на централном нивоу. Међународне реакције су варирале. Високи представник Валентин Инцко отворено се суочио са Милорадом Додиком због одлуке о референдуму, дајући му седам дана да повуче референдумску одлуку и најавио је спремност да искористи своја извршна овлаштења за поништење одлуке и санкционисање лидера РС, док не отпусти Додика са његовог положаја, ако би референдум (који се сматра кршењем Дејтонског правног поретка) наставио. Као одговор на то, руководство Републике Српске пријетило је повлачењу свих српских представника из институција БиХ, укључујући Предсједништво и Савјет министара, Парламентарну скупштину и судство. Одлука о расписивању референдума није добила очекивану подршку Србије, а предсједник Борис Тадић није желио да се "умијеша" у унутрашње послове Босне, изражавајући супротстављање плановима Високог представника и позивајући се на рјешење кризе кроз компромис. Расправа о овом питању у Савјету безбиједности Уједињених нација 9. маја 2011. године није произвела заједнички став због неслагања Русије са Инцковим ставом и резервисаности Кине. У међувремену, публикација утицајне аналитичке групе "Међународна кризна група" препоручила је умјеренији приступ и сматрало се контрапродуктивним наставак суочавања са Додиком. Коначно, питање је ријешено након састанка предсједника РС и високог представника ЕУ за спољну и безбједносну политику Кетрин Ештон, у којем се Додик сложио да повуче референдум у замјену за "структурирани дијалог о правосуђу" међу институцијама у БиХ и ЕУ у којој ће разговарати о значајним притужбама власти РС према правосуђу у БиХ. Иако је интервенција ЕУ дозвољена да спријечи кризу и врати ситуацију на статус кво почетком априла, пријетња од референдума у РС остала је у позадини, јер Додик никада није повукао правне акте који се тичу тога.

#### Политичка криза (2015 — 2017)
Крајем јуна 2015. Уједињено Краљевство покренуло је иницијативу за усвајање резолуције којом се осуђује босански геноцид и ратни злочини у рату у Босни и Херцеговини поводом 20. годишњице геноцида у Сребреници 11. јула 2015. године под називом С / 2015/508. Међутим, информација да би ова резолуција могла бити усвојена изазвала је противљење и огорчење влада Републике Српске и Србије. Милорад Додик је изјавио да резолуција "не доприноси помирењу" и да је "антисрпска". Председник Србије Томислав Николић упутио је писмо председнику Русије Владимиру Путину у којем га позива да стави вето на резолуцију, јер ће се "Балкан усвојити на ивици новог рата", а да "... само у том региону скоро 5.000 има српски цивили. Како онда тражити правду за њих, ко ће за њих доставити нацрте резолуција Савету безбедности УН". У тексту се, између осталог, каже да је "прихватање геноцида у Сребреници предуслов за помирење" и да се "напори за заштиту угрожених морају појачати у будућности". На инсистирање Русије, Уједињено Краљевство је неколико пута изменило нацрт резолуције како би постигло компромис и избегло вето, али је инсистирало на томе да реч "геноцид" не треба да буде уклоњена из резолуције. Коначни текст резолуције имао је подршку већине земаља у Савету безбедности - 10 је било за, само четири су биле уздржане (Ангола, Кина, Нигерија, Венецуела) - али није усвојено због једне државе, Русије, која је ставила вето на њу. Стални представник Русије у УН Виталиј Чуркин ставио је вето на то. Објашњавајући своје поступке, он је навео да је "стотине хиљада Срба морало да напусти своје домове" и рекао да се "може закључити да су Срби страдали као и други, ако не и више". Закључио је: „Приступ према којем се само један издваја од свих ратних злочина апсолутно је неприкладан и продубљује већ подијељено друштво у БиХ.“ Симболично је упитао „зашто није обиљежена 40. годишњица завршетка Вијетнамског рата означено". Владе Републике Српске и Србије поздравиле су вето и захвалиле Русији, верујући да је постигнут "велики успех". С друге стране, реакције су биле оштрије. Представница САД, Саманта Пауер, критиковала је Русију и рекла да њен вето "слама срца породица жртава и представља мрљу на њеној савести".
На комеморацији у Сребреници 11. јула 2015. године, тадашњи премијер Србије Александар Вучић погођен је каменом у лице и том приликом је лакше повређен. Вучић и људи из његове пратње су евакуисани и на путу су за Београд, сазнаје "Блиц". На улазу у гробље где ће бити сахрањени посмртни остаци жртава, бесна маса је пробила заштитну ограду и кренула према Вучићу и његовој пратњи. Каменице, флаше са водом, ципеле су летеле ка делегацији из Београда ... "Било је страшно, бацали су камење, ципеле, све што су могли да добију - рекао је за" Блиц "један од чланова делегације. Окупљени су узвикивали" четници, идите кући! "" Премијер је погођен каменом у лице, повређен је, али не страшно - каже наш саговорник и додаје да је гомила све време узвикивала "Аллаху Акбар '". Вучић је са пратњом путовао до граничног прелаза у правцу Зеленог Јадра, а не најкраћим путем кроз Братунац, чиме је стигао на комеморацију. Како јавља дописник „Блица“ на лицу места, полиција је оборила и одвела једног од момака из групе која је напала премијера. Након инцидента, Александар Вучић је успешно евакуисан заједно са члановима делегације у Скелане, на граници Србије и БиХ - рекао је Танјугу министар унутрашњих послова Републике Српске Драган Лукач. Припадници полиције и обезбеђења српске делегације такође су погођени камењем, прецизирао је Лукач и додао да је у свему томе премијер Вучић успео да се благовремено извуче из масе. Објаснио је да се слично догодило и предсједнику Словеније Боруту Пахору, када је и полиција штитила и водила полицијске станице у Сребреници. Лукач каже да припадници овог министарства нису били у могућности да директно обезбиједе премијера Србије Александра Вучића на гробљу у Поточарима гдје је нападнут, јер је Дирекција за координацију полицијских тијела БиХ, која је надлежна за унутрашњу безбједност то подручје, није дозвољавао. Он је додао да би се о могућој одговорности Дирекције могло разговарати након анализе овог догађаја, да не зна да ли имају информације о могућем нападу на Вучића, али да од њега нису тражили такве податке. Он је истакао да је Управа за координацију полицијских тијела БиХ требала одредити већи број својих људи уз личну сигурност премијера Србије, ако то већ нису дозволили припадницима МУП-а Српске.
Референдум о надлежности Суда БиХ у Републици Српској планиран је за 15. новембар 2015. године. Након правних изазова и одлагања, референдум је на неодређено одгођен од фебруара 2016. године. Референдум је изненадно објављен, након периода тензија између надлежних органа РС и државних правосудних институција због изручења некадањег команданта Армије Босне и Херцеговине у Сребреници, Насера Орића. Орић је ухапшен у Швајцарској 10. јуна 2015. године по налогу за хапшење из Србије. Ипак, швајцарске власти су га изручиле Босни. Орић је убрзо пуштен. Истовремено, Велика Британија је предложила УН резолуцију о Сребреници Савјету безбједности, на коју је касније Русија ставила вето по захтјеву Србије. Референдум је предложио предсједник РС Милорад Додик који је тврдио да је Суд БиХ био пристрасан против Срба и да су државне правосудне институције радиле против интереса РС, упркос чињеници да су то били велики трошкови за ентитет годишње. Гласање о референдуму одржано је у Народној скупштини; 45 је гласало за, 31 је било уздржано, а преосталих седам посланика је било одсутно.
Бирачи су питани да ли Суд Босне и Херцеговине има надлежност над грађанима Републике Српске. Референдумско питање је гласило:
"Да ли подржавате неуставно и неовлашћено наметање закона од високог представника међународне заједнице у БиХ, посебно наметнуте законе о Суду и Тужилаштву БиХ и примјену њихових одлука на простору Републике Српске?"
Усвојен амандманом СНСД-а контекстуално је утврђено да ће се референдум одржати прве недјеље након истека 50 дана од дана ступања на снагу одлуке о референдуму. Одлука је ступила на снагу осмог дана од дана објављивања у Службеном гласнику РС. С обзиром на ове услове, првобитни датум за савјетовање одређен је да буде 15. новембар 2015. Ипак се од референдума одустало због недостатка подршке из Србије и Русије. У фебруару 2016. године референдум је на неодређено вријеме одгођен, званично због недостатка консензуса међу српским странкама, након интензивних политичких притисака из иностранства, укључујући предсједника и премијера Србије. Ипак, одлука Народне скупштине РС није повучена. Предсједник РС Милорад Додик је само задржао одобрење за објављивање у Службеном гласнику РС.
Уставни суд Босне и Херцеговине донио је одлуку 26. новембра 2015. године против уставности Дана Републике Српске који се одржава 9. јануара, сматрајући да је то дискриминација против несрпског становништва. Судија Уставног суда БиХ Суада Паравлић изјавила је да Република Српска има право да слави Дан републике, али да то не може бити 9. јануар из "разлога због ког је тај датум и одређен као Дан републике". Датум означава православни празник када се слави Свети Стефан, као и оснивање Републике Српске 1992. године као сецесионистичког ентитета тадашње Републике Босне и Херцеговине. Суд је Републици Српској дао шест мјесеци да утврди други празник.
Органи власти Републике Српске реаговали су тиме што су оспорили одлуку Уставног суда БиХ и позвали Парламентарну скупштину БиХ да у року од 120 дана донесе Закон о Уставном суду који би подразумијевао доношење одлука са учешћем најмање једног судије из свих конститутивних народа и оба ентитета, те да по новом закону не буде страних судија, истовремено позивајући на популарни референдум о томе да ли грађани Републике Српске подржавају одлуку Уставног суда. Лидери опозиције РС такође су се придружили Додику у оспоравању одлуке Уставног суда БиХ.
Дана 9. јануара 2016. године, власти Републике Српске прославиле су "неуставни" празник. упркос пресуди Суда. На скупу је присуствовао и премијер Србије Александар Вучић. Хрватски посланици су подржали Дан републике и референдум.
Народна скупштина Републике Српске усвојила је резолуцију о референдуму 15. јула 2016. године, уз подршку свих српских странака и бојкот бошњачких посланика. Референдумско питање је било: „Да ли подржавате да се 9. јануар обиљежава и слави као Дан Републике Српске?”. Савјет за заштиту виталних националних интереса Уставног суда Републике Српске у Бања Луци изјавио је да одлука неће угрозити "виталне националне интересе" бошњачког народа, тако да им не дозвољава вето на то. Милорад Додик потврдио је да ће референдум бити одржан 25. септембра, недјељу дана прије планираних локалних избора 2. октобра. Високи представник Валентин Инцко је изјавио да тим власти Републике Српске директно крше Дејтонски споразум. Народна скупштина Републике Српске донијела је одлуку о расписивању референдума о 9. јануару као Дану Републике, а за дан одржавања референдума одредила је 25. септембар 2016. године. Одлука је донесена са 63 гласа „за”. Приједлог одлуке поднијели су клубови посланика СНСД-а, СДС-а и СРС-а, ДНС-а, ПДП-а, НДП-а и СДС-а К.
Референдумско питање је било:
„Да ли подржавате да се 9. јануар обиљежава и слави као Дан Републике Српске?”
Резултат референдума био је 99,81% За и 0,19% Против.
Бошњачки члан предсједништва Бакир Изетбеговић коментарисао је да би проведба референдума представљала „најозбиљнији ударац Дејтонском споразуму”, те је позвао међународну заједницу да реагује. Изетбеговић је референдум окарактерисао као „пробни балон” за референдум о отцјепљењу Републике Српске од Босне и Херцеговине који је најављен за 2018. годину, што је предсједник РС Милорад Додик демантовао. Изетбеговић је послао писмо амбасадорима Управног одбора Савјета за имплементацију мира (ПИК) и високом представнику за БиХ Валентину Инцку. Провођење референдума у писму је окарактерисао као „активно, отворено и агресивно одбацивање како Одлуке Уставног суда Босне и Херцеговине број U-3/13, тако и темељног правног принципа да се одлуке судова морају поштовати и проводити”. Потез Републике Српске је описао као „антидејтонски, антиуставни и антидржавни правни и политички преседан” чија се „основа за угрожавање политичке будућности БиХ неће [се] моћи неутрализовати”. Критиковао је пасивност међународних институција за које каже да „охрабрују снаге деструкције које покушавају да сруше Дејтонски мировни споразум и мир у БиХ”. Представник у Представничком дому ПС БиХ и члан СДА Садик Ахметовић, реаговао је позивањем на одржавање референдума у Општини Сребреница о издвајању ове босанскохерцеговачке општине из Републике Српске. Ахметовић је изјавио како нема друге алтернативе јер ОХР неће да реагује против одлуке Народне скупштине РС. Начелник сребреничке општине Ћамил Дураковић истакао је да сребренички референдум не би био антидејтонски јер „општине имају право на референдуме за питања локалних заједница”. Драган Човић коментарисао је да „свака општина има свој дан који обиљежава и до њега је дошла кроз своје институције”, те да зато не види разлог „зашто би то неко оспоравао и РС у вези са Даном Републике”. Но, додао је да одлуке Уставног суда БиХ треба поштовати. Додао је да то, међутим, „ни на који начин не умањује могућност да се РС изјашњава о свим питањима од интереса за РС”. Човић је изјавио како сматра да је ванредни састанак Савјета за имплементацију мира (ПИК) ради референдума о Дану Републике беспотребан и да би било „непримјерено да опет тим фингирањем политичког Сарајева врше притиске када то одговара политичком Сарајеву”. Након одржаног састанка са дипломатама у БиХ 23. августа 2016. године, Човић је изјавио како је његово мишљење да неће доћи до забране референдума од стране страног фактора. Из Уреда високог представника у БиХ (ОХР), Валентина Инцка, речено је да су „одлуке Уставног суда БиХ ’коначне и обавезујуће’”. Додато је да се одлуке Уставног суда не могу поништити на референдуму нити да такав поступак може утицати на обавезу органа власти да проведу судску одлуку. ОХР је позвао власти Републике Српске да поштују „основне темеље Мировног споразума” и да „оставе [овај] референдум по страни” те „покушају пронаћи рјешење за ово питање у складу са законом”. Дан послије, замјеник високог представника Брус Бертон дао је нешто оштрију изјаву, окарактерисавши референдум као „кршење Дејтонског споразума” уз напомену да је међународна заједница спремна реаговати. Додао је да су све опције отворене у смислу мандата високог представника. Амбасада Сједињених Америчких Држава у Сарајеву поручила је како референдум „није у интересу грађана Републике Српске”, те да референдуму сличне активности „представљају пријетњу безбједности, стабилности и просперитету БиХ”. Амбасада Уједињеног Краљевства у Сарајеву истакла је забринутост „јер је [то] референдум о питању на које је Уставни суд БиХ, највиша судска инстанца у БиХ, већ одговорио у јасној одлуци”. Амбасада Русије у Сарајеву поручила је како Република Српска има право на референдум који је у складу са законом. Амбасадор Петар Иванцов изјавио је да Амбасада Русије не сматра да је „жеља једног народа да изрази своју вољу, по питању које он сматра од великог значаја, ван закона”. После председничких избора у САД 8. новембра 2016. године на којима је републикански кандидат Доналд Трамп победио демократску кандидаткињу Хилари Клинтон супругу бившег америчког председника и актуелног учесника грађанског рата у БиХ и посредника потписивања дејтонског мировног споразума Била Клинтона чиме је ситуација у Босни и Херцеговини пала у други план у наредне четири године. Последња пакост од стране одлазеће администрације према Републици Српској било је 17. јануара 2017. године увођењем санкција председнику Републике Српске Милораду Додику од стране Стејт департмента три дана пред ступање на председничку дужност новог америчког председника и администрације.

#### Повратак старе америчке администрације и нон пејпери
После пандемије ковида 19 и расних немира у Сједињеним Америчким Државама у 2020. години дошло је до пада подршке тадашњем америчком председнику Доналду Трампу да обезбеди други четворогодишњи председнички мандат иако га је српска дијаспора у САД јавно подржала. Оно што Србима генерално није ишло на руку је номинација у Демократској странци за председничког кандидата Џозефа Бајдена професора права на више америчких универзитета и бившег сенатора државе Делавер који се залагао за интервенцију Сједињених Држава и НАТО током Рата у Босни 1994. и 1995. године. Након врло спорних и контроверзних председничких избора 3. новембра 2020. године потврђена је победа Џозефа Бајдена након које је 20. јануара 2021. године ступио на дужност. Одмах након Бајденовог ступања на председничку дужност у медијима је уследила појава нон пејпера који изискују прекрајање граница на Балкану. Први нон пејпер је 5. фебруара објавио словеначки премијер Јанез Јанша и послао у Брисел председнику европског савета Шарлу Мишелу. Словеначки портал „Нецензурисано” објавио је 13. априла нон пејпер о идеји промене граница – Република Српска Србији, а Косово Албанији. У документу се предлаже уједињење Косова и Албаније, где би српски део Косова добио посебан статус по узору на Јужни Тирол, затим уједињење већине територије Републике Српске са Србијом, при чему би Србија пристала на уједињење Косова и Албаније. Портал даље наводи да је документ под називом „Западни Балкан - пут напред”, кабинет Шарла Мишела примио још у фебруару.

## Почетак кризе 2021

### Оставка Валентина Инцка и избор Кристијана Шмита за новог високог представника
Дана 27. маја, високи представник у БиХ Валентин Инцко поднео је оставку, а Kристијан Шмит именован је за новог високог представника, потврђено је бањалучким "Независним новинама" из више извора. Инцкова оставка, односно Шмитово именовање, ступа на снагу 1. августа. Амбасада Русије у БиХ је била против именовања Шмита за високог представника. Kристијан Шмит је истакао да је најважније да БиХ испрате на њеном изазовном путу ка Европи. Шмитово именовање договорено је још крајем прошле године, али је Немачка, која га је званично кандидовала, чекала да у Америци на дужност ступи нова администрација. Амбасада Русије у БиХ је била против именовања Шмита за високог представника.

### Руски вето на избор Кристијана Шмита
Дана 29. јуна, Русија је уложила вето против именовања Шмита за високог представника у БиХ. Амбасадор Русије у УН Василиј Небензја успротивио се именовању Кристијана Шмита за новог високог представника у Босни и Херцеговини, на седници Савета безбедности УН посвећеној стању у БиХ. Небензја је рекао да именовање Шмита није легитимно, нити има политичку подршку за одржавање мира и упозорио да ће оно водити у хаос и уништити „све позитивно у последњих 25 година”.
„Јесмо ли хтели овај сценарио када смо потписали Дејтон?”, упитао је Небензја.
Он је рекао да је Шмит наводно постављен јер процес није био транспарентан. Он је истакао да Управни одбор Савета за спровођење мира није ништа потврдио, те да Савет безбедности УН није узео у обзир ставове Русије и БиХ у вези са овим питањем. Руски амбасадор је истакао да не треба заборавити да само људи у БиХ држе суверенитет и да они треба да одлучују, а не било какав високи представник. Небензја је нагласио да Русија жели да подржи мировни споразум у БиХ, односно да је њена дужност да „овај крхки споразум не буде уништен”, али је оценио да се поверење не може градити на овај начин. Заменик америчког амбасадора у Уједињеним нацијама Ричард М. Милс поручио је током седнице Савета безбедности УН да је именовање новог високог представника у Босни и Херцеговини готова ствар. Милс је на седници, на којој се расправља о стању у БиХ, рекао да је Шмита именовао Савет за спровођење мира (ПИК) и оценио да је то довољно. Указао је да се само Русија успротивила његовом именовању, али је оценио да ПИЦ одлуке не мора да доноси једногласно. Милс је тврдио и да Савет безбедности УН не мора да одобри именовање шефа Канцеларија високог представника (ОХР) да би он ступио на дужност. Он сматра и да отпор Москве именовању новог високог представника није базиран на праву. Милс је оценио да ентитети немају будућност изван БиХ, те да мирна дисолуција није опција. „САД подржавају јединствену БиХ”. Милс је нагласио да САД подржавају и Канцеларију високог представника (ОХР) која је, како је навео, од кључне важности за цивилно спровођење Дејтонског споразума. Он тврди и да још нису испуњени услови за затварање ОХР и сматра да ће се то догодити тек када се спроведе „5+2 агенда”. Милс је рекао да се Русија 2008. сагласила са овом агендом, а да сада тражи да се ОХР угаси.

### Руско-кинеска резолуција у СБ УН
Русија и Кина представиле су 15. јула Савјету безбједности Уједињених нација нацрт резолуције којом би се међународном високом представнику у Босни и Херцеговини одмах одузела моћ надзирања имплементације мировног споразума из 1995. године којим је окончан рат и укинута та позиција у року од двије године. У кратком нацрту резолуције, којем је Ассоциатед Пресс имао приступ, наводи се да овлаштења дата високом представнику "више нису потребна с обзиром на напредак који су постигле босанске стране". Нацрт подржава именовање њемачког високог представника Кристијана Шмита" до 31. јула 2022. године, када се очекује затварање Уреда високог представника (ОХР)".
22. јула, са два гласа за, 13 уздржаних и ниједан глас против, Вијеће сигурности Уједињених народа (УН) одбацило је резолуцију којом се тражи затварање Уреда високог представника (ОХР) у Босни и Херцеговини (БиХ), приједлог Русије и Кина. Само су Кина и Русија гласале за резолуцију, док је осталих 13 земаља Савета безбедности било уздржано. Руски представник Димитриј Пољански са жаљењем је примио ову одлуку и затражио од чланова Савета "да не предузимају даље деструктивне кораке".
"Жао нам је што Савет безбедности није усвојио резолуцију и што није потврдио кандидатуру Кристијана Шмита, што је угрозило легитимност његовог именовања", рекао је Пољански.
Уочи гласања, Пољански је истакао да је Русија свесна своје позиције као једног од гаранта Дејтонског споразума и да је учесник у раду Савета за имплементацију мира (ПИЦ), те да ову улогу схвата врло озбиљно.
„Увјерени смо да је јачање мира и стабилности и економског развоја БиХ могуће само ако се поштују темељни принципи суверенитета, независности и равноправности три конститутивна народа. Прошло је 25 година од потписивања Дејтона, а током ових година високи представник требао је играти улогу стабилизатора. "Постепено је постигао мрежу моћи и надлежности према бонским властима, а у постдејтонској ситуацији његова улога је можда била оправдана, али се ситуација сада мења", рекао је руски представник.
Представник Кине је рекао да према Дејтонском споразуму Вијеће сигурности игра најважнију улогу у именовању високог представника, те да игнорисање ове чињенице и именовање високог представника изван Вијећа сигурности није добро и препоручљиво.
"Бонске овласти представљају посебан проблем и имале су користи у одређеним околностима, па задржавање високог представника и бонска овлаштења нису ни потребна ни пожељна, јер је земља постигла велики напредак", рекао је кинески представник у Вијећу сигурности. Рекао је и да је Кина увијек подржавала суверенитет, независност, национално јединство и територијални интегритет БиХ.
"Зато вјерујемо да БиХ има способност и мудрост за рјешавање властитих проблема. Уред високог представника застарио је, а међународна заједница мора испитати специфичан начин на који се БиХ подржава у проведби Дејтонског споразума ради испуњавања потребе људи који живе у тој земљи", рекао је кинески представник у Савету безбедности.
Представник Уједињеног Краљевства рекао је да су били уздржани током гласања како би изразили своју подршку ОХР-у и одбацили покушаје да се ограничи његова моћ и прерано прекине његова улога.
"Резолуција или било која друга одлука Вијећа сигурности УН-а није и никада није била правни услов за именовање новог високог представника Цхристиана Сцхмидта. Успјешно га је именовао Управни одбор Вијећа за имплементацију мира и он ће преузети дужност са или без акције Савета безбедности", рекла је она.
Ричард М. Милс, представник Сједињених Држава у Савету безбедности, приметио је да су услови за затварање канцеларије ОХР -а садржани у условима 5 + 2 постављеним 2008. године уз подршку свих чланова Управног одбора ПИК-а, укључујући Русију.
"Ови услови још нису испуњени и потребно је још много реформи. Националистичка реторика наставља да дијели земљу бранећи стварни напредак у реформама. Упркос свему томе, Русија се годинама залагала за укидање канцеларије високог представника. Уздржали смо се од гласање јер Уред високог представника у БиХ наставља играти круту улогу у очувању мира и стабилности у БиХ", рекао је Милс.

### Ескалација кризе

#### Одлука високог представника о кажњавању за негирање „Геноцида у Сребреници”
Дана 23. јула, високи представник за БиХ Валентин Инцко, коме мандат истиче 1. августа, донео је одлуку да искористи тзв. бонска овлашћења и наметне допуне Кривичног закона Босне и Херцеговине којима се забрањује и кажњава негирање геноцида. Како је саопштено из Канцеларије високог представника, Закон који следи и који чини саставни део ове одлуке ступа на снагу одмах, на привременој основи, све док га Парламентарна скупштина Босне и Херцеговине не усвоји у истом облику, без измена и допуна и без додатних услова. Текст измена Кривичног закона, које је наметнуо Инцко, у два додата члана гласи:
"Kо јавно подстрекне на насиље или мржњу усмерену против групе особа или члана групе одређене с обзиром на расу, боју коже, вероисповест, порекло или националну или етничку припадност, ако такво понашање не представља кривично дело из става (1) овог члана, биће кажњен казном затвора од три месеца до три године".
Изменом у члану (3), Инцко је истакао да:
"Kо јавно одобри, порекне, грубо умањи или покуша да оправда злочин геноцида, злочин против човечности или ратни злочин утврђен пуномоћном пресудом у складу с Повељом Међународног војног суда придруженом Лондонском споразуму од 8. августа 1945. или Међународног казненог суда за бившу Југославију или Међународног кривичног суда или суда у Босни и Херцеговини, а усмерено је против групе особа или члана групе одређене с обзиром на расу, боју коже, вероисповест, порекло или националну или етничку припадност, и то на начин који би могао да подстакне на насиље или мржњу усмерену против такве скупине особа или члана такве скупине, биће кажњен казном затвора од шест месеци до пет година".
Измена закона подразумева и да ко кривично дело из чланова од (1) до (3) овог члана изврши тако да јавности учини доступним или јој дистрибуира летке, слике или друге материјале, биће кажњен затвором од најмање једне године.
А ако је кривично дело из става (1) до (3) овог члана почињено на начин којим се може пореметити јавни ред и мир или је претеће, злостављајуће или увредљиво, починилац ће бити кажњен затвором од најмање три године.
Казну од најмање три године затвора добиће свако ко додели признање, награду, споменицу, било какав подсетник или било какву привилегију или слично особи осуђеној правоснажно за геноцид, злочин против човечности или ратни злочин, или именује јавни објекат као што су улица, трг, парк, мост, институција, установа, општина или град, насеље и насељено место...
У образложењу одлуке, Инцко наводи да свесни чињенице да помирења не може бити без признања злочина и одговорности, као и да говор мржње, величање ратних злочинаца и ревизионизам или отворено негирање геноцида, злочина против човечности и ратних злочина утврђених правоснажном судским одлукама угрожавају владавину права и представљају директну препреку миру, помирењу и изградњи поверења и на крају угрожавају изгледе за сигурну, мирну будућност Босне и Херцеговине.
Навео је и да је дубоко забринут због тога што истакнути појединци и јавне власти у Босни и Херцеговини и даље поричу да су акти геноцида, злочини против човечности и ратни злочини били почињени током оружаног сукоба, чиме појединци и органи власти јавно доводе у питање легитимитет пресуда које су донели Међународни кривични суд за бившу Југославију и Суд Босне и Херцеговине и да појединци и органи власти славе или величају осуђене ратне злочинце.
Констатује да су све законодавне иницијативе покренуте пред Парламентарном скупштином Босне и Херцеговине за решавање овог питања блокиране.
"Из претходно утврђених разлога, високи представник овим доноси одлуку о Закону о допуни Кривичног закона Босне и Херцеговине", навео је Инцко.
Поводом ове Инцкове одлуке огласио се српски члан Председништва БиХ Милорад Додик, који је рекао да Република Српска одбацује одлуку Инцка и да је "типичан србомрзац". С друге стране, за председавајућег Председништва Босне и Херцеговине Жељка Комшића Инцкова одлука је утемељена на низу пресуда Хашког суда које су, наводи, утврдиле да је у Сребреници био геноцид. Реагује и лидер СДА. Премијерка Ана Брнабић оценила је као лошу вест одлуку одлазећег високог представника да наметне забрану негирања геноцида и оценила да ће то још више удаљити Сарајево и Федерацију од РС и ставова Српске. Огласила се и Европска унија, наводећи да је примила к знању доношење закона у БиХ против порицања геноцида, уз констатацију да "ревизионизам и порицање геноцида противрече најосновнијим европским вредностима". Реаговао је и Музеј жртава геноцида, међународно референтна установа која се бави истраживањем геноцида почињеног над припадницима српског народа и Холокауста, као и неговањем културе сећања на њихове жртве, наводећи да је Инцко на самом крају мандата дао снажан подстрек ревизији недавне трагичне историје.

#### Одлука српских политичких представника да напусте институције БиХ
Лидери политичких партија из Републике Српске закључили су 26. јула да српски представници у институцијама БиХ, односно Председништву, Савету министара и Парламенту БиХ не учествују у доношењу одлука. да се српски представници неће повући из институција, али да неће учествовати у раду и доносити одлуке док се не реши питање наметнутог закона о забрани негирања геноцида у БиХ. Један од закључака састанка у Бањалуци јесте да ће у процедуру бити упућене измене два закона, пренеле су бањалучке "Независне новине". Такође, договорено је да се на седници Скупштине РС у петак нађу измене два закона, као и да та седница буде затворена за јавност. Недељко Чубриловић, председник Скупштине РС, након састанка лидера парламентарних политичких партија из Републике Српске рекао је да не постоје услови за рад српских представника у институцијама БиХ.
"Не повлачи се нико, али нема услова за рад у Савету министара, Председништву БиХ И Парламентарној скупштини БиХ", рекао је Чубриловић.
Милорад Додик, члан Предсједништва БиХ и лидер СНСД-а, рекао је да се одлука одлазећег високог представника Валентина Инцка одбацује као ништавна и да српски представници у институцијама БиХ неће учествовати у одлучивању. Бранислав Бореновић, лидер ПДП-а, рекао је да то значи да неће бити доношене одлуке у тим институцијама до даљег, односно док се не реши питање наметнутог закона. Мирко Шаровић, председник СДС-а, рекао је да су сви сагласни да се више никада неће прихватити било која одлука високог представника. Ненад Стевандић, лидер Уједињене Српске, рекао је да ће РС истрајати на одлукама које су донели лидери политичких партија. Након одржаног састанка председника парламентарних странака у РС донесено је неколико закључака.
Политички представници из РС одбацују наметнуте одлуке високог представника и сматрају их неприхватљивим и ништавним.
Они сматрају да не постоје услови за рад српских представника у институцијама БиХ - Председништву БиХ, Парламентарној скупштини и Савету министара. Одбацује се свако наметање на нивоу БиХ и не постоји легални високи представник јер није изабран у складу са процедурама и одбацује се сарадња с њим. На састанку је било речи и о другим активностима које ће се обављати у наредном периоду. Најављено је да ће преко посланичких клубова бити упућена два закона везана за ову тематику, а реч је о кривичним законима. Седница Народне скупштине РС поводом одлуке одлазећег високог представника Валентина Инцка да наметне допуне Кривичног закона БиХ којима се забрањује и кажњава "негирање геноцида и величање ратних злочинаца" заказана је у петак, 30. јула, најавио је вечерас српски члан Председништва БиХ Милорад Додик. Раније данас, лидери политичких партија из Републике Српске закључили су да српски представници у институцијама БиХ, односно Председништву, Савету министара и Парламенту БиХ не учествују у доношењу одлука. Практично, то значи да се српски представници неће повући из институција, али да неће учествовати у раду и доносити одлуке док се не реши питање наметнутог закона о забрани негирања геноцида у БиХ. Следећег дана, председник Србије Александар Вучић рекао је да је Београд обавештен и да прати дешавања у Босни и Херцеговини, уз поруку да Србија не може да остави Републику Српску без подршке у економском и сваком другом погледу, као и да ће изаћи са предлогом како да у будућности водимо дијалог са Бошњацима. Вучић је одговарао на питање новинара о тензичној ситуацији у Босни и Херцеговини, након што су представници Републике Српске напустили институције БиХ због иницијативе одлазећег високог представника у БиХ Валентина Инцка да се у кривични закон у тој земљи уведе забрана и кажњавање негирања геноцида. Вучић је рекао да Београд са пажњом прати догађаје и у Сарајеву и Бањалуци уз оцену да наметање и октроисање одлука споља никада није могло да донесе добре резултате.
"Не улазим у све мере и контрамере, то се дешава у другој земљи, али смо обавештени и пратимо све, а оно што је извесно је да не можемо да оставимо Републику Српску у економском и било ком другом погледу без подршке Србије", поручио је Вучић на конференцији за новинаре у Палати Србија.
На констатацију новинара да су све оштрији тонови у Сарајеву и да се очекује највеће заоштравање односа у БиХ од завршетка грађанског рата и питање да ли се може избећи озбиљнији сукоб, Вучић је рекао да се "плаши да атмосфера јесте најтежа и најузаврелија од окончања рата и потписивања Дејтонског мировног споразума".
"Надам се да сви разумеју да су мир и стабилност приоритет и да морамо да размишљамо о економији и о томе како да живимо заједно", казао је Вучић.
Додао је и да ће изаћи са конкретним предлозима како да у будућности водимо дијалог са Бошњацима.
"Поновићу то, иако сам видео да су многи нападали, да морамо да покушамо да с њима изградимо братске односе у будућности. Нисам сигуран да су све изјаве њихових лидера из Сарајева од велике помоћи, али то је већ друга ствар", рекао је Вучић.
Навео је да народи морају да у одређеним тренуцима доносе важне историјске одлуке које, како каже, не морају увек да се допадају политичарима.
Вучић је најавио да ће 4. августа у Бусијама бити обележена годишњица прогона српског живља и, како је рекао, највећег етничког чишћења после Другог светског рата у Европи, као и да ће тог дана имати сусрет са руководством Републике Српске и да ће са њима о свему разговарати.

#### Ступање на снагу Инцковог закона
Дана 28. јула, ступиле су на снагу измене Кривичног закона којим се предвиђају затворске казне за негирање злочина геноцида. Измене закона наметнуо је одлазећи високи представник. Реагујући на одлуку Валентина Инцка, српске странке одлучиле су да не учествују у раду заједничких институција. Истовремено, за петак је најављено усвајање закона у Скупштини Републике Српске о неприхватању одлуке високог представника и о санкционисању свих који повреде углед Републике Српске. Саговорници емисије "Око" сматрају да се може нагађати око Инцкових мотива, али да се криза у БиХ постепено продубљује. Српски члан Председништва БиХ Милорад Додик данас се сам пријавио Тужилаштву БиХ и рекао да је то урадио да тако растерети муслимане који би могли бити изложени притиску и захтевима својих политичких вођа. Додик је за Срну рекао да су код тих вођа према Србима присутна усијана осећања и мрзотворни ставови да против њега поднесу кривичну пријаву.
"Да не би било прегрејаних емоција и ниских страсти из сарајевске загушљиве политичке кухиње у којој се према Србима свакодневно производи мржња, одлучио сам да се сам пријавим", појаснио је Додик.
Тужилаштво Босне и Херцеговине већ је формирало предмете у случајевима негирања геноцида, на основу пријава неколико грађана.
Како је раније из Тужилаштва БиХ потврђено за Дневни аваз, ова правосудна институција, а након што је високи представник Валентин Инцко 23. јула наметнуо одлуку о изменама Кривичног закона у БиХ, већ је примила пријаве од неколико грађана.

#### Парламентарно заседање народне скупштине Републике Српске 30. јула
Народна скупштина Републике Српске усвојила је данас на 20. посебној сједници Закон о непримјењивању одлуке високог представника која се доноси на Закон о допуни Кривичног закона Босне и Херцеговине, уз један амандман који је постао саставни дио Закона, и Закон о допуни Кривичног законика Републике Српске.
Оба закона усвојена су по хитном поступку и на приједлог клубова посланика СНСД, СДС, ПДП, ДЕМОС, СП, ДНС, УС, СПС, НПС и посланичке групе НДП.
Посланици су усвојили и одлуке којима оба закона ступају на снагу наредног дана од дана објављивања у Службеном гласнику Републике Српске. Народна скупштина усвојила је и Закључак којим подржава Закључке који су усаглашени 26.7.2021. у Народној скупштини на састанку предсједника политичких партија са сједиштем у Републици Српској, које имају народне посланике.
Предсједник Народне скупштине Републике Српске Недељко Чубриловић рекао је на прес конференцији по окончању сједнице да су оба закона, у складу са договором лидера свих политичких партија са сједиштем у Републици Српској, усвојена су гласовима свих присутних посланика СНСД, СДС, ПДП, ДЕМОС, СП, ДНС, УС, СПС, НПС и посланичке групе НДП.
„Република Српска је јединствена у овоме. Овим одлукама Народне скупштине примјена наметнуте одлуке високог представника у Републици Српској неће бити могућа. Та одлука била је погрешна, непотребна и она је искомпликовала ситуацију у земљи до границе кључања. Валентин Инцко барем на крају свог мандата морао је да уради нешто да Србима у БиХ покаже да није инструмент у рукама бошњачке политике и њихова златна рибица за испуњавање жеља. Нажалост он то није урадио. Он је својом одлуком довео земљу у највећу кризу од завршетка рата и одговорност за све што се збива је његова“, рекао је предсједник Чубриловић.
Додао је да није јасно због чега је на овај начин и у овој мјери Инцко отежао почетак рада свога насљедника на челу ОХР-а
„Ми нећемо дозволити да нас нико и никада више назива геноцидашима, геноцидном творевином, да нас вријеђа, да вријеђа народ који је истинска жртва геноцида у Другом свјетском рату, да умањује нашу жртву, да умањује број убијених у Јасеновцу, да нам прекраја историју. То су данас својом одлуком потврдили сви народни посланици“, рекао је Чубриловић.
Он је истакао да је крајњи циљ све ове године да Републику Српску прогласе геноцидном и да, као што се и могло чути раније, позивајући се на једну Резолуцију УН траже њено укидање.
„Све ово су само кораци до тог циља, а један од најважнијих по жељи бошњачких политичара урадио је Инцко. Ми смо тога свјесни и наш одговор је јединствен и веома децидан. Сви морају да схвате да је БиХ састављена од Републике Српске и ФБиХ, да је чине три конститутивна народа. Да је један конститутивни народ српски и да тај народ не пристаје да га понижавају и да га константно оптужују и њега и Републику Српску. Народни посланици својим данашњим одлукама показали су да је ово црвена линија и да нема више оптуживања Републике Српске“, рекао је предсједник Чубриловић.
Следећег дана, амбасадори Управног одбора Савета за спровођење мира најоштрије су осудили, без сагласности Русије, како се наводи, ескалацију тензија које долазе од неких политичких лидера као одговор на недавну измену Кривичног закона. Такође осуђују и кораке које је предузела Народна скупштина Републике Српске, а који би нарушили стабилност и омели ефикасан рад органа власти. Амбасада Руске Федерације у БиХ саопштила да је одбила да се придружи изјави. Амбасадори Управног одбора Савета за спровођење мира (ПИЦ) огласили су се поводом јучерашње седнице Народне скупштине Републике Српске, која је усвојила закључак да се одлука о забрани негирања геноцида не примењује. У саопштењу се наводи и да су "ревизионизам, величање осуђених ратних злочинаца и порицање добро документираних и утврђених чињеница о ратним догађајима, укључујући геноцид, неприхватљиви". У саопштењу се оцењује да је то у супротности с основним европским вредностима и да подрива стабилност земље те добробит и просперитет грађана БиХ. Амбасадори Управног одбора ПИЦ позивају власти да се "суздрже од дестабилизирајућег понашања". Позивају све политичке лидере у БиХ да се фокусирају на "подршку миру, стабилности и просперитету за грађане ове земље и унапређењу помирења, изграђеног на међусобном признавању, емпатији и поштивању свих жртава", навели су из ПИЦ-а. Амбасадор су нагласили и своју "континуирану подршку ауторитету и мандату високог представника" и улози коју има све док се, како наводе, не испуне циљеви и услови за излазак БиХ из режима међународне супервизије.
Амбасада Руске Федерације у БиХ саопштила је да је одбила да се придружи изјави амбасадора и навела је разлоге за такав потез, преноси РТРС. Руска амбасада указује да је високи представник Валентин Инцко свој мандат завршио 27. маја и да није имао никаква овлашћења за увођење измена и допуна Кривичног закона. У саопштењу се наводи да се Русија увек противила употреби "бонских овлашћења", чије му, чак ни најшире тумачење не даје за право да се меша у активности законодавне власти. Амбасада, такође, подсећа да је одлуку Народне скупштине донело легално изабрано демократско тело власти.
"Испоставља се да наши партнери БиХ сматрају немарним студентом који не успјева положити 'испите' и решити се међународне супервизије. Више од четврт столећа, суверена држава која је заузимала позицију несталне чланице Савета безбедности УН-а мора 'поновити годину'... Управо из ових разлога канцеларију високог представника сматрамо кочницом развојног пута БиХ и инсистирамо на његовом безусловном гашењу. То је тај случај када су се предности одавно претвориле у непоправљиве недостатке. Стога - мора бити затворен!", закључује се у саопштењу Амбасаде Русије.
Чланице Управног одбора Савета за спровођење мира су: Француска, Италија, Јапан, Канада, Немачка, Русија, Сједињене Америчке Државе, Велика Британија, Председништво Европске уније, Европска комисија и Организација исламске конференције (ОИЦ) коју представља Турска.
Дана 1. августа, српски члан Председништва БиХ Милорад Додик, на конференцији за новинаре у Бањалуци рекао је да са Кристијаном Шмитом без мандата, Република Српске и њене институције неће сарађивати. Додик је истакао да је једино релевантно место које уводи високог представника у БиХ Анекс 10, али је истакао да су га прекршиле велике земље које покушавају да ускрате Републици Српској да је страна, јер је тако и предвиђено Анексом 10. Напоменуо је да су неке западне земље кренуле у рушење Дејтонског споразума.

### Мандати Кристијана Шмита, Габријела Ескобара и Стјуарта Пича
Из Канцеларије високог представника (ОХР) 30. јула је потврђено да је новоименовани високи представник Кристијан Шмит у петак са породицом стигао у Босну и Херцеговину. Како се наводи у саопштењу, по доласку је посетио манастир Тврдош код Требиња и Благајску текију.
"Шмит је изразио дивљење према богатом културном наслеђу Босне и Херцеговине. Истакао је да се само кроз заједничке напоре и посвећеност целог друштва, и уз подршку и помоћ међународне заједнице, Босна и Херцеговина може вратити на пут напретка и зауставити значајан одлив млађе популације", наводи се у саопштењу ОХР.
Шмит дужност формално је преузео у понедељак 2. августа, а званично на позицију ступа дан раније.

#### Ступање на дужност и отпори у Републици Српској
Дана 2. августа, нови високи представник Кристијан Шмит је, након званичног преузимања дужности, захвалио свом претходнику Валентину Инцку и на томе што је законски забранио негирање геноцида. У првом званичном обраћању јавности грађанима у Босни и Херцеговини Шмит је захвалио што има прилику да "служи" народима БиХ и поручио да долази као "пријатељ" народа Босне и Херцеговине. Истакао је да је неопходно разговарати не само с домаћим званичницима већ и са грађанима. "Преузимам дужност да помогнем људима који тешко раде да би издржавали породице, онима који желе мирну будућност", поручио је. Оценио је да је позиција високог представника "једна изузетна позиција". Подсетио је да ова позиција постоји управо како би постојао мир. Сматра да ова функција треба да се обавља, како је рекао, с дубоким поштовањем.
"Није лако достићи договор о неким питањима. Зато сам ту, како бих у име међународне заједнице спроводио мир и како бих помогао, грађанима, конститутивним народима и осталима да остваримо уравнотежен мир", нагласио је Шмит.
Захвалио је Инцку на томе што је 12 година био високи представник међународне заједнице. Између осталог, захвалио му је и на последњој одлуци – "законској забрани негирања геноцида почињеног у Сребреници". Босна и Херцеговина мора бити у фокусу међународне заједнице, сматра Шмит. Као циљ је истакао јачање БиХ као поузданог партнера другим државама.
"Остваривање тог циља неће бити једносмерна улица. Сви који се желе придружити Европској унији се морају придржавати и гарантовати правила тог савеза. Али, то није лак задатак", нагласио је нови високи представник.
Према његовим речима, напредак друштва је могућ само уз рефлексиван приступ властитој прошлости. Као пример за то је навео своју земљу, а то је Немачка. Подсетио је да је ова држава била подељена, а да се падом Берлинског зида ујединила "без пуцња".
"Све то не би било могуће без помоћи Сједињених Држава, Совјетског Савеза, Француске, Велике Британије и других европских држава", додаје.
Захвалио им је такође и на томе што имају исти циљ у Босни и Херцеговини. Уверава да ће имати једнак однос према правима сваког појединца и сваког народа.
"Нећемо се бавити само брањењем граница и одбацивањем идеја о померању граница, већ и превазилажењем граница", закључио је и позвао на заједнички рад за бољи живот.
Нови високи представник у Босни и Херцеговини Кристијан Шмит на свечаном пријему у Сарајеву поводом ступања на дужност рекао је да је у БиХ дошао као пријатељ решен да помогне људима који вредно раде да прехране породице, који желе мир и градњу живота са другима. Пријему у атријуму Земаљског музеја БиХ у Сарајеву присуствовали бројни представници политичког, дипломатског и културног живота, амбасадори, представници невладиних организација, а члан Председништва из Републике Српске Милорад Додик очекивано није дошао. Нагласио је да је до сада добио доста писама од људи из Босне и Херцеговине и да ће употребити свој утицај, снагу и везе како би осигурао да "ова земља и њена деца имају добру будућност и да се њихове наде испуне". Према његовим речима, земљи је потребна једноставно стабилност, сигурност, владавина права и функционална држава. "БиХ мора бити враћена на политичку агенду међународне заједнице и Европске уније", поручио је Шмит.
Следећег дана, нови високи представник Кристијан Шмит разговарао је са двојицом чланова Председништва Шефиком Џаферовићем и Жељком Комшићем. Истакао је да сви морају допринети бољитку БиХ. На састанку у Сарајеву није се појавио члан Председништва Милорад Додик. Први радни дан Кристијана Шмита од тројице, дочекала двојица чланова Председништва. Рекао им је да је његова агенда, испуњавање 14 услова за чланство у Унији, рачуна на помоћ ЕУ и САД, али ће му, каже први партнер бити Председништво и институције БиХ.
"Ја сам прошле седмице обавјештен да ће 3. августа сва три члана бити овдје, да након тога неће бити дијалога па се сада надам да ће бити обратно. Увјерен сам да ћемо наћи прилике да заједно радимо", изјавио је Шмит.
Бошњачки члан Председништва Шефик Џаферовић позвао је Милорада Додика да хитно престане са блокадом институција БиХ. Милорад Додик је истакао да они ништа не опструишу.
"Ми нисмо изашли из органа БиХ, ми смо рекли да нећемо одлучивати у органима БиХ ми смо рекли да ћемо тамо бити. Ако ја нисам тамо као српски члан Предсједништва они могу да донесу одлуку, ја тамо морам да будем да потегнем питање вета", казао је Додик.
Српски члан Председништва БиХ Милорад Додик изјавио је за РТРС да БиХ нема високог представника и да се Кристијан Шмит лажно представља, због чега није ни присуствовао данашњем састанку с њим у Сарајеву. Милорад Додик каже да је Шмит неизабрани странац који се лажно представља да је високи представник без мандата страна потписница Анекса 10 који уводи високог представника кроз дејтонски систем у БиХ. Подсетио је да високог представника нема у општим одредбама Дејтонског споразума нити у Уставу БиХ, односно Анексу 4, нити у било којем другом анексу. Додик оцењује да је Шмит нелегитимно изабран за високог представника како би у БиХ створио што гору ситуацију и да би људи наставили да напуштају ове просторе.
"Његова прича је да је дошао да заустави одлазак људи. Па он је и постављен да би људи одлазили. Вама требају људи и хоћете да направите овдје што гору ситуацију - зато и намећете законе - да би била што гора ситуација и охрабрили се људи да одлазе у Њемачку и тамо буду мануелна радна снага", рекао је Додик. Додик је истакао да је реаговање Руске амбасаде у БиХ на наметање измена Кривичног закона БиХ уследило јер је Русија видела јасну одлучност Републике Српске у погледу отпора наметнутом решењу.
4. августа, Нови високи представник у БиХ Кристијан Шмит рекао је да та земља неће постати централизована држава, али да се њена функционалност мора побољшати. Шмит је на првој конференцији за новинаре од ступања на дужност рекао да држава мора постати уједињујући елемент.
"Oна не може и не сме бити претња ниједном ентитету или кантону, већ заједнички и уједињујући елемент. Ја ћу надоградити ентитете како би држава функционисала", поручио је Шмит.
Према речима Шмита, у БиХ се мора ојачати заједништво, фокусирати се на заједничке тачке, а не на разлике. Истакао је да има осећај да се превише времена троши на прошлост, указујући да не непоходно да се поштује историја, нарочито жртве, без обзира на националност.
"Треба да закључимо шта ћемо учинити у будућности да спречимо такве ситуације. То је наш задатак", додао је Шмит.
Шмит је нагласио да сваки ратни злочин мора бити санкционисан, без обзира на то ко их је починио.
"Говоримо о појединачној кривици и никада се не може говорити о колективној кривици народа. Ја као Немац знам добро о чему говорим. Нема разлога да се величају правосудно осуђени ратни злочинци. Понекада не морате гледати чињенице, већ реакције на чињенице", закључио је Шмит.
До 6. августа, више од 121.000 становника Републике Српске до сада је потписало петицију коју је 24. јула покренуо српски члан председништва Милорад Додик, којом изражавају став о неприхватању наметања закона бившег високог представника у БиХ Валентина Инцка.

#### Састанак политичког руководстава Републике Србије и Републике Српске у Вили "Мир"
Дана 4. августа, на дан геноцида над Србима у Хрватској и у Босни и Херцеговини током операције Олуја, Председник Србије Александар Вучић и руководство РС, након одвојеног сусрета, састали су се и са представницима опозиције из Републике Српске, као и дела опозиције из Србије. Састанку у Вили "Мир" присуствовали су и премијерка Србије Ана Брнабић, председник Скупштине Србије Ивица Дачић, као и српски члан Председништва БиХ Милорад Додик, председница РС Жељка Цвијановић, председник Народне скупштине РС Недељко Чубриловић и председник Владе РС Радован Вишковић. из Републике Српске, као и дела опозиције из Србије. Састанку у Вили "Мир" присуствовали су и премијерка Србије Ана Брнабић, председник Скупштине Србије Ивица Дачић, као и српски члан Председништва БиХ Милорад Додик, председница РС Жељка Цвијановић, председник Народне скупштине РС Недељко Чубриловић и председник Владе РС Радован Вишковић. Присутни су били и председник Српске демократске странке из РС Мирко Шаровић, као и бивши министар спољних послова БиХ Игор Црнадак. Такође, на састанак су стигли председник Двери Бошко Обрадовић, заменик председника СРС Александар Шешељ, председница Заветника Милица Ђурђевић, председник Доста је било Саша Радуловић. Пре заједничког састанка, Вучић, Дачић, Брнабић и министри у влади, разговарали су са руководством Републике Српске. Након састанка поручено је да наметнуте одлуке у БиХ никада нису добро решење, већ само оне које су у интересу и постигнуте уз договор сва три конститутивна народа у БиХ. Александар Вучић је рекао да је Србија изразила жељу да се поштује Дејтонски споразум и да се сачува мир у региону. Према његовим речима, Србија поштује територијални интегритет Босне и Херцеговине, али и Републике Српске. Вучић је рекао и да ће након састанка са руководством РС уследити састанак са представницима опозиционих странака из РС, као и опозиционих партија из Србије које су желеле да разговарају са властима, али нису тражиле присуство странаца. Истакао је да су на састанку са делегацијом РС разговарали и о економским питањима. Најавио је да ће Србија, заједно са конзорцијумом српских компанија, преузети 80 одсто трошкова изградње пута од Раче до Бијељине и навео да Србија сама гради и изградиће ускоро мост на Сави.
"То ће бити допринос пријатељству са свим народима и братству са српским народом. Тај пут иде ка Бањалуци и Сарајеву, али везује Србију и са другим градом по величини у РС, Бијељином", нагласио је председник Вучић.
Председник Србије Александар Вучић изјавио је да није коментарисао одлуке донете у Скупштини Републике Српске везане за промене кривичног закона које је наметнуо претходни високи представник у БиХ Валентин Инцко јер су резултат октроисаних, наметнутих одлука.
"Таквих одлука не би било у Скупштини Српске да није било октроисања неких других одлука и зашто да коментаришем последицу, када коментаришем узрок", казао је Вучић одговарајући на питања новинара након састанка са руководством Српске.
Додао је да је за Србију важно и добро када су по битним питањима политички чиниоци у Српској уједињени. Вучић каже да је новог високог представника Кристијана Шмита сретао много пута и да има коректне односе с њим.
"Мислим да је интелигентан човек, али то нема везе с мојим ставом или ставом Србије о наметнутим одлукама", нагласио је Вучић.
Политиком српског јединства, уједињавања око циљева око којих можемо да се договоримо, довољно показујемо да смо научили тешке лекције из прошлости, истакао је Вучић. Нагласио је да Србија мора да буде опрезна и да мора да води води рачуна о свим аспектима, пре свега брине о свом економском расту, миру и о томе шта ће оставити у будућности својој деци. Рекао је да разуме фрустрације Милорада Додика политичким приликама у БиХ.
"Мислим да је сваки разговор добар, а разумем одлуке људи у РС које су донели. Верујем да је могуће постићи договоре у будућности који би значили више поштовања, разумевања, и пре свега поштовања Дејтонског споразума, јер он није донео само мир, па можете да радите са њим шта хоћете, већ је донео механизме на основу којих БиХ постоји, на којима постоји РС", рекао је Вучић.
Треба да се држимо Дејтонског споразума, поручио је Вучић одговарајући на питање да ли чињеница да високи представник међународне заједнице није изабран на основу одлуке Савета безбедности УН може имати неке импликације на његове одлуке и позицију.
Вучић је казао да ће Србија увек имати сву пажњу и све време света да слуша своје сестре и браћу из РС, представнике нашег народа и да им, у чему год може, излази у сусрет.
"Сигуран сам, да ако се не усагласимо око неког питања, па тако и неких спољнополитичких, неће нико да се љути. Поносан сам на чињеницу што претходних неколико година није било размене тешких речи и тако ћемо наставити. Захвалан сам што је Додик увек поштовао наш договор, а верујем да ће у будућности моћи да рачуна на још већу подршку Србије", закључио је Вучић.
Српски члан Председништва БиХ Милорад Додик поновио је да нови високи представник у БиХ Кристијан Шмит за њега нема легитимитет. На питање како види то што је Шмит навео да је спреман за разговор, да организује неформални састанак са представницима РС у ОХР-у, као и да оде било где у БиХ, те да неће користити бонска овлашћења ако не дође до нарушавања територијалног интегритета БиХ, Додик је одговорио:
"Можемо на Јахорини. Доћи ћемо сви ми политичари из РС да му кажемо да можемо да разговарамо с њим као бившим послаником немачког савезног парламента и савезним министром пољопривреде", поручио је Додик.
Он је човек који има несумњиво велико искуство, али као високи представник он за нас нема легитимитет, поручио је Додик.
"Уколико је високи представник у БиХ Кристијан Шмит кренуо да смењује српске представнике у органима власти на основу бонских овлашћења и било која мера у том смислу, то би био само допринос стварању још већег хаоса у БиХ", оценио је Додик.
Додик је, одговарајући на питања новинара, истакао да је власт у Републици Српској изабрана на демократским изборима и да је то потврдио ОЕБС, али да новог високог представника нико није изабрао.
"Сви смо ми изабрани на демократским изборима, које је ОЕБС потврдио да су били фер и поштени и ми представљамо управо тај демократски капацитет, а овог који се сада представља као високи представник нико није изабрао, тако да је он самозвани високи представник", навео је Додик.
Навео је да је са председником Вучићем разговарао и о економским питањима и започетим пројектима који достижу вредност од преко 90 милиона (конвертибилних) марака.
"Не можемо да рачунамо у добре намере оних који деградирају наше право, Устав и Дејтонски мировни споразум", рекао је Додик.
Захвалио је Вучићу који је, како је рекао, с пажњом саслушао све што су имали да му кажу. Као важно је истакао је да је Република Српска јединствена када је реч о наметнутом закону, али и "никада као пре забринутија ако тако нешто буде настављено". Против свих проблема, најавио је Додик, РС ће се борити политичком побуном, а оно што све у овом тренутку уједињује у Српској опасност која, како је рекао, прети свима и коју сви добро разумеју.

#### Милорад Додик на прес конференцији у Београду 10. августа
Српски члан Председништва БиХ Милорад Додик демантовао је 10. августа наводе појединих медија да је гласао на седници Председништва на којој се одлучивало о именовању Управног одбора Централне банке БиХ и навео да је одбио да у понедељак учествује у телефонској седници. Милорад Додик је новинарима у Београду пре почетка скупа "Инцков закон-крај Српске или распад БиХ" рекао да није присуствовао седници Председништва БиХ. Истакао је да поједини медији покушавају да разбију српско јединство и заједништво и заједничку одлуку да не учествују у раду заједничких институција БиХ до повлачења Инцковог закона, те да једну спекулативну изјаву из Сарајева користе као доказ моћи и да Срби морају да објашњавају нешто што је нетачно. Додик је објаснио да седница није одржана јер да би се заказала мора да постоји сагласност сва три члана Председништва БиХ. Како је рекао, постоји могућност да закаже ванредна седница, такође, уз сагласност сва три члана Председништва, али наглашава да је против одржавања и ванредне седнице. Додао је да, ако се закаже редовна седница, мора да јој присуствује да би гласао против, јер одлуке морају да се доносе консензусом. Додик је подсетио да је у Народној скупштини РС постигнут договор да, представници Срба неће учествовати у раду институција БиХ, осим на, како каже, седницама на којима треба спречити доношење одлука. На питање како српском јединству може да допринесе то што је део опозиције у Србији присуствовао састанку са руководством РС и председником Србије Александром Вучићем, Додик је узвратио питањем ‚"како не може да допринесе и додао да су Срби важан народ на Балкану и да је присуство српског народа у Републици Српској једна од важних тема која, каже, и у Србији треба да буде на дневном реду. Захвалио је Александру Вучићу што је позвао опозицију у Србији да присуствује том састанку и оценио да су погрешили представници опозиције који нису дошли. Српски члан Председништва БиХ Милорад Додик је 13. августа у колумни "Добро нам отишао, господине Шмит" детаљно изнео став о Кристијану Шмиту, наводном геноциду и Сребреници, политичким приликама у БиХ и статусу Срба. У колумни за све медије у Републици Српској, Додик је, између осталог, цитирао француског историчара Алена Ришоа да "циљ сваке политичке акције у колонији треба да буде разликовање и искоришћавање употребљивих локалних елемената и неутрализација и уништавање оних који се не могу употребити".

#### Именовање Габријела Ескобара за специјалног изасланика за Балкан
Председник Сједињених Америчких Држава Џозеф Бајден именовао је 30. августа Габријела Ескобара за специјалног изасланика за Балкан. Нову функцију је преузео 7. септембра на којој био дотадашњи заменик амбасадора у Србији замениће Метјуа Палмера. Ескобар је у интервјуу за Глас Америке изјавио је 25. септембра да ће антикорупцијске санкције користити „веома агресивно“.

#### Посета Кристијана Шмита Београду и разговор са Вучићем
Председник Србије Александар Вучић састао се 9. септембра са тзв. високим представником међународне заједнице за Босну и Херцеговину Кристијаном Шмитом и поручио му да од њега очекује непристрасан и избалансиран приступ будући да су неретко представници међународне заједнице једнострано посматрали ствари у Босни и Херцеговини и региону. Српски члан Председништва БиХ Милорад Додик изјавио је да се у недељу, 12. септембра, састаје са председником Србије Александром Вучићем у оквиру редовних консултација. Додик је рекао да је то дан пре важне и опроштајне посете немачког канцелара Ангеле Меркел Србији када ће се вероватно разговарати о важним регионалним питањима. Српски члан Председништва БиХ Милорад Додик изјавио је да би волео да се састанак председника Србије Александра Вучића са тзв. високим представником за БиХ Кристијаном Шмитом није догодио јер ће, како је оценио, произвести спекулације. Након посете Београду, српски члан Председништва БиХ Милорад Додик изјавио је да је са Александром Вучићем разговарао о недавној посети Кристијана Шмита Београду, као и разговору који је председник Србије имао са тзв. високим представником.

#### Дан српског јединства
Србија и Република Српска обележавају заједнички празник — Дан српског јединства, слободе и националне заставе, а тим поводом у Београду се одржавају бројне манифестације. Датум, 15. септембар, изабран је јер је на тај дан 1918. године пробијен Солунски фронт.

#### Српски бојкот институција
Српски члан Председништва БиХ Милорад Додик изјавио је 18. септембра да српски посланици неће учествовати у раду Представничког дома који је заказао Денис Звиздић у понедељак 20. септембра. Он је додао да ће тако остати све док се спорни Инцков закон не стави ван снаге. Он је додао да ће тако остати све док се спорни Инцков закон не стави ван снаге. Додик је додао да је у току хајка на Србе и да он има девет пријава због наводног негирања злочина у Сребреници.

#### Наступ Жељка Комшића у УН
Српски члан Председништва БиХ Милорад Додик истакао је 20. септембра да председавајући Председништва Босне и Херцеговине Жељко Комшић је самовољно отишао у Њујорк на седницу Генералне скупштине Уједињених нација и тај његов поступак показује да у БиХ влада хаос. Председавајући Председништва Босне и Херцеговине Жељко Комшић изјавио је да Милорад Додик није неопходан да би БиХ функционисала. Председник Хрватске Зоран Милановић изјавио да не зна са каквим мандатом је члан Председништва БиХ Жељко Комшић дошао на седницу Генералне скупштине УН и у чије име говори. Члан Председништва Босне и Херцеговине Милорад Додик изјавио је пет дана касније да ће тражити одбацивање свих наметнутих одлука високог представника и повратак на изворни Дејтон, а у супротном предлаже проглашење независности Републике Српске у року од шест месеци.

### Повратак надлежности Републике Српске на „Изворни Дејтон”
Милорад Додик, изјавио је 27. септембра да ће повући сагласност из споразума о војсци, као и о Високом судском и тужилачком савету. Предложићемо и о томе ћемо одлучивати наредних дана да се кроз рушење Закона о војсци у року од неколико месеци формира Војска Републике Српске. Портпарол Канцеларије високог представника Марио Бркић изјавио је дан касније да тзв. високи представник Кристијан Шмит ни под којим условима неће дозволити прекрајање граница у БиХ, чији територијални интегритет је загарантованим Општим оквирним споразумом за и међународним правом. Председник Хрватске Зоран Милановић састао се у канцеларији председника с Бакиром Изетбеговићем, председником Странке демократске акције. Састанку је присуствовао и бивши хрватски председник Стјепан Месић. Дана 29. септембра, Милановић и Изетбеговић разговарали су о односима Републике Хрватске и Босне и Херцеговине, пре свега о односима бошњачког и хрватског народа те потреби побољшања односа два народа у складу с Дејтонским споразумом, саопштено је из канцеларије хрватског председника. У друштву Милановића и Изетбеговића били су и бивши хрватски председник Стјепан Месић те шеф канцеларије председника Хрватске Орсат Миљенић. Српски члан Председништва БиХ Милорад Додик рекао је на конференцији за новинаре 30. септембра да је данас разговарао са изаслаником Стејт департмента за Западни Балкан Габријелом Ескобаром, те додао да се разговарало и о питању отцепљења. Рекао је и да је током састанка са председницом Европске комисије Урзулом фон дер Лајен добио уверавања да је председница ЕК привржена идеји о проширења ЕУ, али је нагласио да тамо има других гласова који се чују и који шаљу другачије поруке. Српски члан Председништва БиХ Милорад Додик позвао је 1. октобра грађане да верују у Републику Српску и у оно што говоре њене институције, и рекао да верује да ће Српска бити независна држава 2030. године. Једина ствар која може да сруши Републику Српску, поручио је Додик, јесу колебљива национална вођства која би олако пристала да се одрекну онога за шта се овде борило. Гостујући на прњаворској К3 телевизији, Додик је указао да група западних земаља на овим просторима прихватила муслимански концепт, али да никада ниједну генерацију српских политичара није прихватила као равноправне саговорнике. Члан Председништва БиХ Милорад Додик поручио је специјалном изасланику америчког председника Џоа Бајдена за Западни Балкан Габријелу Ескобару током састанка претходни дан, када му је он запретио санкцијама. Српски члан Председништва БиХ Милорад Додик упутио је 4. октобра писма председници Европске комисије Урзули фон дер Лајен, председнику Европског савета Шарлу Мишелу, премијеру Словеније Јанези Јанши у којем је, поводом Самита ЕУ - западни Балкан указао да БиХ није донела одлуку о учешћу на овом скупу, нити је именовала делегацију и дефинисала платформу. Указавши на значај овог самита, који је заказан 6. октобар на Брду код Крања, за будућност региона и БиХ, као и чињеницу да ће се усвајати платформа о којој нико у БиХ није заузео став, Додик је нагласио да је то у директној надлежности Председништва БиХ, али да уопште није заказана седница на којој је о свему томе требало разговарати. Члан Председништва БиХ Милорад Додик изјавио је исти дан да је министар одбране у Савету министара БиХ Сифет Поџић једностраном одлуком да се одложи заједничка војна вежба Војске Србије и Оружаних снага БиХ на Мањачи крајем недеље, починио кривично дело злоупотребе надлежности и овлашћења. Министарство одбране Србије саопштило је раније да је отказана заједничка војна вежба оружаних снага Србије и БиХ, која је требало да се одржи на полигону "Мањача" у периоду од 9. до 16. октобра, а о чему је, како наводи, обавештено од стране Министарства одбране Босне и Херцеговине. Српски члан Председништва БиХ Милорад Додик затражио је следећи дан смену министра одбране у Савету министара Сифета Поџића због непоштовања Устава БиХ, јер је отказао војну вежбу Војске Србије и Оружаних снага БиХ на Мањачи код Бањалуке. Председавајући Савета министара Зоран Тегелтија донео је исти дан одлуку о смени министра одбране Сифета Поџића.

#### Самит у Љубљани
На Брду код Крања 5. и 6. октобра одржан је самит лидера Европске уније и Западног Балкана на којем је учествовао и председник Србије Александар Вучић. Председник Вучић је пред почетак самита поручио да нема никаквих илузија о брзом уласку у ЕУ, али да је важно да Србија буде на европском путу. Лидери Европске уније су након неформалног самита у Словенији наложили врховном представнику ЕУ за спољну и безбедносну политику Жозепу Борељу да настави са радом на одбрамбеној стратегији ЕУ. Први дан самита је шеф Европског савета Шарл Мишел сазвао неформални самит лидера држава и влада ЕУ у Словенији како би разговарали о стратешкој аутономији Европске уније. Европски лидери су се договорили да ће радити на смањењу зависности ЕУ од спољних сила у сфери одбране и економије. ЕУ већ неколико година расправља о „Стратешком компасу“ – заједничкој стратегији уније у области безбедности и одбране за наредних пет до 10 година. Реч је о програму који би требало да осликава циљеве ЕУ по питању безбедности и одбране, те да укаже на релевантне претње. Очекује се да ће Савет ЕУ усвојити програм у марту 2022. године. Председница Европске комисије Урзула фон дер Лајен истакла је другог дана самита, уочи Самита ЕУ-Западни Балкан на Брду код Крања, да тим скупом Унија шаље веома важну поруку региону, а то је да Западни Балкан припада ЕУ.

#### После самита ЕУ у Словенији
Српски члан Председништва БиХ Милорад Додик рекао је дан после самита у Словенији да Председништво БиХ више и не постоји, а да су томе највише допринели председник Европске комисије Урзула фон дер Лајен и председник Европског савета Шарл Мишел који разбијају БиХ својим директним актима. Српски члан Председништва БиХ Милорад Додик најавио је да ће до краја октобра или најкасније у првој седмици новембра Република Српска ући у процес доношења одлука у Народној скупштини Српске, о повлачењу сагласности на војску и остало, те да је руководство Српске спремно за последице тих поступака. У Републици Српској формирано је 8. октобра пет специјалних тимова који се баве враћањем надлежности које су отете РС и спорним одлукама високог представника у БиХ и Уставног суда БиХ. Председница Републике Српске Жељка Цвијановић изјавила је 10. октобра да су од почетка рата, деведесетих година прошлог века, па све до данас на сцени дупли аршини међународног фактора који су, како је оценила, допринели да имамо неред и у БиХ и у појединим земљама региона. Српски члан Председништва БиХ Милорад Додик изјавио је да ће 10. октобра у Београду са министром спољних послова Русије Сергејом Лавровом разговарати о Уставном суду БиХ, као и о питању функције високог представника у БиХ. "Република Српска жели да се врати на слово Устава БиХ и то је једини начин на који може остати у БиХ, ако то не буде могуће, онда српски народ ту нема шта да чека", рекао је српски члан Председништва БиХ Милорад Додик. Додик је истакао да је политичка воља у Републици Српској таква да ће Српска одбити све што је ван Устава БиХ и повући своје сагласности које су раније дате, а то су војска, индиректни порези и Високи судски и тужилачки савет. Председник Србије Александар Вучић приредио је увече радну вечеру на Андрићевом венцу којој присуствују министар спољних послова Русије Сергеј Лавров, српски члан Председништва БиХ Милорад Додик и председник Народне скупштине Републике Србије Ивица Дачић. Српски члан Председништва БиХ Милорад Додик рекао је након радне вечере у Београду да је са министром иностраних послова Русије Сергејом Лавровом имао свеобухватне разговоре, као и да је најважнија тема била ситуација у БиХ. Додик је истакао да су разговарали о укупној политичкој ситуацији у Српској и БиХ, као и о изазовима који су очигледни и застоју и функционисању свега што у последње време драматизује ситуацију у БиХ. Милорад Додик је два дана после састанка са Сергејем Лавровим да Странка независних социјалдемократа (СНСД) нескривено ради на пројекту самосталне Републике Српске у оквиру дејтонске Босне и Херцеговине. У Источном Сарајеву одржан је 14. октобра састанак званичника Републике Српске са амбасадорима европских земаља, а потом је српски члан председништва БИХ Милорад Додик разговарао и са командантом Еуфора, генерал-мајором Александером Плацером. Из Кабинета српског члана Председништва за РТРС је потврђено да ово није био састанак са амбасадорима Квинте. Састанку су, поред Додика, присуствовали председница Републике Српске Жељка Цвијановић, председник Народне скупштине Недељко Чубриловић, председник Владе Српске Радован Вишковић, председавајући Савета министара Зоран Тегелтија и заменик председавајућег Дома народа Парламентарне скупштине БиХ Никола Шпирић. Били су присутни и председници политичких партија владајуће коалиције у Републици Српској Драган Чавић, Дарко Бањац и Ненад Стевандић. Представници из Амбасаде Велике Британије раније су навели су да неће присуствовати састанку у Источном Сарајеву, али су Додику понудили састанак са њима и партнерским амбасадама. Српски члан Председништва БиХ Милорад Додик изјавио је да ће Република Српска кренути ка самосталности, ако јој Европска унија уведе санкције. Додик је, после састанка са амбасадорима европских земаља у Источном Сарајеву, истакао да Европска комисија Српској неће уводити санкције, а да је под знаком питања да ли ће на санкцијама да инсистира Немачка. Српски члан Председништва БиХ Милорад Додик рекао је после састанка чланова Председништва БиХ са аустријским шефом дипломатије Михаелом Линхартом, да је имао у плану да позове пријатеља хармоникаша да „релаксира атмосферу“ овог састанка. Казао је, пријатељ није био у могућности да дође у Председништво, па је журку најавио за понедељак. На питање шта ће певати, Додик је одговорио: „Нема те више Алија“, а објавили су сарајевски медији. У Тужилаштву Босне и Херцеговине затражено је 16. октобра хитно формирање предмета због медијских иступа члана Председништва БиХ Милорада Додика „у којима исказује претње територијалном интегритету и највишим институцијама БиХ“. Ово је за портал Кликс потврдио тужилац Џермин Пашић који каже да је службеном коресподенцијом затражио формирање предмета. Пашићу су се касније придружили тужиоци Изет Одобашић, Елвира Станојловић и Саша Сарајлић. Српски члан Председништва БиХ Милорад Додик изјавио је да тужиоци Тужилаштва БиХ нису требали чекати ставове Председништва СДА да би покретали истраге против њега.. Следећи дан у центру Сарајева полепљени су плакати на којем је натпис "И ти си потребан за одбрану БиХ". На плакату усликаном у Штросмајеровој улици не постоји траг о ономе ко их је полепио, нити било какве друге информације. Ради се о плакату Територијалне одбране БиХ, прве формалне оружане снаге Републике БиХ на почетку рата, која је затим трансформисана у Армију РБиХ. Портал додаје да редакција није успела да ступи у контакт са одговорним из Удружења за заштиту имена и очување традиције Територијалне одбране како би проверили да ли лепљење плаката има везе с овом организацијом или неко користи њихов плакат. Овај плакат се може пронаћи и у дигиталној колекцији Националне и универзитетске библиотеке БиХ. Српски члан Председништва БиХ Милорад Додик истакао је у интервјуу Срни да је увек говорио да не би жртвовао мир за Републику Српску, нагласивши да су све активности које предузима Република Српска политичког и правног карактера, те да се изван тога неће ићи. Српски члан Председништва БиХ Милорад Додик изјавио је да Република Српска има право на своја овлаштења, да се понаша у складу са Уставом и никога не изазива. „Република Српска ће до 20. октобра имати уређене све законе, 25. ћемо изаћи с тим и 26. заказати седницу Народне скупштине Републике Српске која ће донети закључке и законе и поставити нови, односно стари уставни систем“, истакао је Додик. Тужилаштво Босне и Херцеговине саопштило је да предмет против српског члана Председништва БиХ Милорада Додика, формиран по добијању прве кривичне пријаве, а да је последња пријава стигла 18. октобра. Исти дан Влада Републике Српске одредила је рок до 28. октобра експертским тимовима из различитих области да припреме предлоге закона у вези са заштитом уставних права Републике Српске гарантованих Дејтоном, о којима ће се изјаснити Народна скупштина Републике Српске. Представник ХДЗ БиХ Маринко Чавара је изјавио да српски члан Председништва БиХ Милорад Додик својим потезима не руши државу БиХ, него је само испровоциран Инцковим наметањем Закона о санкционисању негирања наводног геноцида у Сребреници. Председавајући Представничког дома Парламентарне скупштине БиХ Денис Звиздић потврдио је два дана касније да је Кристијан Шмит предложио да се обрати Представничком дому 28. или 29. октобра и да изнесе своје ставове и виђење актуелне политичке ситуације у БиХ. Српски члан Председништва БиХ Милорад Додик истакао је, након састанка са председником Србије Александром Вучићем, да Република Српска наставља да се бори за своја уставна права, иако се „развлашћује упорном силом међународног фактора“. Он је посебно указао на наметање Кристијана Шмита за такозваног високог представника у БиХ. Председавајући Председништва Босне и Херцеговине Жељко Комшић изјавио је дан након састанка Вучића и Додика да српски председник Александар Вучић „не може да спасе“ Милорада Додика, већ да спас за српског члана Председништва БиХ, како тврди, једино може да буде усвајање ХДЗ-ових захтева које подржава Русија. Председница Републике Српске Жељка Цвијановић изјавила је 25. октобра да су за политичко Сарајево високи представници и њихове канцеларије одувек били само њихови извођачи радова и они који задовољавају њихове политичке апетите. Следећег дана бошњачки члан председништва Бакир Изетбеговић изјавио је на федералној телевизији: "Ако људи хоће да живе, морају бити спремни да умиру". Посланици Републике Српске су 27. октобра на посебној седници да се изјасне о закључцима о отварању канцеларије Амбасаде Руске Федерације у БиХ у Бањалуци. Посланици су се изјашњавали и о закључцима о отварању амбасаде Азербејџана у Сарајеву. На тој сједници Предсједништва, у складу с ранијим закључцима Народне скупштине Републике Српске, Додик је гласао против свих тачака дневног реда о којима се трочлано Предсједништво изјашњавало. Опозиција је најавила могући бојкот засиједања јер је, кажу, мало времена да се припреме за расправу. Народна скупштина Републике Српске није подржала изјаве српског члана Председништва БиХ Милорада Додика да је десет одлука Председништва, које су Шефик Џаферовић и Жељко Комшић усвојили прегласавањем, штетно по витални интерес Републике Српске. Свих десет одлука на које је Додик уложио вето биће важеће, јер је на гласању изостала подршка две трећине посланика.
То је први пут да је Додик покренуо процедуру заштите виталног ентитетског интереса, а да је изостала двотрећинска подршка. Иако је српски члан Председништва у уводном излагању детаљно образложио сваку одлуку и због чега су оне штетне по интерес Српске, рекавши да је Парламент Српске место одлуке и позвавши посланике на јединство, то јединство је изостало. Посланици СДС-а и ПДП-а су напустили заседање још током расправе, па нису ни били присутни у сали када се гласало. Све ове тачке које су биле на седници Председништва БиХ 18. октобра и на које је Додик ставио вето, поштујући закључке Народне скупштине о неодлучивању у Председништву су усвојене јер није било довољно гласова у Народној скупштини. Председница Републике Српске Жељка Цвијановић изјавила је да замера опозицији у Народној скупштини што свако високо рангирано политичко или национално питање мора да буде упрљано на овај или онај начин.

#### Бојкот Парламентарне скупштине БиХ 28. октобра
Такозвани високи представник међународне заједнице у БиХ Кристијан Шмит позвао је 28. октобра представнике Републике Српске да се врате у заједничке институције, а представнике три народа да се окрену будућности. Шмит је то рекао у обраћању посланицима Представничког дома Парламентарне скупштине БиХ, којој нису присуствовали представници из Републике Српске. У обраћању које је почело у подне, Шмит је, како преноси Радио телевизија Републике Српске, рекао да "не разуме да неко блокира парламент који је право место за разговоре". Рекао је и да ће се наредне седмице обратити у Савету безбедности УН и представити извештај редован извештај о БиХ, који је предао. Нагласио је, наводи се, да је неприхватљиво да институције буду било чији таоци и позвао представнике Републике Српске да се врате у заједничке институције и учествују у њиховом раду. Српски члан Председништва Босне и Херцеговине Милорад Додик изјавио је исти дан да не очекује ништа од посете специјалног изасланика САД за изборну реформу Метјуа Палмера, који је задужен само за Изборни закон, истичући да је то надлежност која је отета од ентитета и међу првима пребачена на ниво БиХ. Српски члан Председништва БиХ Милорад Додик рекао је да је седница Представничког дома Парламентарне скупштине БиХ „обично дружење које су смислили они који сматрају да им је Кристијан Шмит од користи, пре свега Бошњаци, а Хрвати, вероватно, из неког практичног разлога“. Председник СНСД-а Милорад Додик поручио је у вечерњим сатима 28. октобра да Република Српска неће одустати од својих уставних права и најавио да ће Народна скупштина средином новембра одржати посебну седницу о враћању надлежности Српске.
„Сет закона за то је спреман и треба да прође међустраначки дијалог. Влада Српске ће након седнице Народне скупштине додатно уредити правни систем након повратка надлежности које су нам одузете. Посебна седница НСРС биће одржана 15, 16. и 17. новембра. О грађанском концепту нема разговора ни сада, нити у будућности. Овакво стање је антидејтонско, одбацили смо грађански концепт БиХ, који треба да представи Бошњаке као доминантне, рекавши да можемо само да се посветимо Уставу док не договоримо нешто друго“, рекао је Додик после одржаног Главног одбора странке.

#### После састанка са званичницима САД и ЕУ
Дана 29. октобра Милорад Додик после састанка чланова Председништва БиХ са представником САД за изборну реформу у БиХ Метјуом Палмером и директорком при Европској служби за спољне послове Ангелином Ајхорст, изјавио је да је Република Спска спремна да подржи сваки договор у ФБиХ у вези са Изборним законом, али закон који је наметнуо Валентин Инцко мора бити повучен. Влада Републике Српске је исти дан усвојила 26. Извештај који је, у име РС као потписнице свих анекса који чине Дејтонски споразум, генералном секретару Уједињених нација и земљама чланицама Савета безбедности, упутио председник Владе Радован Вишковић. Извештај се односи на период мај-октобар 2021. године и у њему, као и у претходним, Влада Републике Српске изражава своја виђења о кључним питањима и проблемима са којима се суочава БиХ, а у циљу разјашњавања својих становишта члановима Савета безбедности и међународне заједнице, саопштено је из Бироа Владе за односе с јавношћу. Милорад Додик у Сарајеву је изјавио да су о томе информисали представника Министарства спољних послова САД задуженог за изборну реформу у БиХ Метју Палмера и директора при Европској служби за спољне послове Ангелину Ајхорст и да Република Српска поштује територијални интегритет БиХ и то није упитно. У документу је наведено да Политичке партије из Сарајева и њихови међународни савезници подривају суверенитет и уставни поредак Босне и Херцеговине, наводи се у 26. Извештају Републике Српске Савету безбедности УН. Српски члан Предсједништва БиХ Милорад Додик истакао је 1. новембра да он не разбија, него спасава уставну БиХ. Додик је рекао да ће Република Српска законом суспендовати 140 наметнутих решења и то у року од два, три или четири месеца да не би настале правне празнине, док Српска не обезбеди потребну легислативу. Он је нагласио да би у БиХ свима живот био бољи да Српској нису отимана права.

#### Седница Савета безбедности УН о продужетку мандата Еуфора 2. и 3. новембра
Следећег дана 2. новембра такозвани високи представник међународне заједнице у БиХ Кристијан Шмит у среду ће вероватно у Савету Безбедности УН-а поднети извештај о стању у БиХ, а сарајевски медији објаили су делове тог извештаја у ком се, како наводе, српски члан Председништва БиХ и лидер СНСД-а Милорад Додик спомиње чак 61 пут на укупно 34 странице извештаја. Такође, 2. новембра најављена седница Савета безбедности Уједињених нација одложена је, а требало је да буде посвећена ситуацији у БиХ, пренела је Радио телевизија Републике Српске. Наводи се да би седница могла бити одржана у среду, или чак касније, али не даље од 5. новембра, када истиче мандат снагама ЕУФОР-а. Током седнице требало би да буде разматран последњи извештај ОХР-а и продужење мисије Алтеа. Српски члан Председништва БиХ Милорад Додик рекао је касније да високи представник нема више шта да тражи у Босни и Херцеговини, али да нема ништа против тога да Савет безбедности УН продужи мандат Еуфору у БиХ. Додик је навео да ће са Шмитом разговарати само када у СБ УН прибави потврду да је именован. Савет безбедности Уједињених нација усагласио је касније текст резолуције о Босни и Херцеговини. Институција Високог представника није била поменута у коначној верзији којом се продужава мандат Еуфора у БиХ. Високи представник Кристијан Шмит није говорио на седници. Седница Савета безбедности УН о ситуацији у БиХ, померена је за наредни дан, објављено је на сајту светске организације. Српски члан Председништва Босне и Херцеговине Милорад Додик истакао је да Кристијан Шмит неће говорити на седници Савета безбедности УН могло се и предвидети због чињенице да Русија и Кина нису гласале за именовање високог представника у БиХ. Додик је рекао да то представља логичан след. Нагласио је да су Шмитов извештај написали муслимани у Сарајеву и Обавештајна служба. Додик је рекао да компромис у СБ УН представља добар помак и разлог за задовољство. Стални представник Руске Федерације у УН Василиј Небензја рекао је на сједници Савјета безбједности УН да у БиХ нема високог представника ни кандидата да данас буде именован на ту функцију. Он је истакао да је Канцеларија високог представника постала извор проблема у БиХ, те да именовање Кристијана Шмита није у складу са међународним правом. Небензја је нагласио да је ситуација у БиХ постала још сложенија због неодговорних поступака спољашњих сила, које угрожавају дугогодишњи процес помирења. Говорећи о Валентину Инцку и наметнутом закону, Небензја је рекао да је Инцко одлучио да има право да наметне закон и да је то подстакло неслагање и подјеле. Додао је да је такав приступ подгријао страсти између три народа који се још увијек нису опоравили од посљедица претходног конфликта, оцјењујући да овакав приступ сву кривицу пребацује на плећа једног народа. Он је подсетио да је Влада Републике Српске упутила 26. извјештај Савјету безбједности. Он је истакао да је Шмитов извјештај једностран документ, наводећи и да Русија сматра да наставак ангажмана ОХР-а представља озбиљан проблем, који у питање доводи читаву архитектуру Дејтонског споразума. Он је нагласио да у све процесе треба укључити стране у БиХ, да Дејтонски споразум нема алтернативу, те да је његово уништавање озбиљна пријетња за Балкан. Небензја је навео да Русија подржава територијални интегритет БиХ и једнака права сва три конститутивна народа. Српски члан Предсједништва БиХ Милорад Додик рекао је дан после седни СБ УН да ће Република Српска наћи механизам да тужи Кристијана Шмита за лажно представљање.

#### Разговори Жељке Цвијановић са Ескобаром и Палмером у Вашингтону о политичкој ситуацији у БиХ
Председница Републике Српске Жељка Цвијановић разговарала је у Вашингтону, у одвојеним сусретима, са специјалним представником америчког председника за Западни Балкан Габријелом Ескобаром и америчким изаслаником за изборне реформе у БиХ Метјуом Палмером. У разговору са Ескобаром, размењена су мишљења о актуелној политичкој и економској ситуацији у Републици Српској и БиХ, као и могућностима јачања сарадње. Цвијановићева је том приликом указала је на потребу избалансираног приступа према БиХ, као и интересима сва три конститутивна народа и истакла да је то једини начин да се обезбеди стабилна и просперитетна будућност. Она је изразила подршку иницијативи „Отворени Балкан“, као и снажнијој економској сарадњи међу земљама региона. Током састанка са Палмером, разговарано је о реформама изборног законодавства у БиХ, а Жељка Цвијановић је поновила ставове Републике Српске по том питању, нагласивши да је потребно да се обезбеди легитимно представљање свих конститутивних народа.

#### Отворена подршка Хрватске
Хрватски председник Зоран Милановић изјавио је 4. новембра да је српски члан Председништва БиХ Милорад Додик, како је навео, последњи проблем БиХ и неко ко представља српски народ. Милановић је то рекао у Госпићу, коментаришући ситуацију у БиХ у вези са јучерашњом седницом Савета безбедности УН и извештајем Кристијана Шмита.
„Какав је Шмит? Не познајем човека, али неће избацити Додика с тим детињастим претњама. Додик представља српски народ у БиХ“, нагласио је Милановић.
Милановић је казао да БиХ није на ивици сукоба и додао:
„Они немају ‘леба’ да једу, могу се само кестенима гађати. Додик је понекад необуздан, али с њим се договоримо за 10 минута, и то не о подели Босне“. Имаћемо неспоразума, али хајдемо да видимо шта можемо да направимо у БиХ да остане читава“, казао је Милановић, додајући да свака страна мора да има некога коме верује, а с друге стране некога коме не баш потпуно не верује”, пренео је портал „Индекс“.

#### Отворена подршка Мађарске
Мађарски премијер Виктор Орбан најавио 4. новембра да ће допутовати у суботу, 6. новембра, у званичну посету Бањалуци. Српски члан Председништва БиХ Милорад Додик изјавио је да је мађарски премијер Виктор Орбан важан и велики државник са којим ће сутра разговарати о политичким и економским темама. Додик је, у емисији „Интервју“ РТРС-а, истакао да је Орбан у претходних неколико сусрета изразио спремност да помогне Републици Српској. Додик је рекао да постоји неколико заједничких пројеката, односно потенцијалних инвестиција Мађарске и Републике Српске. Он је напоменуо да сутра почиње и градња ауто-пута од Приједора до Бањалуке, што је, како је оценио, важна вест за сваког грађанина Републике Српске. Српски члан Председништва БиХ Милорад Додик указао је, на састанку са мађарским премијером Виктором Орбаном 6. новембра у Бањалуци, на преданост Републике Српске примени Дејтонског мировног споразума и Устава БиХ, уз поштовање територијалног интегритета БиХ, при чему Српска задржава право на враћање надлежности у складу са Дејтонским споразумом и Уставом БиХ. На састанку Додика и Орбана било је речи о актуелној политичкој ситуацији у БиХ и региону и могућностима унапређења привредне сарадње Републике Српске и Мађарске, саопштено је из Кабинета српског члана Председништва БиХ. Орбан је рекао да је за Мађарску важна стабилност и мир у региону западног Балкана, наводећи да би акценат требало ставити на унапређење односа на свим нивоима и на привредну сарадњу. Састанак српског члана Председништва БиХ и премијера Мађарске, којем су присуствовали председник Владе Републике Српске Радован Вишковић и министар спољних послова Петер Сијарто, протекао је у пријатељској атмосфери. Уочи састанка и радног ручка делегација, Додик је истакао да Српска и Мађарска настављају одличну сарадњу. Мађарски премијер Виктор Орбан изјавио је 7. новембра (други дан посете Бањалуци) да његова земља има сопствени интерес за мир, стабилност и безбедност Балкана, а да Срби који живе у Републици Српској играју кључну улогу у том процесу. Орбан је нагласио је да ће Мађарска проширити свој суседски и привредни програм на Републику Српску, подржати мала и средња предузећа и тако отворити нове могућности и за мађарске привреднике.

#### Дипломатски рат и претње санкцијама
Према најави из америчке Амбасаде у Сарајеву, Ескобар после посете мађарског премијера Виктора Орбана стиже у посету БиХ. Премијер Републике Српске Радован Вишковић изјавио је 7. новембра да очекује да заменик помоћника америчког државног секретара Габријел Ескобар, који долази у посету Сарајеву, поједе ћевапе и врати се у Америку. Исти дан је српски члан Председништва БиХ Милорад Додик поручио да Босна и Херцеговина по Уставу нема Оружане снаге, указујући да је Дејтонски мировни споразум јасно дозволио ентитетима да имају своје војске. Додик је, у интервјуу за Би-Би-Си, на питање да ли то значи да ће Република Српска формирати, односно вратити своју Војску, одговорио да је то њено уставно право које никад није ни укинуто.
„Ми смо само дали сагласност за другачији начин организовања војних снага у БиХ. Сада ћемо ту сагласност повући“, истакао је Додик.
Српски члан Председништва БиХ Милорад Додик састао се увече у Словенији са премијером те земље Јанезом Јаншом са којим је разговарао о актуелној политичкој ситуацији у БиХ и региону. Додик је упознао словеначког премијера о опредељености Републике Српске за очување Дејтонског споразума и враћању надлежности, које су у складу са овим споразумом и Уставом БиХ. Јанша је објавио да је разговор са Додиком о ситуацији у БиХ био веома садржајан. Сутрадан, српски члан Председништва БиХ Милорад Додик рекао је да је заменику помоћника државног секретара САД Габријелу Ескобару понудио да сви они који „звецкају оружјем“ треба да буду предмет брзих интервенција међународних снага. Навео је да ће Република Српска наставити да брине о себи јер је то једини начин да се очува уставна БиХ. Када је реч о Дејтону, Додик је истакао да начелно по том питању нема проблема са Ескобаром. Додик је додао да је са Ескобаром рашчишћавао неке ствари које су везане за раније дате изјаве. Истакао је да Република Српска неће одустати од својих намера што се тиче враћања надлежности у више области и додао да ће НСРС повући одређене сагласности из области војске, пореза и ВСВТ, а у наредних шест месеци ће Влада припремити и ново законодавство. Рекао је да је Ескобара упознао да је он једини члан Председништва БиХ који подржава иницијативу Отворени Балкан, али да су Бошњаци ти који не верују у тај процес и мисле да је реч о, како је навео, некаквој великосрпској иницијативи. Сагласан је, додао је, са Ескобаром да о свему треба разговарати. "Ја сам за, овде у Републици Српској нико није против тога", рекао је Додик. Српски члан Председништва БиХ Милорад Додик упоредио је његов сусрет са Габријелом Ескобаром и одвојене сусрете које су са америчким изаслаником имали Жељко Комшић и Шефик Џаферовић са уједом комарца. Лидер СДА Бакир Изетбеговић изјавио је да турски председник Реџеп Тајип Ердоган, има добре односе са српским председником Александром Вучићем, па и са српским чланом Председништва БиХ Милорадом Додиком и де је он "једини човек којем то полази за руком и да то треба искористити". Бошњачки члан председништва БиХ Шефик Џаферовић изјавио је 8. новембра да последње изјаве члана Председништва БиХ Милорада Додика да рат није опција за Републику Српску, али да ће наставити са нападом на државне институције представљају класичну контрадикцију.
Дана 9. новембра, српски члан Председништва БиХ Милорад Додик састао се у Анкари са председником Турске Реџепом Тајипом Ердоганом. На састанку је истакнуто да претња силом не може да реши ниједан проблем. Додик је након састанка у изјави за Радио Републике Српске, истакао да су се сложили да мир нема алтернативу. Додик је истакао да је потребно успоставити дијалог о свим отвореним питањима. Он је поновио да су спекуланти наметнули причу о сукобу.
"Добра воља Вучића, Ердогана и Милановића може да буде од користи, али о томе треба да се сложе и сви други", исткао је Додик.
Институт за истраживање геноцида Канада (ИГК) саопштио је на свом интернет порталу да је Тужилаштву Босне и Херцеговине поднета кривична пријава против новинара Танјуга, Марка Трошића, због наводног негирања геноцида у Сребреници.
Наводи се да је Трошић у кабинету председавајућег Председништва Босне и Херцеговине, Жељка Комшића, јуче у Сарајеву током интервјуа наводно негирао геноцид у Сребреници који је, како додају, утврђен правоснажним пресудама међународних и националних судова. Иначе, интервју са Комшићем је водио новинар Марко Ивас, а Трошић је 10. новембра био за камером, са чим Институт очигледно није упознат, или је у журби, да се поднесе пријава, ова чињеница превиђена на тај начин починио кривично дело према Кривичном закону БиХ. Реч је о пријави по измењеном и допуњеном Кривичном закону БиХ у које су унете одредбе из наметнуте одлуке бившег високог представника у БиХ Валентина Инцка, који је само неколико дана уочи одласка са те функције употребио тзв. бонска овлашћења. Према тим одредбама предвиђена је забрана и санкционисање геноцида у Сребреници и величање ратних злочинаца.
Као доказ за пријаву против новинара Танјуга ИГК је предао материјале из медија у коме се, како тврде, "јасно и недвосмислено види негирање геноцида у Сребреници, што је кривично дело". Бошњачки члан Председништва БиХ Шефик Џаферовић изјавио је истога дана да је Босна и Херцеговина у највећој кризи од потписивања Дејтонског мировног споразума и да је она врло узнемиравајућа, а за насталу ситуацију је оптужио руководство Републике Српске, пре свега српског члана Председништва Милорада Додика, који би, како тврди, могао земљу да одведе у рат. Удружење новинара Србије изнело је забринутост због кривичне пријаве против новинара Танјуга коју је поднео Институт за истраживање геноцида Канада јер је током интервјуа на питање председавајућег Председништва БиХ Жељка Комшића новинар одговорио да није сагласан с пресудом о геноциду у Сребреници, наводећи да се ради о страшном злочину. Дана 11. новембра, Апелационо веће Суда БиХ је некадашњем команданту Трећег корпуса тзв. "Армије БиХ" Сакибу Махмуљину поништило првостепену пресуду којом је осуђен на десет година затвора јер није спречио злочине које су починили припадници Одреда "Ел муџахид" на подручју Возуће и Завидовића. Српски члан Председништва БиХ Милорад Додик изјавио је да је Република Српска у подређеном положају и да се над њом врши тортура, оценивши неприхватљивим да Апелационо веће Суда БиХ поништи казну бившем команданту Трећег корпуса такозване Армије БиХ Сакибу Махмуљину. Додик је рекао да из Српске упорно говоре да тај суд није објективан, да није суд правде, него је суд за Србе. Српски члан Председништва БиХ Милорад Додик изјавио је 12. новембра да је Устав БиХ јасно прецизирао надлежности и да отцепљење није на дневном реду већ враћање надлежности Републици Српској. Додик је за РТЛ из Хрватске рекао да он није човек рата већ да су се поново подигли они који су раније распиривали рат. Он је указао на рушење Дејтонског споразума и да је присуство странаца за три деценије довело до рушења Устава, да се Република Српска сатанизује и да нема договора око изборног процеса између Хрвата и Бошњака. Додик је истакао да је у БиХ у питању масовно мешање странаца, те се поставља питање због чега ће таква да постоји, ако не може да функционише без међународног интервенционизма. Он је поновио да се Кристијан Шмит лажно представља као високи представник, да га Савјет безбедности није изабрао, а за његов извештај је навео да га је писала ратна обавештајна служба АИД Алије Изетбеговића. Истог дана Лондонски „Тајмс“ пише да западне силе припремају санкције против лидера Срба и БиХ, чији би потези, како се оцењује у тексту, могли да доведу до распада БиХ и покрену нови сукоб на Балкану.
Позивајући се на неименоване дипломатске изворе, аутор текста Бруно Вотерфилд наводи да САД и Велика Британија припремају нове мере за кажњавање српског члана Председништва БиХ Милорада Додика, а да Немачка предводи такво настојање у Европској унији.
Вотерфилд сматра да САД и Европа страхују да би распад БиХ задао још један ударац Западу, након пада авганистанске владе коју је подржавао.

#### Декларација о уставним принципима и поништавању одлука високих представника 1996 — 2006.
Дана 13. новембра, Декларацијом о уставним принципима, која би требало да буде разматрана на предстојећој посебној седници Народне скупштине Републике Српске, предвиђено је да Влада, у сарадњи са председницом Републике, припреми текст Устава Републике Српске којим ће се потврдити све надлежности Српске, осим оних које по Уставу Босне и Херцеговине припадају БиХ. У Декларацији, која је достављена Народној скупштини заједно са материјалима за посебну седницу посвећену враћању надлежности Републике Српске, наводи се да би новим Уставом Бањалука требало да постане главни град, а Пале престоница. У документу се прецизира да су сви акти које је наметнуо високи представник неуставни и да је по Уставу БиХ Парламентарна скупштина одговорна за доношење закона, спровођење одлука Председништва или извршење надлежности Парламентарне скупштине, због чега није ни имала надлежност да усваја законе које је наметао високи представник. У Декларацији се истиче да деловање Уставног суда БиХ, који се ставио у функцију потврђивања неправних одлука високог представника и тиме мењао уставну структуру БиХ утврђену међународним уговором, наноси велику штету односима у БиХ и доприноси трајној нестабилности. У Декларацији се наводи да сваком ентитету припада право на успостављање посебних паралелних односа са суседним државама у складу са суверенитетом и територијалним интегритетом БиХ, као и право на склапање споразума са државама и међународним организацијама уз сагласност Парламентарне скупштине БиХ која може законом предвидети да за одређене врсте споразума није потребна таква сагласност. Наводи се и да је, према Уставу БиХ, Председништво БиХ надлежно за вођење спољне политике, именовање амбасадора и других међународних представника, представљање БиХ у међународним и европским организацијама и институцијама, преговарање, отказивање, те уз сагласност Парламентарне скупштине ратификовање споразума БиХ. Савет министара као обавезан састав има председавајућег и само још два министра, спољних послова и спољне трговине, наводи се у Декларацији. У документу се додаје да је ранијим закључцима Народне скупштине захтевано да се „кроз закон уграде решења која ће институционално и суштински сачувати утицаје ентитета, што подразумева формирање подсавета ентитета са јасно дефинисаном улогом и процедуром њиховог рада у односу на Високи судски и тужилачки савет БиХ“.
Декларација о уставним принципима и четири информације – то је садржај Дневног реда посебне седнице Народне скупштине о враћању пренесених надлежности Републици Српској. Обелодањени су предлози закључака којима ће сви акти које је икада наметнуо високи представник, бити проглашени неуставним. Више од 140 закона биће поништено, а Влада ће добити задужење и рок да Парламенту упути предлоге закона и прописа, који ће омогућити несметано функционисање Српске. За власт и опозицију ово је једно од кључних питања о којем ипак не постоји консензус два блока, па је питање да ли је могућ до одржавања седнице. Ту стоји да је пренос надлежности у бројним областима вршен од 1997. године, ван уставне процедуре, и да је само високи представник наметнуо око 260 одлука којима је доносио, мијењао или допуњавао законе и Устав.
У прилогу је побројано 128 закона и 114 других аката, који су довели до преноса надлежности, а предложен је и текст закључака:
„Народна скупштина Републике Српске задужује Владу Републике Српске да у року до шест мјесеци упути на разматрање и усвајање у Народну скупштину Републике Српске законе и друге прописе који ће омогућити несметано функционисање Републике Српске.“
Сличан рок Влади се даје и кроз друге тачке које ће бити разматране, информације о правосудним институцијама и преносу надлежности у областима индиректног опорезивања, одбране и безбједности. Буду ли усвојене, Влада ће, између осталог, повући сагласност на Споразум о преношењу одређених одговорности ентитета кроз успостављање Високог судског и тужилачког савета БиХ, дату 2004. Шест месеци биће рок у којем ће Влада имати обавезу да упути на разматрање и усвајање законе из области одбране, чиме би престала примена Закона о одбрани БиХ, Служби у Оружаним снагама, и закона о ОБА и СИПА. Биће повучена и сагласност на Споразум о надлежностима у области индиректног опорезивања. Посланици ће расправу на посебној седници завршити претресом Декларације о уставним принципима у којој, између осталог стоји: 
„Народна скупштина задужује Владу Републике Српске да, у координацији са председником Републике Српске, припреми текст Устава Републике Српске којим ће се потврдити све надлежности Републике Српске, изузимајући надлежности које по Уставу БиХ припадају БиХ. Новим Уставом Републике Српске, између осталог, Бањалука ће бити одређена као главни град Републике Српске, а Пале као престоница Републике Српске.“
У декларацији се прецизира да су акти које је наметнуо ОХР неуставни, да је према Уставу, Парламентарна скупштине БиХ одговорна за доношење закона, спровођење одлука Предсједништва, али не и за усвајање наметнутих закона високог представника.

#### Тензије после декларације о уставним реформама
Министар унутрашњих послова Републике Српске Драган Лукач изјавио је 15. новембра да је Милорад Додик, српски члан Председништва Босне и Херцеговине, сигурно један од тренутно најугроженијих политичара у земљи. Дерек Шоле, виши политички саветник америчког државног секретара Ентонија Блинкена састао се исти дан у резиденцији амбасадора САД у Сарајеву са лидерима СДА и ХДЗ-а, Бакиром Изетбеговићем и Драганом Човићем. Он се претходно састао и са Кристијаном Шмитом, такозвани високим представником у БиХ, кога не признаје Република Српска, јер његов избор није прошао процедуру у УН, али и низ земаља, међу којима су Русија и Кина. Шоле је после састанка са Шмитом на Твитеру објавио да је састанак био продуктиван и да САД подржавају кључну улогу Канцеларије високог представника у БиХ, његов мандат за одржавање дејтонског мира у и рад на испуњавању Агенде „5+2“ како би БиХ изашла из стања међународног надзора. Састанку су присуствовали и амерички амбасадор у БиХ Ерик Нелсон, као и специјални изасланик за Западни Балкан, Габријел Ескобар. Лидер Странке демократске акције (СДА) Бакир Изетбеговић изјавио је, после састанка са вишим политичким саветником америчког државног секретара Дереком Шолеом у Сарајеву, којем је присуствовао и лидер ХДЗ-а БиХ Драган Човић, да саговорници из Америке очекују да лидери из БиХ воде процесе. Српски члан Председништва БиХ Милорад Додик изјавио је следећи дан да је откривање спомен-плоче на Казанима, у сарајевској општини Стари Град на којој пише „убијеним суграђанима“, потврда да ни нова генерација политичара коју представља власт у граду Сарајеву није спремна да се суочи са прошлошћу и призна шта се на Казанима заиста догодило.

#### Отворене претње Републици Српској бившег државног секретара Велике Британије
Дана 16. новембра, бивши државни секретар Велике Британије и бивши лидер Конзервативне партије Вилијам Хејг навео је да тензије у БиХ могу гурнути целу Европу у кризу. Хејг је у ауторском тексту за лист "Тајм", чије делове је пренео портал Кликс, образлагање свог става започео тренутним односима европских земаља с Русијом, нагласивши да је Немачка једна од земаља која је посрнула пред руским утицајем. Некадашњи дипломата је нагласио да на сваку од ових претњи постоје одговори које Запад може употребити против Русије. Међутим, кључна област за Запад по том питању је Балкан. 
"Историја је много пута показала да занемарујемо опасности на Западном Балкану. То је било жариште 1914. године и поприште најкрвавијих ратова у Европи током деведесетих година. Овде је Русија покушала да осујети тежње милиона људи да живе у стабилним и западно оријентисаним државама. Покушај државног удара у Црној Гори, интервенције на референдуму у Северној Македонији те све чвршћи притисак на политички и пословни живот у Србији. Како би се заокружио хаос, ЕУ је затворила своја врата за даље проширење, а Велика Британија је изгубила утицај кроз Брегзит", наводи Хејг.
Даље наводи да Запад, укључујући и Велику Британију, нема луксуз да игнорише дешавања на Балкану. У закључку се осврнуо и на неопходност слања НАТО трупа у БиХ. 
"Мале европске војне снаге, познатије као ЕУФОР, требало би да буду појачане НАТО трупама распоређеним на стратешки битним подручјима као што су Брчко и аеродром у Тузли. То звучи драматично, али само снага и одлучност ће нас удаљити од великих невоља. Колапс у Авганистану показује шта се дешава када Запад изгуби пажњу. Не може се дозволити да се исто деси унутар европског континента. Запад мора погледати у хладне очи Владимира Путина и суочити се с његовим тактикама. Балкан је кључно место за почетак примене тога", закључио је Хејг.

#### Рат речима пре Додикове посете Русији
Српски члан Председништва БиХ Милорад Додик састао се 16. новембра у Сарајеву са вишим политичким саветником америчког државног секретара Дереком Шолеом којем је пренео да Српска остаје посвећена слову Дејтонског споразума и поштовању Устава и да нема план о отцепљењу. Додик је изјавио да је Шолеу рекао и да је Република Српска привржена политици мира и да није спремна за спровођење активности које би угрозиле мир, али да су друга два члана Председништва БиХ, како је навео, упорно инсистирала на могућностима сукоба и рата. Председница Републике Српске Жељка Цвијановић изјавила је 21. новембра да се Република Српска, 26 година од потписивања Дејтонског мировног споразума, бори за очување и враћање својих уставних надлежности. Заменик председавајућег Дома народа Парламентарне скупштине Босне и Херцеговине Бакир Изетбеговић изнео је исти дан тврдњу да су становници БиХ пре неколико векова били један народ - Добри Бошњани, а да су нације формиране у 19. и 20. веку.
"То је био лов на душе људи и о томе постоје јасни трагови. Босанци су способни, храбри људи, ратници, духовити. У Отоманском царству су, од укупно 602 године, чак 114 година велики везири били људи из Босне", рекао је Изетбеговић у луксембуршком граду Вилцу, на трибини поводом предстојећег Дана државности БиХ.
Говорећи о тренутној ситуацији у БиХ, Изетбеговић је поновио оцену да, како је рекао, "сецесионистичке политике" прете миру и стабилности у БиХ. Српски члан Председништва БиХ и председник СНСД-а Милорад Додик изјавио је да је Бакир Изетбеговић сплетке и неозбиљност са политичког терена пренео и на терен историје.
"Последњих дана слушамо предавања онога чији су чланови фамилије били добри Срби, али не зато што то тврди Милорад Додик, него зато што су се Изетбеговићи тако изјашњавали. Када је од доброг Србина постао "добри Бошњак" - не знамо, исто као што не знамо одакле такве историјске фантазије код Бакира Изетбеговића", рекао је Додик агенцији Срна упитан да прокоментарише Изетбеговићеву изјаву да су становници БиХ пре неколико векова били један народ - Добри Бошњани, а да су нације формиране у 19. и 20. веку.
Додик је подсетио Изетбеговића да су Срби аутохтон народ и на територији Херцеговине, и на територији Босне вековима уназад о чему постоје озбиљни историјски извори доступни свима.
"Да је ситуација у БиХ мање оптерећена озбиљним проблемима и тешким темама које, нажалост, често диктира и историја, овај Изетбеговићев час историје служио би за збијање шале у тренуцима доколице", истакао је лидер СНСД-а, а пренела је РТРС.
Српски члан Председништва БиХ Милорад Додик разговарао је 23. новембра у Београду са председником Србије Александром Вучићем. Како је раније саопштено, Вучић би требало да се у четвртак, 25. новембра, у Сочију састане са председником Русије Владимиром Путином и разговара о даљим испорукама и цени гаса, али и о актуелним питањима која се тичу Косова и Метохије и БиХ. Српски члан Председништва БиХ Милорад Додик поручио је следећи дан да БиХ нема шта да одлучује о имовини ентитета и најавио стављање ван снаге закона Педија Ешдауона о забрани располагања имовином и њено увођење као имовине Републике Српске. Српски представници у дипломатско-конзуларној мрежи БиХ, уочи такозваног Дана државности БиХ, одговорили су министарки спољних послова у Савету министара те државе Бисери Турковић да „неће да славе лажни празник“. Амбасадори наводе да 25. новембар није празник усаглашен на нивоу БиХ и зато наводе да „неће подржати јасну намеру министарке Турковић да угњетава српски народ“. Српски кадрови у амбасадама БиХ наводе да се ради о „још једном лажном датуму у календару непризнатих празника БиХ. Министарка Турковић поново се оглушила на глас Председништва БиХ, према чијим одлукама би требало да наступа“. Уместо тога, каже амбасадор БиХ у Русији Жељко Самарџија, самовољно издаје инструкције које нити један Србин не би и неће послушати. Политичко Сарајево је 25. новембар прогласило празником, када је првим заседањем Земаљског антифашистичког већа народног ослобођења Босне и Херцеговине (ЗАВНОБиХ) 1943. у Мркоњић Граду обновљена државност БиХ.
Српски кадрови у дипломатско-конзуларној мрежи поручили су Турковићевој да "не желе да обележавају лажни празник", који није усаглашен на нивоу државе. Српски члан Председништва БиХ Милорад Додик, оцењујући да је то обележавање у ФБиХ само бошњачки игроказ који нема везе са реалношћу и проблем је оних који покушавају да врше ревизију историје. Он је изјавио да они који покушавају да наметну причу о 25. новембру као важном датуму заборављају да је то био припремни састанак за АВНОЈ. Дана 25. новембра, председник СДА Бакир Изетбеговић оценио је да у БиХ стање није било теже још од рата. Бивши министар спољних послова БиХ Харис Силајџић позвао је истога дана, у разговору са Кристијан Аманпур на Си-Ен-Ену, НАТО да пошаље војску на Дрину и да „спречи Додика, Београд и Москву да поделе БиХ“.
На питање да ли верује Додику кад каже да неће ризиковати мир због независности РС, Силајџић је казао да Додик није искрен.
„Не верујем Додику. Да вам кажем, ово није само у вези Босне и Херцеговине. Они малтретирају читав регион, не само Додик, већ и Београд и Москва који га штите. Зато нам је потребна хитна пажња оних који могу нешто овде да учине“, рекао је Силајџић, преносе медији у БиХ.
Додао је да су грађани забринути због могућности рата и да је БиХ потребан нови Устав, односно реформа која ће омогућити успостављање демократске државе.
„Велика већина грађана то тражи, дајте нам демократију, зашто је не можемо имати као остали грађани у Европи“, рекао је Силајџић, додавши да „ратни злочинци труну у затворима, али да је њихов пројекат још увек жив. Агенда је иста, а то је Велика Србија, и београдски режим је покретач свега овога и њихова идеологија је Велика Србија коју желе да добију силом. То је проблем целог региона, а не само БиХ. Демократија је у опасности у целом региону и ја не верујем шта сад говоре, јер пре пар дана претили су оружјем и сад купују време јер међународна заједнице делује споро. Треба нам акција и треба да заштитимо БиХ и регион од новог рата јер су они спремни за то. Предлажем ЕУФОР-у или НАТО-у да у Брчко и уз реку Дрину пошаљу војску јер одатле су долазили тенкови и војска у прошлом рату. Потребна нам је сила која ће превентивно деловати, а не лечити“, рекао је Силајџић.
Председник Србије Александар Вучић и српски члан Председништва БиХ Милорад Додик састали су се 28. новембра у Београду и размотрили регионална, као и питања изградње гасовода, ауто-пута и других инфраструктурних пројеката. Вучић јe обавестио је Додика о разговорима које је водио са председником Руске Федерације Владимиром Путином, али и о разговорима са специјалним изаслаником САД за Западни Балкан Габријелом Ескобаром. Мост на Дрини „Братољуб“ између Братунца и Љубовије, који спаја Републику Српску и Србију, свечано је 28. новембра отворен. Истовремено, код моста је отворен и нови гранични прелаз између Србије и БиХ. Новоизграђени мост, заједнички гранични прелаз и царински терминал БиХ и Србије отворили су министар комуникација и транспорта БиХ Војин Митровић и министар унутрашњих послова Србије Александар Вулин. Изградња „Братољуба“, чија је дужина 227 метара, трајала је од октобра 2015. до маја 2017. године и коштала је 13 милиона евра. Председник СДА БиХ Бакир Изетбеговић поручио је следећи дан после састанка у Делегацији ЕУ, на којем се разговарало о изменама Изборног закона, да тек следе најдужи састанци и да „пробосански блок јединствено иде на све или ништа“. Увече је у сарајевској резиденцији шефа Делегације Европске уније Јохана Сатлера уприличена радна вечера тројице домаћих лидера са европским и америчким дипломатама. Вечери су присуствовали лидери СНСД-а Милорад Додик, ХДЗ-а Драган Човић и СДА Бакир Изетбеговић, а она је завршена без изјава. Тројица страначких лидера били на радној вечери са америчким и евопским званичницима Метјуом Палмером и Ангелином Ајнхорст. Члан Председништва БиХ Милорад Додик изашао је раније из резистенције шефа Делегације ЕУ. Није се обраћао новинарима. Како је најављено, теме су биле актуелна политичка ситуација у БиХ, блокада рада институција и измене Изборног закона. Палмер и Ајнхорстова су стигли у Сарајево како би обавили нову рунду преговора с циљем измена Изборног закона БиХ. Српски члан Председништва БиХ Милорад Додик најавио је да путује 30. новембра у Москву где ће се састати са руским председником Владимиром Путином, али би требало да дође и до сусрета са представницима Гаспрома и разговора о испоруци гаса за Републику Српску по повољнијим ценама од оних у Европи које су премашиле 1.000 долара за 1.000 кубика. Навео је да се Русија показала као важан партнер Републике Српске, а све је резултирало економском сарадњом и испоруком енергената по повољнијим ценама. Додик је рекао да је вечерас са америчким и европским званичницима разговарано о темама које се тичу имовине, наметнуте одлуке бившег високог представника и Изборног закона. Додик је оценио да ће предстојећа посебна седница Народне скупштине РС о враћању одузетих надлежности бити у рангу пет најважнијих када је реч о одлукама које је донео српски народ на овим просторима и Република Српска. Истиче да од враћања на изворни Дејтон, односно враћања изгубљених надлежности, представници Српске неће одустати. Поручио је да наметнута одлука Валентина Инцка о кажњавању негирања геноцида у Сребреници мора бити повучена. На подручју Новог Града и околине, припадници Агенције за истраге и заштиту БиХ ухапсили су 30. новембра девет лица због сумње да су починили ратни злочин 1992. године. Како је саопштила Државна на агенција за истраге и заштиту (СИПА), деветоро ухапшених су под истрагом Тужилаштва БиХ због сумње да су као припадници војне полиције Војске Републике Српске починили ратне злочине над жртвама бошњачке и хрватске националности на подручју Новог Града. Исти дан Бакир Изетбеговић, председник СДА и заменик председавајућег Дома народа у БиХ, поднео је апелацију Уставном суду БиХ којим тражи испитивање уставности Правила службе Оружаних снага БиХ, којим се не дозвољава ношење браде и хиџаба. Уставни суд БиХ објавио је дневни ред за седницу која ће бити одржана 2. и 3. децембра ове године, а на дневном реду ће се, између осталог, нађи и тачке као што су спор Републике Српске и БиХ у вези са концесијом за хидроелектрану Бук Бијела, у којој већину власништва има Србија, иницијатива да Уставни суд покрене процедуру утврђивања способности Милорада Додика за обављање функције, али и Изетбеговићева апелација у вези са Правилом службе ОС БиХ. Лидер СДА захтев за оцену уставности упутио је након што је Суд БиХ одбацио тужбу припаднице ОС БиХ Емеле Мујановић против Министарства одбране, која је сматрала да је дискриминисана зато што јој није дозвољено да носи хиџаб. Поред Мујановићеве, судови су одбацили и тужбе неколико мушких припадника ОС БиХ који су тражили да им се омогући ношење браде. И Министарство одбране БиХ одбацило је наводе из Изетбеговићеве апелације наводећи да Правила службе кажу како „војна лица морају увек бити уредно одевена, обријана и подшишана“, као и да „жене, војна лица морају косу уредно одржавати да им не смета при извођењу обуке, ношењу заштитне маске, шлема и друге опреме, односно приликом обављања дужности“. У Сарајеву је 1. децембра настављен нови круг преговора у згради Делегације ЕУ у Сарајеву у вези са изменама Изборног закона, начина бирања чланова Председништва БиХ и решавање питања Дома народа у Парламенту Федерације Босне и Херцеговине. Председник СНСД-а Милорад Додик изјавио је следећи дан да Босна и Херцеговина има проблем са великомуслиманским национализмом чији је, како је навео, главни идеолог лидер СДА Бакир Изетбеговић. Он је тако прокоментарисао Изетбеговићеву изјаву да санкције Додику нису довољне и да се, како каже, мора урадити нешто више и болније. Додик је упитао да ли је Изетбеговићу на уму војна интервенција и да ли мисли да ће тако дисциплиновати Србе.

#### Посета Милорада Додика Русији
Српски члан Председништва БиХ Милорад Додик разговарао је 1. и 2. децембра у Москви са председником Русије Владимиром Путином. После састанка, Додик је изјавио да је с Путином договорио исту цену гаса и да руски председник подржава изградњу гасовода кроз Републику Српску. Додик је навео да је са Путином разговарао и о актуелној ситуацији у региону. Додик је истакао да је задовољан разговором са Путином, да су разговарали о актуелној ситуацији у Српској и БиХ и заједничким економским пројектима. Навео је да је са Путином договорио исту цену гаса и да руски председник подржава изградњу гасовода кроз РС, о чему ће сутра разговарати са представницима „Гаспрома“. Додик је информисао Путина и о покушају отимања имовине Републике Српске, што није у складу са Дејтоном. Он је истакао да Путин није ништа рекао против БиХ, али је рекао да сви морају бити поштовани, да се морају поштовати ентитети, конститутивни народи и сви грађани. Додик сматра да је неприхватљиво да се мењају елементи конститутивности народа у БиХ и за то постоји подршка Русије, за разлику од либералних концепција са запада, који, како је казао, „гањају причу о апстрактном грађанину“. Он је додао да је Путину пренет став Српске да само легитимно изабрани високи представник може да има подршку и легитимитет у БиХ са чим се Путин сагласио. 
„Разговарали смо и о културној и свакој другој врсти сарадњи, поготово о политичким питањима. Путин је изнео свој став везано за Дејтонски споразум. Русија има низ примедби о непоштовању Дејтонског споразума и да у том погледу стави та питања на дневни ред Савета безбедности УН. То је за нас важно имајући у виду разне спекулације“, рекао је Додик.
Додик је навео и да је у Москви као представник једне мале заједнице која се зове Република Српска и да је на састанку представио проблеме онако како их види Република Српска. Додик и Путин су разговарали и о економско-финансијској подршци и о пројектима који се остварују у Српској, а српски члан Председништва БиХ је навео да су на састанку одобрили локацију у Невесињу за изградњу соларне електране. Портпарол Кремља Дмитриј Песков изјавио је да је састанак руског председника Владимира Путина са српским чланом Председништва БиХ Милорадом Додиком био темељан и користан. Међутим, упитан од стране новинара зашто тај састанак није раније најављен, Песков је рекао да баш тог дана није пријавио све састанке које ће Путин имати будући да је главни фокус био састанак о Кемеровској области. Како је додао, јучерашњи главни догађај била је велика конференција коју је одржао руски председник о ситуацији у индустрији угља. Милорад Додик, српски члан Председништва БиХ, састао се са генералним директором „Гаспрома“ Алексејем Милером након чега је договорено да цена гаса остаје иста за Републику Српску, а не постоји ниједно питање које може да заустави изградњу гасовода од Раче до Бањалуке.

#### Рат речима после Додикове посете Русији и именовање Стјуарта Пича за специјалног изасланика за Западни Балкан
Британски премијер Борис Џонсон именовао је 2. децембра сера Стјуарта Пича за специјалног изасланика за Западни Балкан. У саопштењу британске владе наводи се да тај регион суочава са највећом претњом по своју стабилност и безбедност у последње две деценије и да се не сме дозволити повратак насиљу и поделама из прошлости.
"Уједињено Краљевство је дубоко посвећено европској безбедности. Западни Балкан се суочава са највећом претњом својој стабилности и безбедности у последње две деценије. Имамо дужност да учинимо све што можемо да очувамо помаке постигнуте миром и дијалогом – не смемо дозволити било какав повратак насиљу и поделама из прошлости. Велико искуство и стручност сер Стјуарта ће ојачати међународне напоре да се заштити мир и промовишу евроатлантске интеграције у овом кључном региону", рекао је Џонсон.
Посланици британског парламента заложили су се 3. децембра да се организује нова мировна конференција о Босни и Херцеговини – Дејтон 2, преносе медији у Босни и Херцеговини. Истовремено ће се у БиХ послати и британски војници, "како би се спречила ескалација".
"Ми можемо одмах – једнострано – да пошаљемо батаљон војника. Он се може ставити под капу Еуфора", поручио је Боб Стјуарт, представник Конзервативне странке.
Сер Бернард Јенкин, још један од посланика владајућих Конзервативаца затражио је да званични Лондон одмах делује у БиХ, те подржао предлог Стјуарта да се организује Дејтон 2. Исти став изнео је и представник опозиционе Лабуристичке странке Тони Лојд. Стјуарт је имао дужи, страствени говор о БиХ. Истакао је да је у земљи боравио као официр Унпрофора и гледао немоћ, али и јасну неспремност Запада да реагује.
"Тек када се десио ужасни злочин у Сребреници, када је почињен геноцид над 8.372 мушкарца и дечака те заштићене зоне УН, реаговали смо. Сада, како се зло не би поновило, предлажем сасвим конкретне мере", рекао је он.
Шта су предложили:
"
1. Морамо очувати Дејтон, док немамо нешто боље
2. Високом представнику Кристијану Шмиту, који је данас овде у Лондону, дати безусловну и јаку нашу подршку. Све што можемо, морамо му дати да заустави негативно кретање БиХ уназад.
3. Треба нам Дејтон 2. У том процесу морају бити укључени и ми, Велика Британија, и САД, али и ЕУ, Русија, босански Срби…
4. Морамо бити спремни да пошаљемо своје војнике како би спашавали животе, јер смо то и урадили раније – истакао је Стјуарт".

И он, као и Алисиа Кернс подсетили су да је Велика Британија изгубила 57 својих војника током мисије у БиХ. Ипак, истакао је да је британска интервенција у БиХ више него нужна, пренео је СБ.
Уставни суд Босне и Херцеговине делимично је усвојио 2. децембра захтев лидера СДА Бакира Изетбеговића и закључио да су „апсолутном забраном ношења браде војницима Оружаних снага БиХ док су у служби и у униформи прекршени право на приватни живот и право на слободу вере зајамчени Уставом БиХ и Европском конвенцијом“. Уставни суд је, одлучујући о захтеву Бакира Изетбеговића за оцену уставности члана 12. ст. (2) и (4) Правила службе Оружаних снага Босне и Херцеговине, утврдио да оспорене одредбе нису у складу с релевантним одредбама Устава БиХ, преносе босански медији.
Изетбеговић је поднео апелацију Уставном суду БиХ којом је тражио испитивање уставности Правила службе ОС БиХ, којим се не дозвољава ношење браде и хиџаба. Лидер СДА захтев за оцену уставности упутио је након што је Суд БиХ одбацио тужбу припаднице ОС БиХ Емеле Мујановић против Министарства одбране, која је сматрала да је дискриминисана зато што јој није дозвољено да носи хиџаб. Поред Мујановићеве, судови су одбацили и тужбе неколико мушких припадника ОС БиХ који су тражили да им се омогући ношење браде. Српски члан Председништва БиХ Милорад Додик рекао је 5. децембра да западне силе теже да намећу своја решења, док Русија жели да се поштује Устав и договор три конститутивна народа и два ентитета у БиХ. Додик је након што је током недеље у Москви разговарао са руским председником Владимиром Путином, истакао да "за Путина никаква врста интервенционизма са запада није прихватљива".
Хрватски председник Зоран Милановић поновио је 6. децембра у Комижи на Вису да сваки геноцид није исти и истакао да Хрвати, како је навео, имају осетљив став према оптужбама за геноцид.
"Ово што ради господа из Сарајева - то није службено Сарајево већ Башчаршија - покушавају од свог народа да направе жртву већу него што јесу и управо они лицитирају жртвама", рекао је Милановић, који је раније говорећи о Сребреници рекао да постоје "геноциди и „геноциди”".
Према Милановићу, оптужбе за геноцид имају своју меру, коју многи прелазе и у том контексту поменуо Јасеновац.
"Оно што се догодило, догодило се. Многи су са српске стране правили каријеру на томе", рекао је хрватски председник, пренели су хрватски медији.
У контексту геноцида је поменуо Вуковар и Овчару и упитао, има ли ту елемената за разговор о геноциду.
"Ми имамо меру. Поштујем туђу жртву, али није све исто. Ако све буде геноцид морамо наћи друго име за оно што су нацисти направили Јеврејима у Другом светском рату. Није свака жртва иста. Није сваки борац исти. Постоји онај који је први почео", казао је Милановић и додао да је, када се говори о жртвама, битна правда.
Лидер СДА Бакир Изетбеговић коментаришући Милановићеве изјаве о Сребреници рекао је следећи дан да председник Хрватске Зоран Милановић вређа људе када упоређује који геноцид је већи или мањи и много прича за једног председника. Изетбеговић је поновио да су „у БиХ сви Хрвати католици и Бошњаци муслимани протерани с половине територије, направљени су концентрациони логори“.
„Етнички је очишћено пола БиХ. Хрватски председник треба то да узме у обзир и не говори о тим стварима олако. Ако је у Јасеновцу за пар година убијено толико људи колико он каже, онда је у БиХ у тих пар година убијено више људи“.
Специјални амерички изасланик за Западни Балкан Габријел Ескобар поручио је 7. децембра у Сарајеву да у Босни и Херцеговини неће бити рата, ни Војске Републике Српске. Упитан о реторици хрватског председника Зорана Милановића о Сребреници, Ескобар одговара да ће хрватске институције радити на добросуседским односима.
“Нисам се никад с њим сусрео. Имамо веома добро партнерство са Хрватском. То је партнерство са институцијама, народом, не са појединцима. Моји разговори с Хрватском су веома добри и добијам од њих уверење да ће радити на добросуседским односима”, рекао је амерички изасланик.
Српски члан Председништва Босне и Херцеговине Милорад Додик упитао је данас да ли су Британци имали морала када су за специјалног изасланика за питања Западног Балкана изабрали Стјуарта Пича, човека који је командовао НАТО операцијама против Срба у Републици Српској и Србији.
„Шаљу нам опет силне изасланике, у четвртак долази британска министарка, у најави је да ће доћи њихов нови специјални изасланик, па сам се шалио и рекао ко год нама изабере и именује специјалног изасланика и ја ћу изабрати и послати некога и казати ево мој изасланик за Велику Британију. С дуге стране човек је командовао НАТО операцијама против нас у РС и овде у Србији. Бомбардовао је српски народ, командовао тиме овде у Србији, да ли имате неке моралне вредности или морала у свему томе. Он је командовање издигао на највиши морални пиједестал, сада је пресвукао одело генерала, улази у цивилно да прича о демократији“, навео је Додик који је на трибини нагласио да политичка борба за Републику Српски никада није престала, и да је кључна броба била да се не промени Устав за ста је било много покушаја“, рекао је Додик.
Српски члан Председништва БиХ Милорад Додик изјавио је следећег дана да одлука бившег високог представника Валентина Инцка у вези са квалификацијом догађаја у Сребреници мора да нестане из правног система. Он се запитао и ко је овластио групу земаља у Савету за имплементацију мира да одлучује без Русије. Додик је рекао да је очекивао од Савета за имплементацију мира у БиХ (ПИК) да данас у Сарајеву кажу да високи представник није могао и није требало да то уради и да се тиме омогући Републици Српској да се врати у институције. Председница Српске Жељка Цвијановић поручила је да потези Републике Српске нису антидејтонски и сецесионистички, нису усмерени ка отимању, већ враћању дејтонских надлежности. Потпредседник Народне скупштине Републике Српске Денис Шулић рекао је 9. децембра дан пре седнице да представницима ОХР није дозволио да присуствују сутрашњој посебној седници Скупштине о враћању надлежности одузетих Републици Српској. Шулић напомиње да је за њега недопустиво да ОХР или било која друга канцеларија на овај начин комуницира са Народном скупштином. Председавајући Народне скупштине је истакао да је представницима Канцеларије Европске уније дозвољено присуство седници. Шулић је рекао да ће медији из Републике Српске директно преносити седницу и да запосленици бивше канцеларије високог представника могу, као и сви остали грађани, на тај начин пратити пренос скупштине.

#### Седница Парламента Српске о враћању надлежности 10. децембра 2021
У Бањалуци 10. децембра бити одржана посебна седница Народне скупштине Републике Српске о враћању надлежности пренесених на ниво БиХ, за коју је српски члан Председништва БиХ Милорад Додик оценио да је у рангу историјске. На посебној седници су разматране Информација о преносу надлежности са Републике Српске на ниво БиХ, Информација о преносу надлежности у области индиректног опорезивања, Информација о правосудним институцијама БиХ, Информација о преносу надлежности са Републике Српске на ниво БиХ у области одбране и безбедности и Декларација о уставним принципима. О свим тачкама дневног реда предложена је обједињена расправа, а почетак посебне седнице заказан је за 12 часова. Српски члан Предсједништва БиХ Милорад Додик, на посебној сједници Народне скупштине Републике Српске о враћању надлежности пренесених на ниво БиХ изјавио је да је ово частан и важан дан за Републику Српску. Додик је истакао да је потребна снажна скупштинска већина за доношење оваквих одлука и да то представља тренутак усвајања слободе. Он је рекао да они који одговарају народу и статусу Републике Српске, од ових политика не могу одустати. Канцеларија такозваног високог представника у БиХ упутила је писмо потпредседнику Народне скупштине Републике Српске Денису Шулићу у којем стоји да је његов став о неприсуству представника те канцеларије на посебној седници неприхватљива. Писмо је потписала заменица високог представника у БиХ и шефица кабинета Кристијана Шмита у Бањалуци Мариан Берец.
"Ово је јасно непоштовање Дејтонског споразума. Верујем да ћете испоштовати своју обавезу из Дејтонског споразума и осигурати несметан рад представника ОХР-а на данашњој седници у складу с Анексом 10 Дејтонског споразума", стоји у писму, пренео је сарајевски портал Кликс.
Потпредседник Народне скупштине Републике Српске Денис Шулић остао је при ставу да представници Канцеларије такозваног високог представника у Бањалуци не могу да присуствују посебној седници Скупштине Српске.
У одговору на писмо ОХР-а из Бањалуке, које је потписала Маријана Берец, заменица такозваног високог представника Кристијана Шмита, Шулић је на Твитеру написао:
"Госпођо, чији сте Ви заменик? Одлука остаје непромењена! Срдачан поздрав".
Посланици опозиционих странака у Народној скупштини Републике Српске напустили су посебну седницу парламента о враћању надлежности пренесених на БиХ и неће учествовати у гласању, изјавио је председник СДС-а Мирко Шаровић. Председник ДНС-а Ненад Нешић каже да нема јединства када је реч о данашњем заседању Народне скупштине Републике Српске. Председник ПДП-а Бранислав Бореновић оценио је да се данашња седница парламента Српске одржава у предизборне сврхе. Председник СПС-а Горан Селак рекао је да жели јаку и стабилну Републику Српску у финансијском и институционалном смислу. Српски члан Председништва БиХ Милорад Додик поручио је, уколико Уставни суд БиХ оспори одлуке које буду донесене на посебној седници Народне скупштине Републике Српске, да ће Српска вероватно донети закон о томе да одлуке тог суда не важе на територији Републике Српске. Додик је рекао да је данашња посебна седница парламента Републике Српске о враћању надлежности Српске пренесених на ниво БиХ једна од најважнијих у овом сазиву која ће одредити будућност и саму структуру Републике Српске. Додик је коментарисао одлуку опозиције да напусти данашњи посебну седницу Народне скупштине Републике Српске.
"Опозиција је дошла са припремљеним ставом да ово што владајућа коалиција предлаже треба да се сруши и да се додатно искажу ставови политике из Сарајева. Опозиција је усмерена на то како говоре да ће бити некаквих сукоба и рата. То није политика Републике Српске и ми не шијемо никакве униформе, већ се припремамо да на најбољи могући начин овде регулишемо сектор одбране", изјавио је Додик.
Додик је рекао да у парламенту Српске постоји скупштинска већина која је одговорна за Републику Српску и која ће наставити да води концепт ове политике путем институција као што су Влада, Народна скупштина, те представници у заједничким институцијама. Народна скупштина Републике Српске усвојила је у вечерњим сатима 10. децембра Закључке у вези са информацијама о преносу надлежности и Декларацију о уставним принципима. Закључцима о преносу надлежности предвиђено је да се закони и други прописи којима је пренета надлежност са Републике Српске на БиХ неће примењивати на територији РС.
Ради се о надлежностима у области индиректног опорезивања, правосудних институција и области одбране и безбедности.
Скупштина је задужила Владу да у року од шест месеци упути на разматрање законе који ће омогућити несметано функционисање РС по повратку надлежности. Такође, Скупштина је задужила Владу да у координацији са председницом РС, припреми текст Устава РС којим ће се вратити све надлежности Српске, изузимајући оне које по Уставу БиХ припадају Босни и Херцеговини. У Декларацији се прецизира да су сви акти које је наметнуо високи представник неуставни и да је по Уставу БиХ Парламентарна скупштина одговорна за доношење закона, спровођење одлука Председништва или извршење надлежности Парламентарне скупштине, због чега није ни имала надлежност да усваја законе које је наметао високи представник. У Декларацији се истиче да деловање Уставног суда БиХ, који се ставио у функцију потврђивања неправних одлука високог представника и тиме мењао уставну структуру БиХ утврђену међународним уговором, наноси велику штету односима у БиХ и доприноси трајној нестабилности. Бројним одлукама Уставног суда БиХ отимају се надлежности Српској, а њена имовина ставља се у надлежност БиХ без икаквог уставног основа, наводи се у Декларацији.
Посланик у парламенту Босне и Херцеговине Енвер Биједић поднео је 10. децембра кривичну пријаву против председника Хрватске Зорана Милановића због његових изјава у вези са Сребреницом. Тако се хрватски председник нашао на удару наметнутог „Инцковог закона“ којим се забрањује негирање наводног геноцида. Биједић је посланик у Представничком дому Парламентарне скупштине БиХ и уједно челник мале странке Социјалдемократе БиХ, а Милановића је пријавио Тужилаштву БиХ на основу измена кривичног закона које је средином ове године наметнуо бивши високи представник у БиХ Валентин Инцко, а којима је кривично дело постало „негирање свих ратних злочина потврђених судским одлукама“. Основ за кривичну пријаву Биједић је нашао у Милановићевој изјави да „сваки геноцид није исти“, што је хрватски председник казао када је коментарисао одлуку председника ХДЗ БиХ Драгана Човића да он и његови заступници у Дому народа Парламентарне скупштине БиХ подрже предлог српских посланика да се повуче наметнути „Инцков закон“. Биједић је у пријави навео како „Милановићеве изјаве за директну последицу имају узнемиравање и стварање додатних националних нетрпељивости међу грађанима Босне и Херцеговине“. Председавајући Председништва БиХ Жељко Комшић позвао је вечерас Тужилаштво БиХ да по хитној процедури покрене поступак против посланика који су у Народној скупштини Републике Српске усвојили закључке о враћању надлежности тог ентитета, које су раније пренете на БиХ. Комшић је позвао Тужилаштво БиХ да процесуира и српског члана председништва БиХ Милорада Додика, наводе из његовог кабинета. Председавајући Председништва БиХ тврди да „усвојени закључци директно подривају уставни поредак државе БиХ и нарушавају мир и стабилност у држави“. Бошњачки члан Председништва БиХ Шефик Џаферовић осудио је и одбацио одлуке које су усвојене на седници Народне скупштине Републике Српске и позвао институције БиХ, пре свега Тужилаштво БиХ, да заштите уставни поредак и покрену истрагу против одговорних.
Џаферовић је рекао да је напад на државу и уставни поредак напад на мир.
"Ово је, уз раније усвојени неуставни ентитетски закон о лековима и медицинским средствима, део јасног плана којим је започео напад на уставни поредак Босне и Херцеговине. Напад на државу и уставни поредак је напад на мир. Позивам институције Босне и Херцеговине, пре свих Тужилаштво БиХ да заштите уставни поредак и покрену истрагу против свих одговорних лица за данашње догађаје", рекао је Џаферовић.

#### Реакције и претње санкцијама Српској после Декларације о уставним принципима
Дана 11. децембра, српски члан Председништва БиХ Милорад Додик изјавио је да је усвајање Закључака о преносу надлежности и Декларације о уставним принципима у Народној скупштини за Републику Српску је Свето писмо. Председавајућа ОЕБС-а, шведска министарка спољних послова Ан Линде и генерална секретарка те организације Хелга Марија Шмид, оцениле су 12. децембра да усвајање сета закључака у Скупштини Републике Српске, у којима се позива на једнострано повлачење надлежности са државног на ентитетски ниво, угрожава мир и стабилност у БиХ и региону. Линде сматра да тај потез доводи до ескалације тензија и да је супротан ономе што је постигнуто у последњих 26 година, саопштио је ОЕБС.
„Позивамо политичке лидере у Републици Српској да се уздрже од негативних политичких акција које изазивају поделе“, навела је Линде.
Додала је да „угрожавање Дејтонског споразума и уставног поретка БиХ са собом носи ризик угрожавања мира и стабилности у земљи и региону“. Шмидова је навела да криза која је у току утиче на економију, обесхрабрује инвестиције и успорава кључне реформе.
„Нажалост, терет ове кризе поново ће пасти на грађане који се ионако суочавају са повећаном незапосленошћу, корупцијом и недостацима у здравству“, тврди она.
Линде и Шмидова позвали су све стране да поново врате пуну функционалност институцијама на државном нивоу и да се укључе у конструктиван политички дијалог како би се постигао консензус на добробит свих грађана Босне и Херцеговине.
Српски члан Председништва БиХ Милорад Додик, говорећи о повратку надлежности Републике Српске, које су биле уступљене БиХ, изнео је и нови предлог како би могло да буде решено питање војске у тој држави. Не желимо никакву другу Босну и Херцеговину изван оне која је предвиђена дејтонским Уставом, рекао је српски члан Председништва БиХ Милорад Додик у интервјуу за данашње штампано издање београдске „Политике“. Говорећи о имовини, Додик је оценио да Уставни суд БиХ нема право да утврђује власништво јер је то решио Дејтонски споразум. Он је најавио да ће бити донети закони који ће потврдити да је Република Српска власник имовине на својој територији. Додик је оценио да је све што ради Српска одбрана Дејтонског споразума, те да у тој одбрани није ни наивна ни брзоплета. Додао је да ће покушати да разумеју тренутак када је реч о војсци, јер постоје многи који говоре да им је то проблематично. Додао је да по питању безбедносних организација СИПА и ОСА нема ничег осетљивог, те да ће се спремити закони, извести нормативне припреме и одабрати тренутак који мора да буде координисан са финансијама.
„Када би преузели све наше људе из заједничких органа, што је око 7.000 запослених треба нам око 130 милиона евра. Толико и дајемо за заједнички буџет. Кад уредимо ствари прво ћемо тај новац повући у Републику Српску“, рекао је он.
Говорећи о упозорењима да ће изостати инвестиције, Додик одговара да Српска има своје пријатеље који су и до сада инвестирали и тврди да неће изгубити улагања. Како је оценио због претњи санкцијама Република Српска не може бити у проблему, јер нема више херметичких санкција. Додик је навео да у случају санкција и Република Српска није без контрамера, те да је спремна да узврати. Политичко Сарајево и странце он је оптужио за претње да преко одузимања права на имовину желе да онемогуће инвестиције које се воде баш како би се одбранио развој Републике Српске. Наводи да су тако заустављене изградње хидроенергетског система „Бук Бијела“, оспорен аеродром у Требињу, и гасовод. Додаје да је лек који за БиХ гурају Американци погрешан, те да би можда најбоље решење био деангажман Америке. Српски члан Председништва БиХ Милорад Додик изјавио је 13. децембра да ће Република Српска донети закон и прописати да је имовина у Српској њено власништво. Додик је за Радио Републике Српске рекао да ће бити донето и решење да судије и тужиоце бира Народна скупштина РС и да не жели никакву БиХ, осим дејтонске. Додик је нагласио и да ће сав новац који РС даје за заједничке органе БиХ, око 130 милиона евра, повући у РС. Питање имовине прво је на реду, јер уставни суд, каже Додик, нема право да утврђује власништво, јер је то решено Дејтонским споразумом. Српски члан Председништва БиХ Милорад Додик рекао је да је специјалног изасланика британског премијера за западни Балкан Стјуарта Пича упознао о чињеници да Република Српска има намеру да се понаша у складу са Уставом БиХ и да ништа изван Устава неће учинити, нити ће прибавити себи. Додик је на састанку са Пичом у Сарајеву 14. децембра истакао да је Република Српска фактор и страна у БиХ која треба да буде поштована и никако другачије се неће моћи кретати даље у БиХ.
"Ако останемо у БиХ која је до сада постојала да се намећу решења, онда то значи не бити на путу, него крај пута свих догађаја у настојању да се наметну решења која апсолутно не доводе до коначног и стабилизацијског стања", рекао је Додик новинарима након састанка.
Додик је пренео Пичу да БиХ нема изазова везано за рат и да је хистерија која се прави потпуно непотребна. Он сматра да БиХ нису потребни неки изасланици, већ је потребан унутрашњи дијалог, те да нема никаквих табу тема и да би могли ставити све тачке на дневни ред и покушати направити политички договор. Додик је навео да су на састанку са Пичом чланови Председништва БиХ Шефик Џаферовић и Жељко Комшић говорили своје, а да је он упознао саговорника о чињеници да Федерација БиХ три године не може да изабере федералну Владу, као и то да Хрвати оспоравају избор чланова Председништва из хрватског народа.
Дана 15. децембра, Кристијан Шмит, такозвани високи представник у Босни и Херцеговини којег Република Српска не признаје јер није именован у Савету безбедности Уједињених нација, изјавио је да сматра да српски члан Председништва БиХ Милорад Додик мора да води дијалог. Шмит је у интервјуу за сарајевску Федералну ТВ рекао да он не жели да прави притисак на било који начин, али га, каже, ни не искључује. Мишљења је да има много разумних гласова из Републике Српске. 
“Свако зна да је овај тренутак такав и да би распад државе, дисолуција како неки кажу, за резултат имао промене у целом региону. И то би било не само питање овдашње економије него и других економских ствари које би се тиме довеле у опасност и због тога мислим да о оваквим стварима треба разговарати, да то треба и грађанима објаснити, не политичарима, они то знају", рекао је Шмит и додао: "Политичари треба да знају да се одлуке доносе у корист грађана, а не у њихову властиту корист. Дакле, ако би се тако нешто десило, морало би да се спречи", пренео је Танјуг.
Исти дан специјални изасланик Велике Британије за Западни Балкан Стјуарт Пич, који борави у Сарајеву, обратио се грађанима БиХ видео-поруком и саопштио да је премијер Борис Џонсон тражио од њега да преузме ту функцију како би подржао напоре његове земље широм региона.
„Влада Велике Британије жели сигуран Западни Балкан са јаким, демократским институцијама и снажном владавином права. Данас сам у Сарајеву у склопу моје прве посете као специјалног изасланика у БиХ. Сјајно је поново бити овде. Већ дуго радим у јавној служби, био сам високи официр у НАТО-у, а пре тога на важним позицијама у војсци Велике Британије“, казао је Пич у поруци објављеном на Твитеру британске Амбасаде у БиХ.
 Навео је да ће на новој позицији специјалног изасланика спојити лично искуство с најбољим искуствима британске дипломатије, сигурности и трговинских односа.
„Да пружим подршку политичким решењима и промовишем евроатлантске интеграције. Током моје посете БиХ састајем се са високо рангираним политичарима, агенцијама за спровођење закона, парламентарцима и, веома битно, са младим актерима у цивилном друштву који раде на промоцији мира и помирења“, навео је Пич.
Рекао је да се радује блиској сарадњи са свим партнерима укључујући и тзв. високог представника и међународне савезнике у пружању подршке онима који су посвећени постизању напретка у БиХ. Пич је у уторак допутовао у БиХ и састао се са члановима Председништва БиХ, а након тога и са такозваним високим представником у БиХ Кристијаном Шмитом, као и са амбасадором Велике Британије у БиХ Метју Филдом. Српски члан Председништва БиХ Милорад Додик изјавио је да ће Република Српска формирати свој Високи судски и тужилачки савет и да садашњи ВСТС, који функционише на нивоу БиХ, неће имати никакве надлежности над Српском. Нагласио је да Републици Српској не треба правосуђе које не подразумева одговорност.
Делегација ЕУ и Амбасада САД у Сарајеву у заједничком саопштењу 15. децембра оптужиле су Републику Српску за продубљивање кризе у БиХ, истичући да је ескалација почела 10. децембра, када је Народна скупштина Републике Српске усвојила Закључке у вези са информацијама о преносу надлежности и Декларацију о уставним принципима.
„Раније овог месеца, када су се званичници САД и ЕУ састали са политичким странкама у БиХ и представницима цивилног друштва како би разговарали о изборној и уставној реформи, политички лидери су се сложили да ће се припремити пре наредних разговора. Од тада сведочимо тек мањем напретку. Политички лидери нису обавили посао који је неопходан за усклађивање политичког система БиХ са прописима ЕУ и судским пресудама. Осим тога, након даљње неприхватљиве ескалације од стране Народне скупштине Републике Српске 10. децембра, политичка криза се продубљује“, наводи се у саопштењу.
Заједничка изјава је објављена пошто су специјални амерички представник за Изборни закон у БиХ Метју Палмер и представница Европске уније Ангелина Ајхорст одложили најављени долазак у Сарајево поводом наставка преговора о Изборном закону.
У изјави се наводи да обновљени напори на посредовању у овим разговорима сада не би уродили плодом.
„Такви напори ће дати резултате тек када странке буду истински радиле заједно на проналажењу решења. Од владајуће коалиције смо чули да су опредељени за уставне и изборне реформе које могу добити подршку у Парламенту. За напредак БиХ су једнако значајне реформе које би изборе учиниле сигурним, поузданим, као и успоставу функционалне Владе Федерације БиХ“, додаје се у саопштењу.
САД и ЕУ апелује на странке да одустану од максималистичких предлога, који, како је наведено, нису утемељени у међународним и стандардима ЕУ и немају подршку у парламенту или друштву.
„Суштина демократије није у сталним застојима ради форсирања нечијих захтева нити у наметању воље већине. Такође позивамо представнике Републике Српске да се у потпуности врате у институције“, стоји у саопштењу које је пренео портал "Аваз".
Дана 16. децембра портпарол Министарства спољних послова Немачке Кристофер Бургер је истакао да Немачка се у ЕУ залаже за кажњавање Милорада Додика и Републике Српске, сматрајући да су тежње за отцепљење опасан напад на јединство БиХ и супротне Дејтонском миру. Бургер је, на прес конференцији, упитан за санкције против РС, објаснио је да се министарка спољних послова Немачке Аналена Бербок, на маргинама савета шефова дипломатије ЕУ заложила да Унија мора упутити јасан сигнал према напорима за отцепљење и осигурати да деструктивна политика Додика и РС не остану без последице.
“За нас је јасно да нећемо билатералну подршку усмерити у један ентитет који активно ради на разбијању заједничке државе БиХ и да ћемо се и на нивоу ЕУ залагати да се расподела средстава за пројекте одговарајући прилагоде. Желимо и унутар ЕУ да разговарамо о рестриктивним индивидуалним мерама ЕУ против оних који доводе у питање територијални интегритет земље”, нагласио је он.
Бургер је пренео да Немачка тренутно води разговоре о томе са европским партнерима, али и са САД и Великом Британијом на маргинама Г7 састанка шефова дипломатија. Према његовим речима циљ тих разговора је да се покаже јасно одбијање неприхватљивим тенденцијама отцепљења.
Члан Председништва БиХ Милорад Додик изјавио је у среду да је амбасадорки Немачке у БиХ Маргрет Убер рекао да њега не обавезује ништа што говоре немачки званичници и да не може да спречи увођење санкција.
"Нису мене изабрали Немци, изабрао ме је мој народ. Ако ви уведете санкције, нико од Немаца неће моћи да разговара са нама, ни са једним начелником, ни са једним функционером из владајуће гарнитуре", рекао је Додик.
Српски члан Председништва БиХ Милорад Додик рекао је европском комесару за проширење Оливеру Вархељију да закључци које је усвојила Народна скупштина Републике Српске 10. децембра не излазе из оквира ни Устава БиХ ни Дејтонског мировног споразума. Током сусрета било је речи и о функционисању заједничких институција БиХ и у том контексту Додик је подсетио је Вархељија на став Народне скупштине Републике Српске и изразио очекивање да се поништи такозвани Инцков закон. Српски члан Председништва БиХ Милорад Додик рекао је да Бошњаци, ако желе ову БиХ, морају да разговарају са Србима и Хрватима, јер БиХ не може бити централизована бошњачка земља, већ земља заснована на равноправности свих конститутивних народа. Следећи дан председник Парламента Републике Српске Недељко Чубриловић након састанка садашњих и бивших функционера Српске рекао је да за неколико дана ће бити написана заједничка изјава о осуди кршења Општег оквирног споразума за мир у БиХ и одбрани демократских вредности и начела парламентаризма, а с циљем упозоравања међународне заједнице о стању у БиХ. Заједничку изјаву су најавили да ће потписати сви учесници у петак 24. децембра у 12 часова и да ће бти ипослата на све значајне адресе у свету - од УН до дипломатских представништава. Чубриловић је навео да је састанак инициран да би упозорили одређене важне адресе у свету о стању у БиХ, положају Републике Српске и начину решавања актуелне ситуације. Српски члан Председништва БиХ Милорад Додик изјавио је истог дана да ће Народна скупштина Републике Српске до краја децембра усвојити закон о успостављању Високог судског и тужилачког савета Републике Српске. Оценио је да претње санкцијама нису разумне и оно што се чује од немачке политике, нема везе са реалношћу.
„ВСТС су окупирали муслимани који желе путем Суда и Тужилаштва БиХ моделирати политички систем што је недопустиво“, категоричан је Додик.
Увече у Тужилаштву БиХ води се предмет против неколико особа из Републике Српске због сумње да су починили кривично дело "напад на уставни поредак". РТРС је објавио да је истрага отворена по пријави више лица, а односи се на период од септембра и на актуелну политичку ситуацију. Лидери опозиционих партија добили су позив Тужилаштва БиХ како би у својству сведока били саслушани у овом предмету, не прецизирајући тачно о чему је конкретно реч. Председник ДНС-а Ненад Нешић рекао је да ће се одазвати позиву Тужилаштва да 21. децембра да изјаву. У позиву који му је уручен наводи се да се пред Тужилаштвом БиХ води предмет против неколико особа због сумње за чињење кривичног дела "напад на уставни поредак" и да се Нешић позива да да изјаву у својству сведока. Председник ПДП-а Бранислав Бореновић рекао је за РТРС да је добио позив да уторак, 21. децембра, да изјаву у својству сведока, али да ће се, због раније преузетих обавеза, одазвати у среду. Лидери владајућих странака потврдили су за РТРС да позив Тужилаштва још нису добили, али очекују да ће бити саслушани у својству осумњичених, као што су то већ објавили поједини медији. Председник СДА Бакир Изетбеговић је након седнице Главног одбора СДА одржаној у Какњу, позвао НАТО и Еуфор да у складу са мандатом појачају присуство у Босни и Херцеговини, а посебно у осетљивом подручју Брчко Дистрикта.
„Мислим да је Народна скупштина Републике Српске ушла у црвену зону оног што је кажњиво Кривичним законом БиХ. Очекујем од Тужилаштва да крене у том смеру“.
Председница Републике Српске Жељка Цвијановић изјавила је да у БиХ нема потребе за било каквим сукобима и да су беспотребни позиви да Еуфор и НАТО интервенишу. Коментаришући позив лидера СДА Бакира Изетбеговића да НАТО и Еуфор појачају присуство у БиХ, она је казала:
„Позвао је Еуфор и НАТО да реагује на шта? Да иду на Републику Српску, да дисциплинују Србе. Шта да раде, да кажу Хрватима да ћуте што траже легитимно представљање“.
Жељка Цвијановић је навела да Изетбеговић дужи низ година проводи агенду која искључује било какав дијалог у оквиру БиХ и да има инвазивну политику која је озбиљан реметилачки фактор у оквиру региона.
На неколико међународних медијских адреса 17. и 18. децембра стигао је папир са такозваним инструкцијама којима Република Српска и Србија наводно координирају активности у БиХ с циљем дестабилизације прилика у БиХ. Агенција тврди да је имала увид у папир на којем су наведене такозване инструкције о понашању политичара и грађана Републике Српске и Србије. У тексту се, према наводима, наглашава да Република Српска и Србија треба економски и инфраструктурно да се увезују, да државни функционери Србије убудуће заобилазе политичаре и институције БиХ што је више могуће и да би високи функционери Републике Српске и њени грађани требало да избегавају амбасаде, конзулате и представништва БиХ и да се у случају конзуларне помоћи у иностранству обраћају дипломатско-конзуларним представништвима Србије. Текст, према извештају Срне, нема потписа, а писан је екавицом, латиничним писмом. У Кабинету српског члана Председништва БиХ Милорада Додика речено је да први пут виде такав папир и да је из садржаја јасно да је Обавештајно-безбедносна агенција (ОБА) БиХ стављена у функцију специјалног рата против Републике Српске. Додаје се да је на папиру гомила бесмислица које није вредно ни коментарисати и да је тај папир у федералним медијима легализовао председавајући Представничког дома Парламентарне скупштине БиХ Денис Звиздић.
И у Кабинету председнице Републике Српске негирају да су икада раније видели такав папир и додају да је реч о обичном памфлету и подметању смишљеном у сарајевском подземљу који служи за дискредитацију и Србије и Републике Српске, као и за привлачење међународне пажње.
Српски члан Председништва БиХ Милорад Додик изјавио је 18. децембра да, док год је део Председништва, неће дати сагласност да било чује војне трупе, ни НАТО-ове ни руске, дођу у БиХ. Додик је, реагујући на позив лидера Странке демократске акције Бакира Изетбеговића да НАТО и Еуфор појачају присуство у БиХ, посебно на подручју Брчко дистрикта, рекао да је Изетбеговић „у своју главу свашта увалио“.
„Он управља Уставним судом, судовима, а сада је врхунац да управља и НАТО-ом“, навео је Додик.
Оценио је да је накарадно размишљање да однос између представника конститутивних народа треба да уређују војне снаге.
Додик је поновио да било чије трупе, па ни 100.000 војника НАТО-а, не могу да дођу у БиХ без сагласности надлежних органа, а, како је нагласио, надлежни орган за то је Председништво. Бошњачки члан Председништва БиХ Шефик Џаферовић, следећи дан је изјавио да изјава Милорада Додика да је потребна сагласност Председништва БиХ за распоређивање додатних војних снага нема основа јер је мандат међународних војних снага јасно прописан Дејтонским споразумом. Џаферовић је за Фену рекао да је аранжман о међународним војним снагама у БиХ дефинисан је Анексом 1А Дејтонског споразума, а касније и споразумом Берлин плус између НАТО-а и Европске уније. Како се наводи, НАТО има директан мандат да спроводи војне аспекте Дејтонског мировног споразума. Џаферовић је казао да је, након окончања мисије Ифора, Северноатлантски савет донео одлуку о броју трупа у саставу Сфора. Позвао је Додика да обустави, како је казао, сулуди атак на уставни поредак Босне и Херцеговине, да поштује Дејтонски мировни споразум у целости, а то значи Општи оквирни споразум, свих 11 анекса, Европску конвенцију о људским правима, ОХР, Уставни суд БиХ и све законе који су, на основу Дејтона, донети у протеклих 26 година.
„У противном, неминовно мора доћи до јачања мисије НАТО-а и Еуфора у БиХ, јер су они дужни да штите Дејтонски мировни споразум“, казао је Џаферовић.
Такозвани високи представник у БиХ Кристијан Шмит рекао је истог дана да је српски члан Председништва БиХ Милорад Додик "прекорачио линију реторичког потпиривања ватре, поништавајући одлуке високог представника и не признајући Уставни суд БиХ". Он је у интервјуу за немачки "Зидојче цајтунг" објаснио да је његова обавеза да обезбеди цивилно спровођење Дејтонског споразума, као што стоји у Анексу 10.
"Мој задатак је да притиском и указивањем то променим. Ако не дође до промене овакве политике, међународна заједница мора да делује пре него што дође до распада БиХ", поручио је Шмит.
Навео је да су му на располагању Бонска овлашћења која укључују и смену политичара који крше Дејтон, али, додао је, "из најубојитијег топа не смемо да пуцамо све док постоје друга средства". Оценио је и да је "грешка веровати да на Западном Балкану ништа не иде без експлозије и дима". Упитан да ли је ЕУ погрешила што Додику није увела санкције као САД јер се томе противила Шпанија, Шмит је рекао да је срећан што је бивши немачки министар спољних послова Хајко Мас покренуо ту расправу, а Аналена Бербок је наставила.
"Постоје друге чланице ЕУ које то подржавају. Оптимиста сам и мислим да ће ЕУ наћи начина како да утиче на Додика", нагласио је Шмит.
Он је рекао да је Савет за спровођење мира почетком месеца потврдио да ће свако кршење Дејтонског споразума имати последице, али да се тренутно још воде разговори са Додиком.
"Знам да Додику хитно треба новац. С ММФ-ом, Светском банком, ЕБРД-ом успешно радим на томе да Додик новац добије само под строгим условима", поручио је Шмит.
Канцеларија за развој најавила је помоћ и обуку у иностраним тужилаштвима при америчком Министарству правде именоваће сталног правног саветника за Западни Балкан. Његов задатак ће бити да пружа техничку помоћ у спровођењу закона, а како би се повећали капацитети за истрагу, кривично гоњење и суђење у случајевима који се односе на корупцију и организовани криминал на Западном Балкану, укључујући Албанију, Босну и Херцеговину, Хрватску, такозвано Косово, Црну Гору, Северну Македонију и Србију. Планирано је да правни саветник почне са радом оквирно у априлу 2022. године са мандатом од 14 месеци, а конкурс за пријаву кандидата је затворен 13. децембра, објавило је америчко Министарство правде, додајући да је у питању регионални програм. Седиште ће му бити у Загребу, где ће блиско сарађивати са хрватским Министарством правде. Рад правног саветника, како се напомиње, биће фокусиран на преваре у јавним набавкама, корупцију, прање новца, организовани криминал, родно засновано насиље и трговину људима, а подразумеваће техничку помоћ, менторство и савете о истрази, кривичном гоњењу и одлучивању у случајевима. Такође, даваће савете о постојећим законима или предлозима закона. Правни саветник ће блиско сарађивати и са другим саветницима именованим у разним балканским земљама, као и са особљем америчких амбасада у тим земљама.
Кандидат мора да поседује диплому правног факултета, лиценцу да се бави адвокатуром и да буде адвокат са добром репутацијом и стажом од најмање четири године у адвокатури и тужилаштву, навело је америчко Министарство правде, пренео је Косово онлајн. Извршни одбор Српске академије наука и уметности (САНУ) демантовао је наводе председавајућег Представничког дома Парламентарне скупштине БиХ Дениса Звиздића који је изјавио да се члан државног председништва БиХ Милорад Додик придржава инструкција Меморандума САНУ. У саопштењу достављеном медијима, Извршни одбор САНУ наводи да се ради о "гротескној лажи и патолошкој конструкцији" која нема никакве основе у деловању САНУ и додају да је на "линији тврдњи" о постојању Меморандума САНУ 2, 3...
"Неко о инструкцијама све зна, док Извршни одбор САНУ не зна ништа. Вероватно стога што је проста истина да оне једноставно не постоје. Шта више, таквих седам Звиздићевих инструкција нема ни у тексту проскрибованог нацрта Меморандума из 1986. године", наводи се у саопштењу САНУ.
Истичу да су ставови и деловање САНУ у потпуној супротности са жељама оних који такве лажи шире.
"Гледано управо кроз одговарајуће искуство САНУ, дуго три и по деценије, бојимо се да преко оваквих инцидената нико не сме олако да прелази", сматрају у САНУ.
Председник опозиционе Социјалистичке партије Српске Горан Селак је, у својству сведока, саслушан 20. децембра у Тужилаштву БиХ које је покренуло истрагу против званичника из Републике Српске због наводног напада на уставно-правни поредак. Према току саслушања, поступајући тужилац Олег Чавка третира све материјале и акте који су били пред посланицима Народне скупштине, не само на посебној седници Парламента, а односе се на враћање Дејтонских надлежности Републици Српској. Селаку који је исказ дао у својству сведока, предочени су наводни осумњичени из владајуће коалиције у Републици Српској. Рекао је да не види сврху данашњег позивања, јер све што га данас питали су опште ствари које су познате у јавности. Наредног дана 21. децембра позиву Тужилаштва БиХ требало би да се одазове председник ДНС-а Ненад Нешић.
Председник ПДП-а Бранислав Бореновић раније је изјавио да је добио позив да у уторак, 21. децембра, да изјаву у својству сведока, али да ће се, због раније преузетих обавеза, одазвати у среду 22. децембра. Председник Српске демократске странке Мирко Шаровић ујутро 21. децембра, у својству сведока, саслушан је у Тужилаштву БиХ које је покренуло истрагу против званичника из Републике Српске због наводног напада на уставно-правни поредак. Шаровић је новинарима рекао да су разговарали о последњој седници Народне скупштине Републике Српске на којој се одлучивало о преносу надлежности из области правосуђа, пореза и безбедности и одбране.
"Рекао сам да за мене није споран пренос надлежности, али смо у политичком смислу сматрали да смо требали прво постићи унутрашњи консензус", рекао је он.
Навео је седница Парламента Српске не представља напад на уставни поредак. Након Шаровића, у Тужилаштво је требало поподне да стигне и Ненад Нешић (ДНС), а за сутра је планирано саслушање Бранислава Бореновића (ПДП). Министар унутрашњих послова Републике Српске Драган Лукач потврдио је да је добио позив Тужилаштва БиХ за сведочење у вези са наводним нападом на уставно-правни поредак БиХ. Суд БиХ издао је следећи дан наредбу за изузимање одређене документације Владе Републике Српске, Народне скупштине Републике Српске и више политичких партија у оквиру предмета у којем поступа Тужилаштво БиХ.
Лидер СДА Бакир Изетбеговић је изјавио 23. децембра да је међународна заједница имала низ других и много опаснијих жаришта од Босне и Херцеговине и да јој та земља није била у фокусу, додајући да се нада да неће морати да дође у ситуацију да интервенише.
„Подиже се та спремност, видимо реакције Немачке, Холандије, Велике Британије, Америке. Исламски свет се још није дигао, имају и своје проблеме, али ако затреба биће и они ту за нас“, поручио је Изетбеговић, а пренео је портал „Кликс“.
Изетбеговић је, гостујући на ТВ „БИР“, прокоментарисао и најаву Народне скупштине Републике Српске и рок од пола године који се тиче усвајања сета закона око преношења надлежности, оценивши да је то антидејтонска делатност.
„Канцеларија високог представника мора да реагује или не треба да постоји. Могу комотно да спакују кофере ако на то не буде реакције. Тужилаштво БиХ, Уставни суд БиХ, СИПА и ОСА такође морају да реагују. Тужилаштво се повлачило пред једним силеџијством Милорада Додика. У случају напада на територијални интегритет БиХ, онда морају да делују Оружане снаге БиХ и НАТО“, казао је Изетбеговић.
Члан Председништва Босне и Херцеговине из Републике Српске Милорад Додик изјавио је 26. децембра да нова министарка спољних послова Немачке Аналена Бербок, позивајући на санкције против њега, показује да, како је рекао, "нема појма о животу у БиХ" јер никада није била тамо. Додик је у интервјуу за немачки "Велт" напоменуо да зна шта значи почетак мандата и да нова министарка има своје амбиције.
"Мени се увођење санкција не чини примереним за немачку демократију. Зашто би Немачка, или било која друга држава, требало да влада нашом државом? Влада треба да ради са демократски изабраним званичницима. На ову функцију сам изабран са 60 одсто гласова. А министарка представља странку која није највећа у Немачкој. Можда јој је потребан брз успех и мисли да овде може нешто да постигне. Успех се мери на крају, а не на почетку. Она нема појма о нашем животу, никада није била овде", изјавио је Додик.
Додик је рекао да Дејтонски споразум предвиђа да високог представника морају да именују потписници, међу којима је и Република Српска, а да га потврди Савет безбедности УН. Нагласио је да, ако Немачка уводи санкције Русији, не може да се очекује да ће Русија да подржи њен предлог за високог представника. Он је поновио да не жели отцепљење, него заштиту Устава БиХ. Српски члан Предсједништва БиХ Милорад Додик рекао је да представници америчке администрације непотребно навијају за бошњачки народ у БиХ, покушавајући да наметну решења за актуелну кризу. Коментаришући изјаву америчког амбасадора у БиХ Ерика Нелсона да су могуће санкције за оне који подривају стабилност на западном Балкану, Додик је рекао да је криминал и корупција сумњив изговор за елиминацију политичара који не пристају на америчку верзију БиХ. Додик је подсетио да је недавно у БиХ боравио помоћник министра финансија САД који се састао са министром безбедности у Савету министара Селмом Цикотићем, против ког је непуних месец дана раније подигнута оптужница за високу корупцију. Најаву санкција за политичаре који не пристају на такав концепт види као притисак и покушај њиховог сламања.
Министар унутрашњих послова Републике Српске Драган Лукач дао је изјаву 28. децембра у Тужилаштву БиХ у својству сведока и да је тужиоца интересовало поступање Владе у току припреме седнице Народне скупштине Републике Српске о враћању пренесених надлежности, као и Владин став у погледу одлука парламента и њиховог спровођења. Српски члан Председништва БиХ Милорад Додик оценио је данас да председавајући Председништва БиХ Жељко Комшић, ни након 26 година, ментално није изашао из рата и тзв. Армије БиХ и поручио му да „ратни филм, са собом у главној улози, у БиХ неће гледати“. Упитан да прокоментарише Комшићеву претњу силом ако, како каже, власти Републике Српске наставе овако, Додик је одговорио: „Ако је то што Комшић говори најбоље што зна, обавештавам га да је рат завршен и да је Република Српска добила своја права Дејтонским мировним споразумом која брани на миран и демократски начин“.
Такозвани високи представник у БиХ Кристијан Шмит изјавио је да код неких политичара очигледно влада неспоразум, нарочито у Републици Српској, а Дејтонски споразум тражи да се конструктивно разговара, не само у Бањалуци, него и у другом делу земље, као и да се ствари константно коригују. Шмит је за Н1 БХ, у новогодишњој поруци грађанима БиХ поручио и да не може да прихвати да се закони које су направили његови претходници не примјењују, да мора да остане једна заједничка војска, да сматра да БиХ није у ратној опасности, али да јесте у опасности када је у питању сиромаштво становништва и одлазак из земље.
Нагласио је и да је захвалан међународној заједници на успеху, што су, како је рекао, идеје из Бањалуке ипак мало остављене по страни.
„Две, три војске, то не може да буде, реч је о Споразуму о трансферу надлежности и он мора да опстане, мора остати једна заједничка војска, а то су Оружане снаге. Искрено, не рачунам на то да ће доћи неки батаљони, него на стабилну присутност у неком оквиру“, поручио је Шмит.
Лидер СНСД Милорад Додик изјавио је 30. децембра да се ова странка неће вратити у институције БиХ док из правног промета не буду искључене интервенције на Кривичном закону БиХ.
"Нас не интересује како ће се то десити. Неки они који су забрљали гледају како ће то елиминисати. Кад то ураде вратићемо се у заједничке институције. До тада нећемо одлучивати", рекао је Додик на конференцији за новинаре у Бањалуци.
Додик је истакао да је Председништво СНСД данас потврдило да БиХ нема високог представника нити ОХР, те да одлуке које таква структура доноси, за ову странку нису обавезујуће, нити ће их поштовати.
"Било каква одлука са таквог места је криминална, ван права и Дејтонског споразума", нагласио је Додик.
Он је навео да СНСД остаје посвећена стабилности, пре свега Републике Српске, те партија која се бори против било какве дестабилизације и насиља.
"Није Свето писмо оно што о БиХ каже трећеразредни амерички службеник".
Он је рекао да БиХ треба да побегне од менталитета у којем "неки трећеразредни службеник Стејт департмента може да нешто каже о БиХ, а да се то овде доживљава као Свето писмо".
"Нити је то Свето писмо, нити је он важан. Важни смо ми који живимо овде. Они имају своје мандате овде, а ми имамо своје животе. Зато треба да радимо тако да људи схвате да смо ми ти који овде одлучују", навео је Додик.
Додао је да је видљиво да Запад очекује да из БиХ добије јефтину радну снагу, коју ће да транспортује ка Европи, истакавши да је то нешто против чега се треба борити.

### Дипломатске акције и скандали

##### Отказивање посете хрватског председника Босни и Херцеговини и најава Мађарског вета санкцијама Српској;
За 19. децембар најављена посета хрватског председника Зорана Милановића Босни и Херцеговини и одлазак на обележавање 28. годишњице хуманитарног конвоја “Бели пут за Нову Билу и Босну Сребрену” отказана је се због безбедносних разлога, објавила је Канцеларија председника Хрватске. Одлука о отказивању посете заснована је на безбедносној процени надлежних институција Републике Хрватске, додаје се у саопштењу без других детаља, а пренела је Хина. Он је нагласио да је Босна и Херцеговина потпуно безбедна земља за све, па и највише стране званичнике. Из његовог кабинета је саопштено да се посета отказује због безбедносних разлога. Одлука о отказивању посете заснована је на безбедносној процени надлежних институција Хрватске, додаје се у саопштењу без других детаља. Јутарњи лист је објавио да је Сигурносно обавештајна агенција Хрватске (СОА) доставила Милановићу информације да у БиХ не би био лепо дочекан и да је Милановић одлуку о отказивању посете донео сам. Директор Дирекције за координацију полицијских тела (ДКПТ) Босне и Херцеговине Мирсад Вилић изјавио је да нису постојали никакви подаци о безбедносним претњама уочи данашње планиране посете председника Хрватске Зорана Милановића БиХ. Вилић је за портал Кликс рекао да су у протеклом периоду радили заједно са колегама из МУП-а Средњобосанског кантона и полицијским агенцијама из Републике Хрватске, како би посета Милановића била на високом нивоу.
"Наше службе нису имале информацију о угроженој безбедности Милановића током боравка у БиХ", рекао је Вилић.
Председник Хрватске Зоран Милановић истакао је следећи дан да је његова одлука о недоласку у БиХ била из безбедносних разлога и поручио да српски члан Председништва БиХ Милорад Додик има посла с људима који су, како је рекао, професионални лажови.
"Разумем то понашање не потичем га, што се каже "Дај искулирај се". Али шта може Додик? Ништа. Али он има посла с људима који су професионални лажови", рекао је Милановић.
Милановић је изјавио да не може да буде пријатељ са сваким и да, ако са неким, а то је унитаристичка клика из Сарајева, који се представљају за домољубе, треба бити у сукобу, он ће, каже, бити у сукобу са њима. Због тога, додао је, неће моћи раздрагано да шета Башчаршијом, али ће, истиче, преживети без тога. Милановић је рекао да је одлука да не дође у посету БиХ била његова те поручио: "Видећемо се ми опет".
"Безбедносни разлози су озбиљна ствар. Када имате посла с непрофесионалним и недобронамерним људима, онда не желите и оне којима идете довести у неугодну ситуацију. То је то. Видећемо се ми опет. Био сам тамо недавно и бићу опет. Никакви букачи ни морални каматари ме у томе неће спречити. Нека се носе", рекао је Милановић.
Истакао је да БиХ без Хрвата не постоји.
"Најмалобројнији су, али они су језичак на ваги за опстанак државе. Ако ме након свега тога шачица унитаристичких букача, моралних каматара не воли, онда супер", рекао је Милановић.
Министар спољних послова Мађарске Петер Сијарто је 19. децембра, навео је да ће Мађарска уложити вето на евентуални предлог увођења санкција Милораду Додику. Сијарто је навео да ЕУ само једногласном одлуком држава чланица може да уведе санкције против било кога, али да свима мора да буде јасно да Мађарска неће дати подршку никаквим санкцијама против Додика и да ће у случају таквог предлога уложити вето. Он је подсетио да је нова шефица немачке дипломатије Аналена Бербок недавно затражила увођење санкција Додику.
„Забринути смо због оваквих изјава, јер је БиХ ту у нашој близини. Очување стабилности и мира у земљи је наш основни безбедносни интерес. Берлин је даље, али не тако далеко да одатле никада не бисте могли летети до Бањалуке. Одлетите и преговарајте. Разговарајте са Србима. Са њима, а не о њима. Можда ће вам ово помоћи да схватите ситуацију“, написао је Сијарто на Фејсбуку.
Мађарски министар спољних послова Петер Сијарто изјавио је дан касније да је Западни Балкан поново био преварен на министарском састанку Европске уније прошле недеље, јер приступни преговори још увек не могу да почну упркос одлуци донетој пре годину и по дана. Сијарто је, на заједничкој конференцији за новинаре са македонским колегом Бујаром Османијем, оценио неправедним неотпочињање приступних преговора Брисела са Северном Македонијом, јер земља применила све потребне мере.
„Сматрамо ситуацију штетном, опасном и супротном интересима ЕУ како у погледу безбедносних тако и економских интереса“, поручио је Сијарто.
Шеф мађарске дипломатије је осудио политику ЕУ на Западном Балкану, наводећи да се она свела на лекције и казнене мере. У време када се ЕУ суочава са историјским изазовима, заједници је потребан известан успех и известан позитиван развој, рекао је Сијарто, нагласивши да би проширење омогућило такву прилику.
Мађарски премијер Виктор Орбан изјавио је 21. децембра да је његова администрација против увођења санкција српском члану председништва БиХ Милораду Додику које је предложила Немачка.
"Дефинитивно треба да спречимо ове санкције. Лош је став, употребљени тон и изгледи. Западни Балкан треба да буде интегрисан у ЕУ и мора им се пружити помоћ", нагласио је Орбан.
Према његовим речима, Балкан треба да буде стабилизован и то није могуће без Срба. Он је напоменуо да Балкан не може бити стабилизован без БиХ, а та земља не може бити стабилна без обнове права на које Срби имају пуно право и то је логика Мађарске.
Председница Републике Српске Жељка Цвијановић назвала је „опасним подметањем“ наводе појединих сарајевских медија о томе да је европски комесар за проширење Оливер Вархељи са српским чланом Председништва БиХ Милорадом Додиком договорио одржавање посебне седнице Скупштине Републике Српске. Цвијановићева је, реагујући на писање сарајевских медија, оценила да је на снази „специјални рат“. Према њеним речима, то је оно чему се увек прибегне на сарајевској политичкој сцени уз уобичајене претње правосуђем, призивање страних или трупа или високих представника, ангажовање домаће и стране међународне харанге. Мађарски премијер Виктор Орбан изјавио је данас да су Србија и Република Српска "кључ стабилности Западног Балкана" и поручио да ће Мађарска са 100 милиона евра помоћи Републику Српску. Орбан је позвао немачку владу да интегрише регион у ЕУ, а не да га кажњава јер би то, како је упозорио, могло да доведе до већих проблема. Нагласио је да је граница БиХ удаљена само 70 до 80 километара од јужне границе Мађарске и да би сваки сукоб могао да се прелије на Мађарску.
Поновио је да ће блокирати све покушаје ЕУ да уведе санкције српском члану председништва БиХ Милораду Додику. Орбан је појаснио да Влада Мађарске даје 100 милиона евра финансијске помоћи РС у склопу мађарске политике одговорног суседства за јачање стабилности у региону. Мађарски премијер је рекао да је Додик демократски изабран политичар, а западне силе упозорио да би потез, попут стављања Додика на маргину, био опасан. Приликом недавне посете Орбана Републици Српској договорено је оснивање мађарског Фонда у Српској, који ће на располагању имати око 100 милиона евра бесповратних средстава. Наша странка из БиХ покренула је иницијативу да се мађарском премијеру Виктору Орбану забрани посета Сарајеву након његових изјава на конференцији за медије у уторак, међу којима је најављена финансијска помоћ Републици Српској и противљење увођењу санкција српском члану председништва БиХ Милораду Додику које је предложила Немачка. Из те странке Орбана су назвали расистом, због, како тврде, изјава о муслиманима.
"Виктор Орбан је својим питањем како у Европску унију интегрисати два милиона муслимана, притом мислећи на прикључење Босне и Херцеговине Европској унији, још једном доказао да није ништа друго него најобичнији расиста", саопштено је из Наше странке.
Они сматрају да ће такве констатације допринети порасту евроскептицизма, а како наводе, посебно јер долазе након најављене финансијске помоћи Додику.
Члан председништва БиХ Жељко Комшић је изјаву мађарског премијера Виктора Орбана о босанским муслиманима назвао фашистичком, која Европу враћа у тридесете и четрдесете године прошлог века.
Комшић је навео да су такви такви ставови „више проблем Европе у целини него БиХ и муслимана у БиХ“.
„Питам се шта се следеће може очекивати од типова попут Орбана, Додика и сличних“, рекао је Комшић и додао:
„Да предложе неко коначно решење муслиманског питања, протеривање босанскохерцеговачких муслимана у Турску, можда?“.
Отварати питање егзистенције једног народа на неком простору због његове етничке или верске припадности, подсећа на најмрачнији период у историји Европе, казао је Комшић.
„Европа се мора томе одупрети. Мислим да је свима јасно о чему се ту ради, а нама у БиХ понајвише“, рекао је, између осталог, Комшић.
Српски члан Председништва БиХ Милорад Додик изјавио је исти дан да је стање у БиХ доведено до потпуног апсурда, јер ствари у земљи не могу да функционишу ако је било који од три конститутивна народа потиснут. Додик је, на конференцији за новинаре у Источном Сарајеву, оценио да је бошњачка страна покренула харангу, јер није имала одговоре на питања Републике Српске о кршењу Дејтонског споразума.
„Они желе да прибаве себи право да бране БиХ, а ми мислимо да бранимо и Републику Српску и БиХ, позивајући се на слово Дејтонског споразума и слово Устава БиХ“, поручио је Додик.
Босна и Херцеговина, како је истакао, мора да нормализује односе са Србијом, Хрватском и другим земљама. Он је навео да су Бошњаци умешани и у непотребне сукобе са Мађарском, као и да „оркестрирано са пуно мржње креирају причу да се овде протеже руски малигни утицај, покушавајући да придобију западне центре моћи“. Додик је додао и да је Обавештајно-безбедносна агенција БиХ стављена под потпуну контролу Бошњака.
Лидер СДА Бакир Изетбеговић такође је коментарисао став Будимпеште и наводну изјаву мађарског премијера Виктора Орбана да ће „проблем да буде интеграција два милиона муслимана из БиХ у ЕУ“, казао да не верује да представник Владе Мађарске може тако нешто да изјави, а да није овлашћен.
„За нас је нејасан тај систем вредности које Орбан заговара, тај неки европски национализам. Бошњаци су европски народ. Босна и Херцеговина је једна од најстаријих држава у Европи, док су Мађари дошли са Урала, из Азије. Али, неважно, на крају смо сви равноправни и једнаки људи. Орбан и људи око њега заборављају да европске цивилизације и културе не би било без компоненте коју су унели муслимани. У свему, у науци, култури, ренесанси, астрономији, медицини“, рекао је Изетбеговић.

##### Посета Бисере Турковић Москви;
Бисера Турковић је боравила у радној посети Русији од 20. до 22. децембра. Стране су разматрале питања постратног решавања ситуације у БиХ у складу са тачкама Дејтонског споразума. Руски министар спољних послова Сергеј Лавров на почетку преговора са босанском колегиницом Бисером Турковић је изјавио да Русија данас не региструје отворене нерешене проблеме у билатералним односима Русије и Босне и Херцеговине. Како каже, Москва ће на све могуће начине подржавати развој БиХ. Он је скренуо пажњу на то да се састанак са босанском министарком одвија уочи 25. годишњице успостављања дипломатских односа двеју земаља, која ће бити обележена 26. децембра. 
„Наши сарадници су припремили одговарајуће поруке тим поводом и данас ћемо их разменити. Током тог историјски кратког периода прошли смо прилично богат пут – од међусобног дипломатског признања до конструктивног и вишестраног партнерства. Много тога је урађено у билатералним односима у области трговине, економије, улагања и хуманитарним везама. И у билатералним односима немамо никакве отворене нерешене проблеме, то је барем наша процена“, нагласио је шеф руске дипломатије.
Лавров је указао да стране добро сарађују у међународним организацијама и констатовао да је Москва заинтересована за даљи развој пријатељских односа са БиХ.
„Подржаваћемо на све начине развој ваше земље на основу Дејтонских споразума. Русија је један од главних гаранта тог документа“
Такође је изразио наду да ће разговор о читавом спектру питања на богатој агенди тих преговора бити користан. Сарајево је 21. децембра одобрило отварање представништво руске амбасаде у Бањалуци, саопштио је министар иностраних послова Русије Сергеј Лавров након састанка са шефицом дипломатије БиХ Бисером Турковић у Сочију. 
„Министарка ме је информисала о врло значајној одлуци власти БиХ. На наш захтев дозвољено је отварање представништва амбасаде Русије у Бањалуци“, рекао је Лавров на конференцији за штампу.
Лавров је нагласио да значајну улогу имају трговинске везе између две државе.
"Русија је један од водећих трговачких и инвестиционих партнера БиХ", рекао је он.
Поред тога, Лавров је поновио да Русија подржава темељни принцип Дејтонског мировног споразума, пре свега, независност, територијални интегритет и суверенитет БиХ. Лавров је нагласио да је Русија увек спремна да пружи подршку сваком дијалогу на регионалном нивоу. Поновио је да се Русија залаже за затварање спољног протектората у Босни и Херцеговини преко 'тзв. Високог представника у БиХ'" (ОХР) те да Кристиан Шмит није за Русију легитиман високи представник јер није добио мандат од свих страна, нити од Савета безбедности Уједињених нација.

##### Потписивање изјава о непристајању на кршење Дејтонског споразума;
Председник Народне скупштине Републике Српске Недељко Чубриловић, некадашњи председници парламента Српске и председавајући оба дома Парламентарне скупштине БиХ из Републике Српске су 24. децембра потписали у Бањалуци изјаву о непристајању на кршење Општег оквирног споразума за мир у БиХ и одбрани демократских вредности и начела парламентаризма у БиХ. Чубриловић је рекао да су потписници изјаве забринути за актуелне политичке процесе у БиХ. Он је подсетио да су наметнути закони високих представника и пренос надлежности на ниво БиХ били мимо Устава.
Амерички амбасадор у Сарајеву Ерик Нелсон поручио је да Америчка администрација поново прети новим санкција за политичаре који подривају стабилност Западног Балкана и који су укључени у криминалне и коруптивне радње и апеловао на грађане у БиХ да такве политичаре на предстојећим изборима санкционишу. Он је поручио да је БиХ у озбиљној политичкој кризи и због тога је појачан интерес америчке администрације за ово подручје. Амерички дипломата је апеловао и на политичаре до покушају да постигну договор и решење, у складу са Дејтонским мировним споразумом. У супротном, амерички амбасадор упозорава:
„Санкције су на столу. То је режим санкција за оне који подривају стабилност на Западном Балкану. Нова верзија извршне уредбе укључује корупцију и укључује могућност санкционисања оних који подржавају оне који подривају напредак. Фундаментални проблем овђе је да је корупција у овој земљи огромна, а политичка криза је лак и брз начин за политичаре да одвуку пажњу од стварних питања, проблема која постоје и да наставе подривати институције које треба да се боре против корупције и позивају их на одговорност“, рекао је амбасадор САД у БиХ Ерик Нелсон за БН телевизију.
Нелсон је истакао да ће санкције, уколико их буде, бити усмерене против појединаца, а не целог народа. Додаје да америчке санкције неће решити проблем корумпираних политичара у БиХ, али да је на грађанима да такве лидере санкционишу на изборима. Америка се, казао је, залаже за реформу изборног процеса, каже Нелсон, а на констатацију да су управо они на власт довели Милорада Додика, мимо избора и воље грађана одговара:
„Ми смо увек спремни да радимо са онима који имају заједничке циљеве као и ми, а неки политичари у одређеном периоду њихове каријере имали су такве циљеве које смо и ми имали, а то је да једноставно се лече ране и поделе, да земља напредује, да институције јачају, да грађани осећају да су сви исти”.
Нелсон је уверавао да америчка администрација подржава дејтонски концепт БиХ, два ентитета, три конститутивна народа и остали.
„Немамо намеру да радимо на укидању Републике Српске, већ су нам циљ реформе које ће појачати владавину права”, навео је Нелсон.
Српски члан Председништва БиХ Милорад Додик изјавио је дан касније да америчке дипломате, под изговором функционалности БиХ, форсирају њену унитаризацију, а да су криминал и корупција сумњив изговор за елиминацију политичара који не пристају на њихову верзију БиХ. Коментаришући изјаву америчког амбасадора у БиХ Ерика Нелсона да су „санкције за оне који подривају стабилност на Западном Балкану на столу“ и да „нова верзија извршне уредбе укључује корупцију и могућност санкционисања оних који подржавају оне који подривају напредак“, Додик је рекао да претње санкцијама од америчких службеника како у БиХ тако и ван ње нису ништа ново, као што није новост ни то да се годинама упорно мешају у унутрашња питања у БиХ. Позивајући се на Дејтонски споразум, управо они подржавају његову девастацију и разградњу БиХ на коју је Република Српска пристала 1995. године, казао је Додик за Срну.
„Нагледали смо се процеса који су вођени против непослушних политичара, који су након тих процеса постајали конструктивнији партнери за тај део међународне заједнице коју предводе САД“, истакао је Додик.
Он је подсетио да је недавно у БиХ боравио помоћник министра финансија САД који се састао са министром безбедности у Савету министара Селмом Цикотићем, против којег је непуних месец раније подигнута оптужница за високу корупцију.
„Све то не би имало обрисе такве карикатуре да тема разговора, како се видело из медија, није била санкционисање криминалних група и како САД могу помоћи БиХ у борби против организованог криминала. Ако помоћник министра финансија САД није знао ко је Селмо Цикотић, амбасадор Нелсон јесте“, нагласио је Додик.

### Дешавања у Федерацији БиХ

##### Сабор Исламске заједнице у БиХ 27. децембра;
Сабор Исламске заједнице у Босни и Херцеговини усвојио је 27. децембра „Резолуцију о неопходности очувања мира и државне суверености и целовитости”, оптужујући појединце и групе из БиХ и држава у окружењу да подстичу реторику која би могла, како тврде, ово подручје да претвори у конфликтно, а међународној заједници поручују да је БиХ опредељена за НАТО и ЕУ. На редовној седници одржаној у недељу, Сабор је саопштио да са забринутошћу прати тенденције у „домаћој и међународној политици које нас, на крилима деструктивних идеја шовинизма, ксенофобије, националне и верске сегрегације, суочавају с претњом нових сукоба и подела, као и поништења свих тековина мира и напретка које је ова земља остварила у последњи четврт века“. Сабор сматра да, како кажу, „неодговорни појединци и групе у земљи и окружењу подстичу неповерење и несношљивост међу народима и грађанима Босне и Херцеговине, шире реторику и воде политику која би ову земљу могла да претвори у конфликтно подручје, а њене становнике лише елементарног права да живе у слободи, без страха од нових сукоба и страдања“.
„Саставни део те реторике су већ виђени напори на стигматизацији и дехуманизацији босанскохерцеговачких муслимана - Бошњака, као народа чији се светоназор настоји да прикаже неспојивим с наслеђем и вредностима савремене Европе“, наводи се у саопштењу и констатује да:
„Такво деловање има циљ да произведе верску нетрпељивост према муслиманима у европским дипломатским средиштима и у широј јавности, као подлогу за прибављање подршке политици разбијања Босне и Херцеговине, суверене и територијално целовите државе“.
Сабор је, наводи се, позвао све добронамерне људе у Босни и Херцеговини, без обзира на политичке, националне, верске и друге разлике, да учине максималан напор на очувању „наша два заједничка добра - мира и државе, као гаранције живота достојног човека наших грађана и народа“.
„Од одговорних политичких личности у земљи, њеном суседству и у свету очекујемо и тражимо да поштују интересе велике већине грађана ове земље, којима није ни до каквих нових сукоба и подела, ни до каквих политичких заплета и криза које нас враћају у прошлост, већ искључиво до мирног и достојанственог живота, каквог живе грађани у земљама Европе и напредног света....“, наводи се.
БиХ је, кажу, „опредељена ка пуноправном чланству у НАТО савезу и Европској унији, као целовита и демократска држава, која“, како наводе, „има историјске, политичке, културне, економске и све друге претпоставке за аутентичну и креативну улогу у европској породици земаља и народа у 21. веку“.

##### Уједињење Срба у Федерацији БиХ због незадовољства својим положајем у том ентитету;
Дана 28. децембра, представници више удружења формирало је Асоцијацију Срба из Федерације Босне и Херцеговине због незадовољства својим положајем у том ентитету, а у Сарајеву су исти дан поручили да ће им главни задаци бити људска права, заштита идентитета српског народа, културе и традиције. Главни проблеми су им заступљеност, запошљавање и немогућност приступа природним ресурсима, а најтрагичније је то што су, кажу, изопштени из свега па и из Дома народа Парламента БиХ.
„Једна од најтрагичнијих ствари је Дом народа у Федерацији, треба да има 17 људи. Некада их има, али од тога су пола или Бошњаци или Хрвати, или трећи. Знате добро да још никада није покренут витални национални интерес Срба у Федерацији БиХ“, рекао је један од оснивача Асоцијације Миле Марчета из Дрвара.
Из Асоцијације истичу да ће им седиште бити у Федерацији БиХ.
„Зар није срамота да ми као сиротиња чекамо Републику Српску и Србију да нам помогну? Узети су нам природни ресурси, фабрике. Говорим о Дрвару, 20. година прошлог века када је овај град био најразвијенији у БиХ, а данас је то стратиште“, навео је Марчета.
Нико не зна, истичу из Асоцијације, колико има повратника, колико има староседелаца, што ће, најавили су, бити један од задатака удружења да се ти бројеви коначно утврде.
„У фокусу деловања биће људска права и слободе за српски народ у ФБиХ, оних који су тренутно у ФБиХ, али и оних који су отишли у Републику Српску или иностранство, али и заштита идентитета српског народа, културе и традиције“, рекао је Душан Шеховац из Демократске иницијативе сарајевских Срба.
Шеховац се присетио и повратка на огњишта који је почео 1996. године, те шта је он као Сарајлија, који није напуштао дом, поручивао онима који су желели да се врате у Дрвар. Подсетио је да је 1996. године у дворани „Мејдан“ у Бањалуци пред неколико хиљада Дрварчана који су желели да се врате у Дрвар рекао: „Ја нисам избеглица, али нисам ни издајица“.
„Разумеће они шта то значи кад човек остане да живи у Федерацији као седмо колено породице Шеховац на територији града Сарајева“, рекао је Шеховац, пренео је Танјуг сарајевску Н1 тв.

## Контроверзе

### „Специјални рат”

#### Гардијан: Брисел „исправља“ спорни Инцков закон
Званичници ЕУ раде на „исправљању“ закона који је наметнуо бивши високи представник у Босни и Херцеговини Валентин Инцко након што су закључили да постоји ризик од изазивања поновног сукоба у региону, пише Гардијан. Извори британског дневника наводе да је на недавном састанку европског комесара за проширење Оливера Вархељија закључено да је „Инцков закон“ одговоран за актуелну кризу у БиХ. Према писању листа, током сусрета са делегацијом ЕУ у БиХ Вархељи је дао своју „искрену процену“ да је Инцко „одговоран за актуелну политичку кризу и делегитимизацију ОХР-а“.
„Инцкове измене не могу бити оспорене са тачке гледишта суштине права, али чињеница да је (закон) наметнут последњег дана његовог мандата, представља проблем. Посебно што тако важна одлука, треба да буде донесена кроз дискусију свих. Сада је питање како то исправити“, рекао је Вархељи током састанка 25. новембра.
Лист пише да је Вархељи својим колегама у ЕУ пренео да је руководство босанских муслимана изразило жељу да ово питање реши усвајањем новог закона који би могао да подстакне представнике Републике Српске да у пуном капацитету учествују у раду заједничких институција. Гардијан подсећа да је српски члан Председништва БиХ Милорад Додик „протеклих неколико месеци на мети оптужби да покушава да отцепи Републику Српску“. Лист напомиње да Додик истиче да власт није равноправно расподељена и да је Инцково наметање закона о забрани негирања геноцида био недемократски потез и главни узрок проблема у БиХ.
Портпарол Европске комисије Петер Стано одбацио је 21. децембра тврдње појединих политичара из БиХ и писања медија о наводном договору између европског комесара за проширење Оливера Вархељија и власти Републике Српске о одржавању посебне седнице Народне скупштине РС (НСРС), на којој је покренут процес преноса надлежности са државног на ниво ентитета РС.
„Став ЕУ у погледу седнице НСРС, одржане 10. децембра 2021. јасно је изражен у изјавама комесара Вархељија током посета БиХ. Како је раније истакао комесар Вархељи, рушење државних институција одвело би БиХ даље од усклађивања с правном тековином ЕУ и ставило би пут у ЕУ на чекање“, рекао је Стано.
То би се, како је додао, негативно одразило на пословање и грађане БиХ.
„Овај став је поновно потврђен у заједничком саопштењу Квинте и ЕУ објављеном 10. децембра, где смо врло јасно нагласили да су закључци НСРС корак ка ескалацији и слепа улица“, нагласио је Стано, преноси Танјуг.
Председница Републике Српске Жељка Цвијановић изјавила је да је на сцени најобичнија оркестрирана кампања где се, након хистерије у политичком Сарајеву, специјални рат преноси на међународни терен.

##### „Јелка, Деда Мраз и Нова година нису део Ислама и традиције Бошњака“;
Билборд са текстом „Јелка, Деда Мраз и Нова година нису део ислама и традиције Бошњака“, који је био постављен у Зеници и изазвао узнемирење грађана, уништен је преко ноћи, јавили су босанско-херцеговачки медији.
Билборд је изазвао је бурне реакције грађана који се не слажу с овом поруком. За сада није познато ко стоји иза овог билборда, односно, ко је закупио простор за ову поруку, али како наводи Кликс.ба, месецима уназад на сличним локацијама постављани су и други билборди верског карактера који нису сметали никоме у Зеници. Каже се и да је билборд у Зеници постављен након што је у понедељак општинска организација СДА изразила незадовољство због постављања плаката у Бужиму на којем се честита Божић и Нова година, и да је оваква порука локалне СДА наишла на мноштво осуда грађана целе БиХ. Из централе СДА и Исламске заједнице БиХ се данас нико није огласио и оградио од оваквих порука које се појављују у веома деликатном тренутку у којем се налази БиХ, преноси Кликс, уз коментар да је Зеница одувек важила за мултиетничку средину. Рано ујутро огласили су се и из Форума грађана Зенице (ФГЗ).
„С неверицом смо се суочили с рекламним билбордом у нашем града 'Јелка, Деда Мраз и Нова година нису део ислама и традиције Бошњака'. На седници Председништва Форума грађана Зенице енергично смо осудили овај памфлет који својом поруком настоји да наруши вековну симбиозу мултиетничности у нашој Зеници“, објавили су из Форума.
Поводом билборда за и против симбола Нове године, огласила се Исламска заједница у БиХ поруком да честитање верских празника, другим конфесијама није забрањено. Самовољно скрнављење јавног простора, како су навели, није прихватљиво, уколико није у супротност с јавним моралом. На питање, како коментаришу натпис да прослава Нове године није део традиције Бошњака и да ли муслимани не могу да обележавају Нову годину, деле деци пакетиће, из Исламске заједнице кажу да појединци обележавају Нову годину на начин који сматрају примереним.
„Муслимани обележавају Нову хиџретску годину, на начин који сматрају примереним. Други, па и неки Бошњаци, обележавају нове године по другим календарима, на начин који они сматрају примереним. Исламска заједница, поштује све верске празнике других конфесија и она то показује тиме што припадницима тих конфесија јавно упућује искрене честитке тим поводом“, навели су из Исламске заједнице БиХ у изјави за сарајевску Н1 тв поводом скидања плаката у Бужиму.
Хрватски члан Председништва БиХ Жељко Комшић, прокоментарисао је негодовања муслимана у Зеници и Бужиму због билборда са новогодишњим симболима, а том приликом је споменуо и српског колегу Милорада Додика и лидера ХДЗ БиХ Драгана Човића.
„Колико год за Босну и Херцеговину била опасна политика и (Милорада) Додика и (Драгана) Човића, опасне су у истој мери и овакве појаве које разарају заједништво и наш заједнички босанскохерцеговачки идентитет“, изјавио је Комшић.
Комшић сматра да је срамота то што се догодило у у Бужиму и у Зеници, и да је једино од тога, како је навео, срамотније да се бране такви поступци. Додао је да је јасно да сви људи не могу да мисле исто, али да охрабрује реакција већине грађана.

#### „Медијски рат” Сарајева и Бањалуке;
Дана 22. децембра портал сарајевског Дневног аваза је објавио да Тужилаштво Босне и Херцеговине спроводи истрагу против 13 особа због основане сумње да су починиле кривично дело напад на уставни поредак БиХ, а првоосумњичени за, како се наводи, рушење државе је лидер СНСД и српски члан Председништва БиХ Милорад Додик. Позивајући се на своја сазнања у тој правосудној институцији, Аваз пише да се Додик сумњичи да је починио кривично дело "удруживање ради вршења кривичних дела", у вези с кривичним делима "напад на уставни поредак" и "противзаконито формирање војних снага".
Осим њега, на списку осумњичених су, наводи се, и Жељка Цвијановић, председница РС, затим Радомир Вишковић, премијер РС, Недељко Чубриловић, председник Народне скупштине РС (НСРС). Тужилаштво БиХ за напад на уставни поредак сумњичи и председнике клубова посланика у НСРС Петра Ђокића, Ненада Стевандића, Драгана Чавића, Дарка Бањца, Игора Жунића, Далибора Стевића, Споменку Стевановић, Маринка Драгишића и Дику Цвјетиновића. Цитирајући наредбу за спровођење истрага, Аваз пише да је ова група, са Додиком на челу, средином ове године, учествовала у припреми сета закона из области одбране, правосуђа, безбедности и индиректног опорезивања, којим би у, како се наводи, "неуставној и незаконитој процедури" ентитетски органи ставили ван снаге законе донесене у Парламентарној скупштини БиХ".
"Све с циљем промене уставног поретка БиХ и свргавања њених највиших институција, те умањења одбрамбене моћи БиХ укидањем Оружаних снага БиХ, као и урушавања целокупног сигурносно-правосудног сектора Босне и Херцеговине и угрожавања економске стабилности целе државе", стоји у наредби у коју је, како се наводи, Аваз имао увид.
Осим тога, како је наведено, Милорад Додик је организовао групу људи у циљу почињења кривичних дела прописаних законом БиХ тако што је "претњом физичком силом покушао да промени уставни поредак БиХ и свргне највише институције БиХ, а Вишковић, Ђокић, Цвијановић, Чубриловић, Стевандић, Бањац, Чавић, Жунић, Стевић, Стевановић, Драгишић и Цвјетиновић постали су припадници организоване групе људи, удружене у циљу почињења кривичних дела прописаних законом БиХ".
У наредби је, преноси Аваз, наведено да је Додик 18. октобра, као учесник 29. посебне седнице Владе Републике Српске, "у циљу остваривања изречених претњи употребом физичке силе, ради свргавања највиших институција БиХ, подстрекавао Владу РС и друге за сада непознате особе да припремају: материјале, информације, закључке и друге акте, као припремне радње на припремању повлачења сагласности којима је Република Српска дала сагласност, а потом БиХ преузела надлежност од ентитета".
"Иако је знао да се закони доношени на нивоу БиХ могу мењати само у законодавној процедури, унутар институција БиХ, у Парламентарној скупштини БиХ", наводи се и додаје да су 10. децембра ове године усвојене наведене информације са закључцима из којих произлази да Република Српска повлачи раније пренете надлежности.
Српски члан Председништва БиХ Милорад Додик рекао је да су поступци Суда и Тужилаштва Босне и Херцеговине политички мотивисани, на шта је из Републике Српске дуго указивано. Додик је додао да је то „покушај да се сахрани Република Српска“ и да иза свега стоји намера да се дестабилизује Српска, која данас има боље показатеље од Федерације БиХ. Он је истакао да Суд и Тужилаштво БиХ раде по налогу политичког Сарајева и да је у питању политички прогон, изразивши жаљење што је, како је рекао, опозиција из Републике Српске уплетена у то. Поручио је да ће се Република Српска организовано бранити и да ће у року од месец дана имати законе који ће регулисати правосуђе. Додик је рекао и да ће Република Српска у току јануара донети закон и увести Високи судски и тужилачки савет.
„Тај закон је већ упућен или ће се ових дана упутити према Народној скупштини и она ће одлучити када ће о том закону расправљати. То подразумева дисквалификацију Суда и Тужилаштва БиХ на простору Републике Српске и то је озбиљан посао који ћемо учинити. Нико нас у томе неће зауставити. Забранићемо њихово деловање, обезбедићемо да се створи неутрално правосуђе које нема политички мотивисане одлуке“, поручио је Додик.
Додик је нагласио да је Република Српска привлачна за инвестиције и да има историјски ниво коефицијента за расподелу средстава од индиректних пореза који износи 34,57 одсто.
„Имате начине, завршите то како хоћете, из правног промета повуците Инцкове законе и ми ћемо се вратити у институције БиХ. Неће нас видети све док је тај закон у правном промету“, поручио је Додик.
Додик је рекао и да је присуствовао састанцима са европским комесаром Оливером Вархељијем током његове новембарске посете БиХ на којима смо, како је казао, ми њих обавестили о одржавању седнице НСРС 10. децембра и закључцима о враћању надлежности са БиХ на Републику Српску. Рекао је и да је Вархељи имао позитиван приступа и да је јасно дао до знања да би било добро да се врате у заједничке институције.
„Зашто сада тог човека нападају, појма немам“, рекао је Додик.
Додик је рекао да ће премијер Мађарске Виктор Орбан посетити БиХ 25. јануара наредне године и поручио да је поносан на сарадњу Републике Српске и Мађарске.
„Поносан сам на сарадњу са Мађарском, поносан сам што је Орбан рекао да Српска може да рачуна на њихову помоћ и радујем се што ћемо сарађивати. Орбан је важан државник са великом визијом“, рекао је Додик.
Актуелни председавајући Председништва БиХ Жељко Комшић изјавио је 23. децембра да, уколико странци не зауставе српског члана тог трипартитног тела Милорада Додика, неће бити другог избора него да га, како је навео, зауставе сами.
„Већ сам једном рекао, и поновићу то опет. Боље да странци Додика — који тражи хлеба преко погаче — заустављају, него да га ми заустављамо. Ако га они не зауставе, ми нећемо имати другог избора него да га сами заустављамо. Он је ставио на коцку мир у регији и Европи. Ми се с нашом државом нећемо коцкати“, рекао је Комшић.
Комшић је то изјавио у интервјуу за портал „Радио Сарајево“, у ком је казао да БиХ „никада заправо нису ни пустили на миру они који угрожавају опстанак државе“.
„Не треба ни помињати о коме се ради, сами ће се пронаћи. Међутим, и поред свих насртаја на Босну и Херцеговину, она је опстала и опстаће. Можемо учинити и уопште не сумњам да ћемо учинити све у томе смислу“, рекао је Комшић, па додао:
„Све најгоре што се могло десити једној држави и њеним грађанима нама се већ десило, од агресије, геноцида и зверстава које не памти историја човечанства. Непријатељи државе убили су страх у нама и то је оно о чему би требало размислити уколико поново силом насрну на нашу државу и грађане“.
Комшић, који је у Председништво БиХ као представник Хрвата изабран гласовима Бошњака, Додика је назвао разбојником.
„Нећемо пристати да институције државе Босне и Херцеговине, ставимо на неку ‘пијачну тезгу’, па да се онда са разбојником попут Додика око њих ценкамо. То странци, било да су наши пријатељи или непријатељи морају знати. С разбојником нећемо преговарати о постојању институција чије је формирање извршено у складу са Уставом и законом у Парламентарној скупштини Босне и Херцеговине“, казао је Комшић.
Српски члан Председништва БиХ Милорад Додик коментарисао је изјаву колеге Жељка Комшића да ће га зауставити у рушењу БиХ, ако то не уради међународна заједница, рекавши да није без физичких предиспозиција да може адекватно да одговори на Комшићеве претње. Додик је то изјавио на конференцији за новинаре у Источном Сарајеву, после седнице Председништва БиХ.
„Сад сам га на седници процењивао, мислим да нисам без физичких предиспозиција да могу адекватно да одговорим око тога, ако дође до тога што Комшић прети“, рекао је Додик и додао:
„Шта стоји иза њега, само Бакир Изетбеговић, и шачица Бошњака који гласају за њега да би преварили Хрвате“, пренео је Танјуг.

## 2022

### Увођење санкција српским званичницима
Дана 5. јануара 2022. године су САД увеле економске санкције српском члану председништва Милораду Додику, а 31. јула исте године и председници Републике Српске Жељки Цвијановић, актуелним члановима Председништва БиХ, Ненаду Стевандићу, председнику Народне скупштине РС, Радовану Вишковићу, председнику Владе РС и Милошу Букејловићу, министарству правде РС.

### Закон о непокретној имовини Републике Српске
Председница Републике Српске Жељка Цвијановић објавила је 7. априла указ о проглашењу спорног закона који је требало дa ступи на снагу у четвртак. Дана 12. априла, Високи представник у БиХ Кристијан Шмит употребио је бонска овлашћења и поништио декларацију Закона о непокретној имовини изгласану у парламенту Републике Српске 10. децембра 2021, а закон је усвојила 10. фебруара. Aмбасада САД у БиХ поздравила је одлуку Кристијана Шмита. Шмит је на конференцији за новинаре рекао да је донео налог о обустави примене Закона о непокретној имовини који се користи за функционисање јавне власти РС-а. Прем речима Шмита, његова одлука јасно даје до знања да једино држава БиХ може располагати државном имовином односно распоређивати власништво над државном имовином. Aмбасада САД у БиХ поздравила је одлуку високог представника Кристијана Шмита да поништи Закон о непокретној имовини Републике Српске, оцењујући да је власт у Републици Српској "једнострано и антиуставно деловала по том питању".

#### Протести против одлука Кристијана Шмита
На Тргу Крајине у Бањалуци је 20. априла одржан велики народни скуп подршке руководству Републике Српске и протест против наметања одлука међународних представника. Кристијан Шмит је суспендовао Закон о непокретној имовини Републике Српске који је усвојила републичка Скупштина. Закон је ступио на снагу. Борци и грађани из свих крајева Српске дошли су кажу да се успротиве урушавању надлежности не признајући Кристијана Шмита и укидање закона. Борце су подржали представници власти међу којима је и српски члан председништва Милорад Додик, који је рекао да би Закон о државној имовини на нивоу БиХ био смртна казна за Српску. Од пет опозиционих лидера на протесте је дошао само један – остали да је скуп организовао СНСД. Протесте су поред полиције Српске надгледали и припадници Еуфора.

### Општи избори у Босни и Херцеговини 2022.
Централна изборна комисија Босне и Херцеговине је 4. маја расписала редовне Опште изборе у Босни и Херцеговини 2022. за 2. октобар. У Босни и Херцеговини грађани су бирали чланове Председништва и парламента БиХ, председника и два потпредседника Републике Српске, посланике парламената РС и Федерације БиХ, као и нове скупштине кантона у ФБиХ. Избори се одржавају по старим изборним правилима, осим у техничким детаљима које је наметнуо високи представник Кристијан Шмит користећи се бонским овлашћењима. На општим изборима 2. октобра којима је потврђено како су у утрци за чланове Предсједништва БиХ побиједили Жељко Комшић, Денис Бећировић и Жељка Цвијановић, три највеће националне комисије, а странке добиле су већину гласова у парламенту државе и ентитета. Према прелиминарним резултатима Жељко Комшић је као кандидат за Предсједништво БиХ из реда Хрвата добио нешто више од 227.000 гласова и Борјана Кришто 180.000. Бећировић је као кандидат за члана државног врха из бошњачког народа добио 320.000 гласова, а Бакир Изетбеговић 206.000, преноси Хина. Члан Предсједништва БиХ из реда Срба постала је Жељка Цвијановић која је добила 321.000 гласова, а њен главни протукандидат Мирко Шаровић добио је 220.000 гласова. Највећи број гласова за Заступнички дом парламента БиХ и појединачно највећи број мандата добили су Савез независних социјалдемократа (СНСД) Милорада Додика, Странка демократске акције (СДА) те Хрватска демократска заједница БиХ, но свим тим странкама не гарантује учешће у власти јер их опозициона странка могу потиснути из власти.

#### Избори за предсједника Републике Српске
На општим изборима за предсједника Републике Српске је побједио Милорад Додик са око 48,17% опозициону кандидаткињу Јелену Тривић изашлих бирача. Ћамил Дураковић, који је био ванстраначки кандидат, освојио је највише гласова као представник Бошњака, па ће бити потпредсједник из њихових редова. Давор Прањић, кога је за предсједника предложила коалиција хрватских странака око ХДЗ, биће потпредсједник из реда хрватског становништва. На изборима за народну скупштину Републике Српске мандате су освојили СНСД 34.63%, СДС 14.95%, ПДП 10.30%, СП 5.93%, Покрет Држава 5.73%, ДЕМОС 5.46%, Уједињена Српска 5.11%, ЗПР 4.93%, Демократски народни савез 4.46%, НПС 3.27%, СПС 3.11%.

#### Оптужбе за изборну крађу
Увече 2. октобра су и Милорад Додик и Јелена Тривић прогласили победу, али кандидаткиња Партије демократског прогреса (ПДП) најавила жалбу, јер је тврдила да су избори покрадени, о чему је према њеним речима било доказано још током изборног дана. Централна изборна комисија БиХ последњи пут се огласила следећег дана, када је саопштено да ће резултати избора у Републици Српској бити објављени у 17 часова истог дана. Међутим, новог обраћања није било, а на сајту ЦИК-а су објављени резултати у односу на пребројаних 90,04% гласова. На основу тих података, кандидат Савеза независних социјалдемократа (СНСД) Милорад Додик освојио је 48,36% , односно 268.635 гласова, а другопласирана је кандидаткиња Партије демократског прогреса (ПДП) Јелена Тривић са освојених 43,27%, односно 240.353 гласова. Опозициона кандидаткиња Јелена Тривић је говорила о бројним неправилностима на бирачким местима као и о разним инцидентима током изборног дана, чак и уз присуство ватреног оружја. Међутим, Додик и његов СНСД су 4. октобра прогласили победу на изборима и већ кренули у преговоре о формирању власти, док је ПДП најавио тужбу због краће избора. Истог дана опозиција је најавила мирну протестну шетњу у Бањалуци за четвртак, 6. октобар. У Бањалуци је 6. октобра одржан протест у организацији опозиционих партија из Републике Српске. Скуп је почео окупљањем у Парку Младен Стојановић, након чега је формирана колона која је мирном шетњом дошла до Трга Крајине, где су се обратили опозициони лидери. На протесту су били предсједници СДС-а Мирко Шаровић, ПДП-а Бранислав Бореновић и кандидат ПДП-а за предсједницу Републике Српске Јелена Тривић.
Централна изборна комисија (ЦИК) БиХ почела је у четвртак, 13. октобра поновно пребројавање гласова за предсједника и потпредсједнике Републике Српске, једног од два босанскохерцеговачка ентитета. ЦИК је ново бројање наложио након оптужби опозиције из РС-а да је њихова кандидаткиња покрадена због чега су организовали и два протеста. Представници опозиционих партија у Републици Српској поднијели су у петак, 14. октобра пријаву Окружном тужилаштву у Бањалуци пријаву за дјело "Изборна крађа", послије Општих избора у Босни и Херцеговини одржаних 2. октобра. Пријава је поднесена против Савеза независних социјалдемократа (СНСД), водеће партије у РС, на чијем челу је Милорад Додик, против НН лица. Кандидаткиња опзиционих странака за председницу РС Јелену Тривић истакла је да опозиција ради и на додатној пријави којом ће бити обухваћено неколико стотина особа које су, по тврдњама опозиције, учествовале у прекрајању изборних резултата. Одлазећи српски члан Председништва БиХ и лидер Савеза независних социјалдемократа (СНСД) Милорад Додик најавио је 18. октобра могућност доношења закона који би Републици Српској омогућио да сама спроводи изборе на својој територији. Он је позвао грађане Републике Српске да дођу на митинг странака владајуће коалиције, заказан за уторак у Бањалуци. Он је рекао и да ће седница парламента Републике Српске, на којој ће бити усвојен буџет, због тога бити одржана 1. новембра, дан пре проглашења резултата општих избора, додајући да је циљ одржање политике стабилности и раста плата и пензија. Централна изборна комисија Босне и Херцеговине (ЦИК БиХ) је 22. октобра усвојила Одлуку о утврђивању и објављивању резултата Општих избора у Босни и Херцеговини (БиХ) одржаних 2. октобра. Резултати су утврђени за све нивое власти осим за предсједника босанскохерцеговачког ентитета Републике Српске (РС), јер још траје поновно пребројавање гласова. ЦИК БиХ је 20. октобра одбацио захтјев опозиционих странака из ентитета Републике Српске за поништење избора за ниво предсједника овог ентитета, што је Апелационо вијеће Суда БиХ и потврдило. Тиме су отклоњене правне препреке за званично потврђивање изборних резултата. Резултати за предсједника и потпредсједнике Републике Српске (РС), након поновног броја гласова објављени су 27. октобра, а опозиција у овом ентитету наставила је са потужбама о нерегуларности избора. Генерални секретар ЦИК-а БиХ Горан Мишковић рекао је 2. новембра да је Апелационо одјељење Суда БиХ одбило или одбило све жалбе на одлуке ЦИК-а БиХ које се односе на изборне резултате. Тиме су створени услови да ЦИК потврди резултате. Додик је, према резултатима поновног пребројавања, добио нешто више од 300.000 гласова, док је његова противкандидаткиња Јелена Тривић из Партије демократског прогреса (ПДП) добила 27.000 гласова мање.

#### Друго усвајање закона о непокретној имовини Републике Српске
Дана 28. децембра, Народна скупштина Републике Српске је на Петој посебној сједници, по хитном поступку, усвојила четири закона: Закон о непокретној имовини која се користи за функционисање јавне власти, Закон о престанку важења Закона о посебним републичким таксама, Закон о измјенама и допунама Закона о Фонду и финансирању заштите животне средине Републике Српске и Закон о измјенама и допуни Закона о републичкој управи. Законом о непокретној имовини која се користи за функционисање јавне власти – по хитном поступку регулише се својина на непокретној имовини која служи као средство вршења и спровођења јавне власти и коју користе субјекти који врше ту власт од потписивања Општег оквирног споразума за мир у Босни и Херцеговини, а уписана је у јавним евиденцијама о непокретностима, за чије вођење и одржавање је надлежна Републичка управа за геодетске и имовинско-правне послове као својина тих субјеката. Разлози за доношење Закона о посебним републичким таксама – по хитном поступку, наведено је у образложењу, садржани су у потреби растерећења привредних субјеката који су погођени пандемијом, а што би за резултат имало брже обнављање привредне активности у Републици Српској. Истакнуто је да се овим законом укида обавеза плаћања посебних републичких таксе чији су обвезници сви привредни субјекти у Републици Српској. Измјенама и допунама Закона о Фонду и финансирању заштите животне средине Републике Српске - по хитном поступку уређују се одредбе закона које се односе на дјелатност Фонда у смислу прописивања обавеза пружања финансијских услуга и обављања других финансијских дјелатности у вези са подстицањем и финансирањем заштите животне средине, енергетске. ефикасности и обновљивих извора енергије, као и на прописивање обавеза Фонду да Влади Републике Српске редовно подноси полугодишњи и финансијски извјештај о раду. Законом о измјенама и допунама Закона о републичкој управи - хитном поступку, између осталог, проширује се надлежност Министарства пољопривреде, шумарства и водопривреде на области индустријске прераде дрвета и производње финалних производа од дрвета, за које је према важећем Закону надлежног Министарства привреде и предузетништва. Усвојен је и Закон о метрологији у Републици Српској, у редовној процедури. Народна скупштина, на приједлог Владе Републике Српске, изабрала је министра здравља и социјалне заштите Алена Шеранића за потпредсједника Владе Републике Српске, из реда бошњачког народа и министра правде Милоша Букејловића за потпредсједника Владе Републике Српске, из реда хрватског народа. Народни посланици су прихватили предлог Владе да се 29. тачка дневног реда – Избор и именовања разматрања под редним бројем 17.

## 2023

### Сукоб високог представника са институцијама Републике Српске

#### Други вето Кристијана Шмита и суспензија закона
У поноћ 27. фебруара 2023. године, исоки представник Кристијан Шмит суспендовао је Закон о непокретној имовини Републике Српске који је требало да ступи на снагу следећег дана. Шмит је одлуку донeo након ванредне седнице Савета за имплементацију мира. И Уставни суд БиХ суспендовао је 2. марта привремено Закон о непоректној имовини који се користи за функционисање јавне власти у Републици Српској, до доношења коначне одлуке. Дана 26. априла, посланици Народне скупштине Републике Српске дали су зелено светло за повлачење судије из РС из Уставног суда БиХ и за укидање рокова за повлачење сагласности о пренетим надлежностима у области индиректног опорезивања, правосуђа, одбране и безбедности и усвојили закључке.

#### Формирање владе Федерације БиХ
Премијер, потпредседници и министри Владе ФБиХ које је председник овог ентитета Лидија Брадара предложила 30. марта, а усагласио један од потпредседника 3. априла и измењене су 27. априла, овим се сматрају именованима у складу са Уставом ФБиХ. Председавајући Представничког дома сазвао је хитну седницу која је морала бити одржана најкасније до 28. априла Кристијан Шмит наметнуо је дан раније одлуку о именовању Владе Федерације БиХ и наложио да до сутра буде одржана седница Представничког дома Парламента БиХ на чијем дневном реду треба да буде само потврђивање федералне Владе. Председник Републике Српске Милорад Додик поручио је следећег дана да одлука Кристијана Шмита, којом се наводно намеће допуна Кривичног законика, неће бити објављена у „Службеном гласнику“ нити ће се примењивати у Републици Српској.

#### Сукоб Кристијана Шмита са српским представницима
Предсједник Републике Српске Милорад Додик је 26. јуна изјавио да не признаје Кристијана Шмита јер није именован у Савету безбедности УН и да његова тврдња да се налази на позицији високог представника представља спрдњу са међународним правом. Народна скупштина Републике Српске је 27. јуна усвојила два спорна закона, који наводе да се одлуке Канцеларије високог представника у БиХ (ОХР) више неће објављивати у Службеном гласнику РС-а, а тиме ни поштовати у том бх. ентитету, као и да се у РС више неће примјењивати одлуке Уставног суда БиХ. Дан касније 28. јуна, високи представник за Босну и Херцеговину Кристијан Шмит је током своје посете Бундестагу у Берлину у интервјуу за Дојче веле (ДW) критиковао понашање Милорада Додика и да води Републику Српску у изолацију, али истовремено изражава и благи оптимизам по питању спровођења реформи које тражи Европска унија.
Високи представник у БиХ Кристијан Шмит одлучио је 1. јула да поништи законе које је Народна скупштина Републике Српске недавно донела и наметне измене кривичног закона БиХ на начин да се радње којим се нарушава уставни поредак државе треитирају као кривично дело и поручио да они који желе да руше уставни поредак морају бити процесуирани. Председник РС Милорад Додик је поручио да Република Српска неће прихватити ниједну одлуку лажног високог представника. Председник Републике Српске Милорад Додик саопштио је 7. јула да је поднео кривичну пријаву против високог представника у БиХ Kристијана Шмита, кога Република Српска не признаје, јер се, како наводи Додик, већ дуже време неовлашћено бави пословима високог представника. У Службеном гласнику Републике Српске објављен је 9. јула указ председника РС о проглашењу Закона о измени Закона о објављивању закона и других прописа РС и Закона о непримењивању одлука Уставног суда БиХ на територији РС. Тим поводом, Тужилаштво БиХ је формирало предмет, на којем ради заједно са СИПА. Пре него што је Указ председника Републике Српске објављен у Службеном гласнику, новоизабрани вршилац дужности директора Службеног гласника Милош Лукић потписао је и одлуку о објављивању закључака Народне скупштине РС, којим ови закони ступају на снагу дан након објаве у Службеном гласнику.
Дана 11. августа, Тужилаштво БиХ подигло је оптужницу против председника Републике Српске Милорада Додика и вршиоца дужности директора Службеног гласника РС Милоша Лукића. Oни се терете за кривично дело Неизвршавање одлука високог представника у БиХ. Предсједник Републике Српске Милорад Додик изјавио је 18. августа да би високи представник међународне заједнице у Босни и Херцеговини Кристијан Шмит требало да покаже резолуцију којом је потврђен његов избор и докаже да је високи представник и  навео да ни генерални секретар Уједињих нација Антонио Гутереш није потврдио да постоји таква резолуција Савета безбедности. Високи представник међународне заједнице у БиХ Кристијан Шмит изјавио је да председник Републике Српске Милорад Додик „свесно не разуме Дејтонски споразум“ и да „крши“ његову позицију.
Дана 5. септембра, предсједник Републике Српске Милорад Додик поручио је да Кристијан Шмит од следеће седмице неће моћи ући Српску. Додик је утврдио како је Шмит "дошао да развласти Републику Српску", додавши да је Немачка јасно одбацила подршку ентитету. Додао је и да онога тренутка када Шмит наметне закон о имовини "те ноћи је и донесена одлука о самосталности Републике Српске". Следећег дана, предсједник Републике Српске Милорад Додик рекао је да се припрема уредба о хапшењу и депортацији високог представника Кристијана Шмита из Републике Српске. Предсједник Владе Републике Српске Радован Вишковић позвао је 7. септембра Кристијана Шмита да обезбеди папире за обављање посла у БиХ или да се врати у своју земљу. Високи представник у БиХ Кристијан Шмит најавио је следећег дана да ће наредне седмице боравити у Републици Српској, а председнику Српске Милораду Додику је поручио да се "спреми за неке неугодне тренутке". Предсједник Републике Српске Милорад Додик изјавио је 10. септембра спустио агресивну реторику и рекао да према Кристијану Шмиту неће бити примењена сила ако дође у Српску, али да је порука да у њу није добродошао. Суд БиХ потврдио је 11. септембра оптужницу Тужилаштва БиХ против председника Републике Српске Милорада Додика и в. д. директора Службеног гласника Српске Милоша Лукића. Генерални секретар председника Републике Српске Јелена Пајић Баштинац донела је 12. септембра наредбу о забрани коришћења службених просторија Палате Републике за састанке са Шмитом. Истог дана, припадници Агенције за истраге и заштиту БиХ ухапсили су пет лица на подручју Билеће, Шековића, Власенице, Зворника и Хан Пијеска због сумње да су починила ратни злочин на подручју Власенице и Шековића током 1995. године, саопштено је из ове полицијске агенције. У саопштењу је наведено да је оперативна акција реализована по наредбама Суда и Тужилаштва БиХ и уз подршку Министарства унутрашњих послова Републике Српске. Борачка организација Републике Српске осуђује хапшење припадника Војске Републике Српске, оптужених за наводно почињене ратне злочине. Потпредседник Републике Српске из реда бошњачког народа Ћамил Дураковић саопштио је 12. септембра да је одустајање Кристијана Шмита да дође данас у Бањалуку "међународна заједница, или оно што је од ње преостало", капитулирала. Следећег дана је председник Републике Српске Милорад Додик је рекао да је потврђивање оптужнице против њега добра вест, и додао да ће на суђењу морати да се докаже да је Кристијан Шмит оно за шта се представља. Такође је изјавио да је Српска способна и спремна да брани свој интегритет и Устав током састанка са лидерима странака и српским представницима у институцијама БиХ. Председник Републике Српске Милорад Додик позвао је 14. септембра високог представника Кристијана Шмита да уместо што прети, обезбеди потврду о свом избору од потписница Анекса 10 и релевантну резолуцију о именовању од Савета безбедности Уједињених нација. У отвореном писму Шмиту, Додик је поручио да Савет безбедности УН на Ист Риверу у Њујорку, у оној, како наводи, великој згради до које се лако дође и налази. "Али очигледно Ви не можете проћи ни тамо, а онда ни овде“. Поновио је да се Шмит лажно представља и да на тај начин компромитује међународну заједницу у БиХ и брука немачки народ и да претвара БиХ у колонију. Следећег дана, високи представник у БиХ Кристијан Шмит је изјавио да су лидери опозиционих страна Српске тражили од њега да уклони председника Српске Милорада Додика Шмит и додао да за њих има разумевања, јер, како сматра, није лако бити опозиција у Републици Српској. Исти дан, председник најјаче опозиционе странке СДС-а Милан Миличевић изјавио је да Кристијан Шмит лаже када говори да су лидери опозиције од њега тражили да смени председника Републике Српске Милорада Додика.
Дана 17. септембра, високи представник у БиХ Kристијан Шмит састао се у Бањалуци са бањалучким бискупом Фрањом Kомарицом. Председник Скупштине Републике Српске Ненад Стевандић оценио је да Шмит посетом покушава да испровоцира српски народ лажним представљањем. Председник РС Милорад Додик раније је најавио да се припрема уредба којом би Шмит био депортован из Републике Српске. Кристијан Шмит је са са бискупом Комарицом разговарао о правним и политичким питањима у вези са пројектом ширења капацитета Kуће сусрета и Европског центра за мир и сарадњу "Марија Звијезда" који ускоро слави трећу годишњицу. Они су се сагласили око хитне потребе за бригом о млађој генерацији у БиХ. Шмит је нагласио да подједнако ради за све грађане Републике Српске и БиХ. Председник Скупштине Републике Српске Ненад Стевандић изјавио је да је РС демократска земља у којој свако са сваким може да разговара, али да је јасно да високи представник Kристијан Шмит упорно покушава да испровоцира српски народ кршећи Дејтонски споразум својим лажним представљањем. Стевандић је напоменуо да је Република Српска одлучна да спроводи одлуке својих институција које Шмита не признају због недостатка потврде о именовању у Савету безбедности УН и да због тога нема могућност комуникације и посете било којој институцији Српске.

## Дипломатске активности
1. Русија — 2. септембар 2021. — Без одобрења Савета безбедности УН Кристијан Шмит се не може сматрати високим представником за Босну и Херцеговину, рекла је портпаролка руског Министарства спољних Марија Захарова и додала се став званичне Моске по том питању није променио[384].
2. Француска — 11. септембар — 20. септембар 2021. — Директор Управе за сарадњу са дијаспором и Србима у региону Арно Гујон најавио је кампању за заштиту имовинских права Срба у Федерацији БиХ јер постоји ризик да због усклађивања података о непокретностима катастра и земљишних књига, остану без имовине[385]. Директор Управе за сарадњу са дијаспором и Србима у региону, Арно Гујон, изјавио је да многи Срби не знају да им је право на имовину у Федерацији БиХ угрожено и да је због тога покренута кампања[386].
3. Аустрија — 14. септембар 2021. — Ниједна интервенција са стране за стварање државе и њених институција не сме да траје дуже од десет, највише дванаест година, каже бивши Високи представник за Босну и Херцеговину Волфганг Петрич[387].
4. Србија —  Република Српска — 15. септембар 2021. — Народне скупштине Србије и Републике Српске усвојиле су законе о заштити, очувању и употреби језика српског народа и ћириличког писма[388].
5. Русија — 16. септембар 2021. — Руски амбасадор у БиХ Игор Калабухов поновио је став Руске Федерације да Кристијан Шмит нема неопходни међународни правни легитимитет за високог представника у БиХ и да се ОХР претворио у кочницу на путу сувереног развоја БиХ, због чега би требало да буде затворен[389].
6. САД — 5. октобар 2021. — Амерички председник Џозеф Бајден је разговарао са председницом Европске комисије Урзулом фон дер Лајен о Западном Балкану, и том приликом је изразио снажну подршку наставку процеса приступања земаља овог региона Европској унији, наводи се на званичном сајту Беле куће[390].
7. Русија — 14. октобар 2021. — Руска Федерација изузела је мишљење из заједничке изјаве амбасадора Управног одбора Савета за спровођење мира у БиХ, који су поручили да очекују од свих лидера да одбаце реторику дестабилизације и поделе. Из Амбасаде Русије је саопштено да изјаву треба игнорисати, јер не одражава ставове целе међународне заједнице[391].
8. ОХР — 14. октобар 2021. — У заједничкој изјави амбасадора, коју је објавила Канцеларија високог представника, наводи се да је за грађане БиХ од кључног значаја да функционишу институције на свим нивоима власти, укључујући и Оружане снаге и да сви политички представници имају одговорност да учествују у њиховом раду како би служили онима који су их изабрали. Без залагања и сарадње нема преко потребних реформи, посебно оних које се односе на владавину права, које су кључне да би БиХ могла кренути даље на путу ка ЕУ[391].
9. ЕУФОР Алтеја — 18. октобар 2021. — Савет Европске уније усвојио је данас закључке којима понавља своју недвосмислену приврженост европској перспективи Босне и Херцеговине као јединствене, уједињене и суверене земље. Истовремено, Савет понавља спремност ЕУ да у БиХ настави са операцијом Алтеа, по мандату добијеном од УН. Министри спољних послова ЕУ са састанка у Луксембургу поручују да дубоко жале због продужене политичке кризе у БиХ и осуђује блокаду државних институција[392].
10. САД — 21. октобар 2021. — Габријел Екобар, специјални изасланик председника САД за Западни Балкан, изјавио је да што пре треба извршити интеграцију Западног Балкана у ЕУ, јер су људи Балкана повезани с Европом у економском и културном смислу и поручио да не постоји никаква могућност отцепљења Републике Српске[393].
11. Србија — 25. октобар 2021. — Председник Скупштине Србије Ивица Дачић најавио је да ће следећег месеца, у новембру, бити одржана заједничка скупштину Србије и Републике Српске у Београду, а поводом јубилеја 30 година од Парламента Српске[394].
12. Русија — 25. октобар 2021. — Русија је забринута неповољним трендом развоја ситуације у Босни и Херцеговини и позива да се обустави деструктивно мешање у послове ове земље, саопштило је Министарство иностраних сполова Русије[395].
13. САД — 25. октобар 2021. — Специјални изасланик САД за Западни Балкан Габријел Ескобар поручио је данас да у Босни и Херцеговини неће бити рата и да би требало да се разговара о економском напретку[396].
14. БиХ — 25. октобар — 28. октобар 2021. — Председник СДА Босне и Херцеговине Бакир Изетбеговић потврдио је данас да намерава да разговара са председником Србије Александром Вучићем у наредном периоду[397]. Денис Звиздић и Бакир Изетбеговић, председавајући два дома Парламентарне скупштине Босне и Херцеговине, упутили су заједничко писмо на неколико стотина адреса у ЕУ и САД у којем упозоравају на актуелну ситуацију у БиХ и могућност, како тврде, ескалације тензија које прави Милорад Додик и политика коју воде политичари из Републике Српске[398]. Лидер Странке демократске акције Бакир Изетбеговић изјавио је да је спреман да се састане са председником Србије Александром Вучићем, али да вероватно неће ићи у Београд[399].
15. Хрватска — 28. октобар 2021. — Председник Хрватске Зоран Милановић изјавио је да је са српским чланом Председништва БиХ Милорадом Додиком током недавног сусрета разговарао о потреби да представници конститутивних народа у БиХ седну са њим и председницима Турске и Србије, али да је према тој идеји уздржан Бакир Изетбеговић[400].
16. ЕУФОР Алтеја — 3. новембар 2021. — Након упозорења да БиХ прете распад и нови сукоби које је у свом извештају навео високи представник за БиХ Кристијан Шмит, огласо се Еуфор. Командант војне мисије Еуфора БиХ, аустријски генерал Александер Плацер рекао је да у изјавама српског члана Председништва Милорада Додика које би могле значити отцепљење Републике Српске, а које је помињао Шмит, у принципу не види "никакву класичну војну претњу". Плацер је у изјави за бечки дневник Стандард оценио да је "безбедносна ситуација у БиХ стабилна". Коментаришући најаву да ће се Република Српска повући из државне војске и створити своју посебну, Плацер каже да "заједничка војска није утемељена на Дејтонском мировном споразуму. Подсетио је да су према Дејтонском споразуму постојале три војске у зависности од етничких група, а да је затим створена заједничка војска на основу, како каже, националне воље. Према његовим речима, међународна заједница тешко може да спречи враћање на више војски, ако се то буде одвијало кроз нормалан законодавни процес. Истакао је да, у случају да се војска распадне и из ње настану две војске, томе би, каже, требало да претходи основни политички и војни консензус. Уколико, како каже, не буде политичког консензуса за такво нешто, онда би "процена безбедносне ситуације морала да буде сасвим другачија"[401].
17. Хрватска — 4. новембар 2021. — Хрватски председник Зоран Милановић изјавио је да је српски члан Председништва БиХ Милорад Додик, како је навео, последњи проблем БиХ и неко ко представља српски народ[402].
18. Русија — 4. новембар 2021. — Амбасадор Руске Федерације у Босни и Херцеговини Игор Калабухов изјавио је да исход седнице Савета безбедности УН о ситуацији у БиХ, представља победу међународног права, логике и здравог разума[403].
19. САД — 9. новембар 2021. — Специјални изасланик америчког председника за Западни Балкан Габријел Ескобар изјавио је на крају посете БиХ да САД и европски партнери чврсто гарантују безбедност у БиХ[404]. Специјални изасланик председника САД за западни Балкан Габријел Ескобар поручио је у видео-поруци на крају посете БиХ да је Дејтонски споразум важан део америчке спољне политике. Ескобар је захвалио грађанима на топлој добродошлици и истакао да уочава да је у БиХ постигнут изузетан напредак[405].
20. Немачка — 11. новембар 2021. — Министар спољних послова Немачке Хајко Мас изјавио је да његова земља пружа највећу билатералну подршку Босни и Херцеговини, али је додао да нити желе нити хоће да усмеравају новац немачких пореских обвезника у ентитет који активно ради на уништавању БиХ, као и да неће седети скрштених руку[406].
21. БиХ —  Русија — 11. новембар 2021. — Саопштење Управног одбора за Вијећа за имплементацију мировног споразума за БиХ о "високом представнику" у супротности је са Дејтонским споразумом, саопштила је портпаролка Министарства иностраних послова Русије Марија Захарова[407]. Амбасадор Руске Федерације у БиХ Игор Калабухов изјавио је да не види никакав проблем у идеји лидера СНСД-а Милорада Додика о самосталној Републици Српској у оквиру БиХ, која је, како је истакао, ствар политичара, демократских одлука, те да ће је Русија подржати ако до њене реализације дође у дијалогу[408]. Посланик у Парламенту БиХ Шемсудин Мехмедовић из Странке демократске акције, позвао је да амбасадор Руске Федерације у БиХ Игор Калабухов, због интервјуа за сарајевску БХРТ, буде проглашен персоном нон грата. Мехмедовић је позвао и на велике протесте испред руске Амбасаде док, како је навео, руски дипломата не напусти БиХ. Посланик СДА сматра да је прекид комуникације са Калабуховим најмање шта треба урадити[409].
22. Немачка — 12. новембар 2021. — Немачко Министарство спољних послова је окарактерисало као „неодговорне и неприхватљиве“ позиве на отцепљење делова Босне и Херцеговине и слабљење те државе, истичући у томе улогу члана Председништва БиХ Милорада Додика. Портпаролка Министарства Андреа Сасе је најавила да ће шефови дипломатија чланица Европске уније у понедељак разговарати о ситуацији у БиХ[410].
23. Француска —  Русија — 12. новембар 2021. — Министар спољних послова Русије Сергеј Лавров изјавио је да је током разговора са француским министрима спољних послова и одбране у формату „2+2“ било речи и о ситуацији на Балкану, а тачније о Босни и Херцеговини и о Косову[411].
24. Србија — 15. новембар 2021. — Председник Србије Александар Вучић састао се са српским чланом Председништва Босне и Херцеговине Милорадом Додиком са којим је разменио ставове о свим актуелним питањима у региону и свим заједничким пројектима у којима учествују Србија и Република Српска. Вучић је обећао да ће Србија да настави са још значајнијом подршком општинама Невесиње, Костајница, Дубица и Дрвар, али и даљим улагањима у просветну и здравствену инфраструктуру у свим деловима Српске. Он је потврдио опредељење Србије да са великим финансијским средствима учествује у изградњи ауто-пута Сремска Рача-Бијељина. Додик је рекао да је то пројекат од стратешког значаја за Републику Српску и не само за њен источни део и захвалио Србији на великој помоћи и подршци[412].
25. Немачка — 16. новембар 2021. — Немачки министар спољних послова Хајко Мас изјавио је да су санкције могућност да се зауставе негативни политички токови у Босни и Херцеговини. Мас сматра да је ситуација на Западном Балкану најгора од завршетка ратова из деведесетих година и додао да "постоје они који желе да доведу у питање БиХ". Како је казао Мас, потребан је жустрији приступ, као и да се разговара о томе да ли су санкције начин да се заустави тренутни развој ситуације у БиХ. "Развој догађаја је екстремно забрињавајући", казао је. Санкције би, рекао је, биле усмерене против оних који доводе у питање државне структуре, и покушавају да људе подстакну на мржњу или желе да да прекину везе с ЕУ[413].
26. УК — 16. новембар 2021. — Бивши државни секретар Велике Британије и бивши лидер Конзервативне партије Вилијам Хејг навео да тензије у БиХ могу гурнути целу Европу у кризу. Хејг је у ауторском тексту за лист "Тајм", чије делове је пренео портал Кликс, образлагање свог става започео тренутним односима европских земаља с Русијом, нагласивши да је Немачка једна од земаља која је посрнула пред руским утицајем. Некадашњи дипломата је нагласио да на сваку од ових претњи постоје одговори које Запад може употребити против Русије. Међутим, кључна област за Запад по том питању је Балкан[221].
27. САД — 17. новембар 2021. — Свако једнострано повлачење из државних институција Босне и Херцеговине биће санкционисано, поручио је амерички државни секретар Ентони Блинкен у писму члановима Председништва БиХ које је објавило сарајевско Ослобођење. Писмо је адресирано на сва три члана Председништва БиХ, односно на председавајућег Жељка Комшића и на чланове Шефика Џаферовића и Милорада Додика, а писмо им је на састанку уручио саветник у Стејт департменту Дерек Шолет[414].
28. Русија —  Немачка — 17. новембар 2021. — Портпаролка Министарства спољних послова Русије Марија Захарова назвала је погубним речи и оцене немачког шефа дипломатије Хајка Маса о унутрашњој политичкој кризи у Босни и Херцеговини. Захарова је прокоментарисала интервју немачког министра који је 11. новембра објављен у босанским медијима „Изненађујуће је то како је категорички, лако и уопште не залазећи у претходне околности наизглед искусни немачки политичар свалио сву одговорност за велику унутрашњу политичку кризу у тој земљи искључиво на Републику Српску. Уверени смо у погубност оваквих пристрасних процена“, истакла је портпаролка. Како је рекла, тиме је Берлин самовољно именовао кривце[415].
29. Република Српска —  Немачка — 20. новембар 2021. — Српски члан Председништва БиХ Милорад Додик истакао је у писму да се Хајко Мас, као министар спољних послова једне тако важне државе као што је Немачка, није потрудио да утврди чињенично стање о узроцима и природи политичке кризе у БиХ, што му је била обавеза, већ је своје ставове формирао на основу гласина, што његове јавне иступе чини неозбиљним. Оне који помињу сукобе и призивају сукобе - не тражите у Републици Српској, нагласио је Додик[416].
30. САД — 23. новембар 2021. — САД снажно подржавају високог представника у БиХ, његову канцеларију и њен мандат да надгледа цивилну имплементацију Дејтонског мировног споразума, саопштено је из Беле куће после састанка саветника за националну безбедност Џејка Саливана и такозваног високог представника Кристијана Шмита[417].
31. Мађарска — 25. новембар 2021. — Европски политичари који критикују члана Председништва БиХ Милорада Додика никада до сада се нису срели с њим, нити са њим разговарали да би могли да разумеју његове ставове, поручио је данас шеф мађарске дипломатије Петер Сијарто након разговора са министром спољних послова Србије Николом Селаковићем у Будимпешти[418].
32. САД — 26. новембар 2021. — Специјални изасланик САД за Балкан Габријел Ескобар оценио је да Босна и Херцеговина нема етнички, него проблем системске корупције. Ескобар је у Загребу, где је учествовао на састанку Америчко-јадранске повеље, рекао за Хину да га више брину демографске и економске тешкоће у БиХ од етничких питања. Нагласио је да устројство са три конститутивна народа остаје темељ америчке политике у БиХ[419].
33. Хрватска — 3. децембар 2021. — Хрватски председник Зоран Милановић, који се нашао на мети критика Бошњака и дела хрватске јавности због, како кажу, релативизације Сребренице, поновио је да Сребреница није исто што су Холокауст и Јасеновац[420].
34. Србија — 3. децембар 2021. — Председник Скупштине Србије Ивица Дачић изјавио је, поводом именовања специјалног изасланика Велике Британије за Западни Балкан Стјуарта Пича, да свима треба да буде јасно да наметање било каквих решења на штету Србије и српског народа у целини није прихватљиво[421].
35. УК — 3. децембар 2021. — Посланици британског парламента заложили су се да се организује нова мировна конференција о Босни и Херцеговини – Дејтон 2[248].
36. Хрватска — 6. децембар 2021. — Хрватски председник Зоран Милановић поновио је у Комижи на Вису да сваки геноцид није исти и истакао да Хрвати, како је навео, имају осетљив став према оптужбама за геноцид[422].
37. БиХ —  Хрватска — 7. децембар 2021. — Председник Хрватске Зоран Милановић вређа људе када упоређује који геноцид је већи или мањи и много прича за једног председника, рекао је Бакир Изетбеговић, лидер СДА, коментаришући Милановићеве изјаве о Сребреници[252].
38. САД — 7. децембар 2021. — Специјални амерички изасланик за Западни Балкан Габријел Ескобар поручио је у Сарајеву да у Босни и Херцеговини неће бити рата, ни Војске Републике Српске[253].
39. САД — 10. децембар 2021. — У тренутку када се Народна Скупштина Републике Српске припрема за данашње гласање о враћању надлежности Српске, амерички званичници планирају дипломатску офанзиву у Босни и Херцеговини, пише данас британски лист “Гардијан”. У интервјуу за тај лист, Дерек Шолет, високи саветник америчког државног секретара Ентонија Блинкена, поручује да су САД одлучне у томе да поврате Босну и Херцеговину са "ивице литице" усред "сецесионистичких претњи српских националиста", а да су "санкције међу опцијама које разматрају". “Заиста смо покушали да убрзамо неке од наших дипломатских напора како бисмо покушали да вратимо БиХ са ивице литице”, рекао је Шолет за “Гардијан” уочи данашње посебне седнице Народне скупштине РС[423].
40. Мађарска — 10. децембар 2021. — Премијер Мађарске Виктор Орбан најавио је посету Сарајеву 25. јануара, а потврђено је из кабинета председавајућег Савета министара БиХ Зорана Тегелтије[424].
41. Хрватска — 11. децембар 2021. — Хрватски премијер Андреј Пленковић је, уочи посете БиХ, рекао да у ту земљу одлази са поруком о целовитости БиХ, потреби за дијалогом и смањењем напетости[425].
42. Турска — 11. децембар 2021. — Турска је одлучна да снажно подржи суверенитет и територијални интегритет Босне и Херцеговине и изражава забринутост због одлука Народне скупштине Републике Српске о повлачењу државних надлежности, саопштено је из Министарства спољних послова Турске[426].
43. Албанија — 12. децембар 2021. — Председник Албаније Иљир Мета изразио је данас забринутост због, како је навео, појачаних напора Републике Српске да се повуче из државних институција и створи паралелне институције војске, судова и пореског система у БиХ. Мета је на свом Фејсбук профилу оценио да се, уз како тврди, подривање Дејтонског споразума, угрожава регионална стабилност и животи грађана свих националности. Додао је да такви потези, „озбиљно штете владавини права и перспективи европских интеграција земље и региона“[270].
44. ОЕБС — 12. децембар 2021. — Председавајућа ОЕБС-а, шведска министарка спољних послова Ан Линде и генерална секретарка те организације Хелга Марија Шмид, оцениле су да усвајање сета закључака у Скупштини Републике Српске, у којима се позива на једнострано повлачење надлежности са државног на ентитетски ниво, угрожава мир и стабилност у БиХ и региону. Линде сматра да тај потез доводи до ескалације тензија и да је супротан ономе што је постигнуто у последњих 26 година, саопштио је ОЕБС[270].
45. САД — 15. децембар 2021. — Међу највећим проблемима у региону је ситуација у Босни и Херцеговини због покушаја Републике Српске да се повуче из заједничких институција и самосталног деловања српског члана председништва Милорада Додика, оценио је пред члановима Спољнополитичког одбора Сената кандидат за новог америчког амбасадора у Србији Кристофер Хил[427].
46. УК — 15. децембар 2021. — Специјални изасланик Велике Британије за Западни Балкан Стјуарт Пич, који борави у Сарајеву, обратио се грађанима БиХ видео-поруком и саопштио да је премијер Борис Џонсон тражио од њега да преузме ту функцију како би подржао напоре његове земље широм региона[276].
47. Хрватска — 15. децембар 2021. — Након што је Савет за спољне послове Европске уније усвојило закључке о Босни и Херцеговини у којима се не спомиње конститутивност народа нити легитимно представљање, председник Хрватске Зоран Милановић обратио се писмом премијеру Андреју Пленковићу. Такође је истакао да је заштита конститутивности и права Хрвата у БиХ стратешки национални интерес Хрватске[428].
48. САД —  ЕУ — 15. децембар 2021. — Делегација ЕУ и Амбасада САД у Сарајеву у заједничком саопштењу оптужиле су Републику Српску за продубљивање кризе у БиХ, истичући да је ескалација почела 10. децембра, када је Народна скупштина Републике Српске усвојила Закључке у вези са информацијама о преносу надлежности и Декларацију о уставним принципима[278].
49. Србија — 16. децембар 2021. — Србија је гарант спровођења Дејтонског споразума и неће допустити да се, отимањем надлежности Српској, српски народ у БиХ мајоризује, изјавио је председник Скупштине Србије Ивица Дачић. Дачић је, у емисији „Телеринг“, истакао да је опстанак Републике Српске национални интерес српског народа и Србије[429].
50. САД — 16. децембар 2021. — Специјални саветник америчког државног секретара Дерек Шоле, рекао је у телефонском разговору са српским чланом Председништва Босне и Херцеговине да су неприхватљиви кораци владајуће коалиције у Републици Српској усмерени, како тврди, на подривање институција БиХ. Шоле је у објави на Твитеру навео да "за корупцију и антидејтонско деловање следе последице"[430].
51. Немачка — 16. децембар 2021. — Немачка се у ЕУ залаже за кажњавање Милорада Додика и Републике Српске, сматрајући да су тежње за отцепљење опасан напад на јединство БиХ и супротне Дејтонском миру, истакао је портпарол Министарства спољних послова Немачке Кристофер Бургер[279].
52. УК — 16. децембар 2021. — Британски амбасадор у БиХ Метју Филд казао је да влада Велике Британије води преговоре о санкцијама против одређених особа и српског члана Председништва БиХ Милорада Додика, али иза затворених врата[431].
53. Хрватска — 16. — 18. децембар 2021. — Премијер Хрватске Андреј Пленковић изјавио је да је на самиту ЕУ упознао колеге из других чланица о стању у Босни и Херцеговини и најавио да ће БиХ бити посебна тема на једном од будућих самита, највероватније у првој половини следеће године. Пленковић је рекао да је у оквиру расправе о спољнополитичким темама упознао колеге о својој недавној посети БиХ, утисцима о политичком стању и кључним тачкама у последње три деценије у вези са том земљом од деведесетих година, Вашингтонским и Дејтонским споразумом, као и пресудом Европског суда за људска права и Уставног суда[432]. Хрватски премијер Андреј Пленковић изјавио је да Хрватска подржава сувереност и целовитост БиХ, као и концепт БиХ договорен у Дејтону — једна држава, два ентитета и три равноправна конститутивна народа. Пленковић је у интервјуу за „Вечерњи лист“, коментаришући критике председника Хрватске Зорана Милановића због Закључака Савета ЕУ, оценио да је реч о злонамерним и за хрватске интересе штетним инсинуацијама Милановића да је Хрватска подржала текст који наводно не гарантује права Хрвата у БиХ као конститутивном народу[433].
54. Мађарска — 19. децембар 2021. — Мађарска ће уложити вето на евентуални предлог увођења санкција Милораду Додику, навео је министар спољних послова Мађарске Петер Сијарто. Сијарто је навео да ЕУ само једногласном одлуком држава чланица може да уведе санкције против било кога, али да свима мора да буде јасно да Мађарска неће дати подршку никаквим санкцијама против Додика и да ће у случају таквог предлога уложити вето[434].
55. САД — 19. децембар 2021. — Канцеларија за развој, помоћ и обуку у иностраним тужилаштвима при америчком Министарству правде именоваће сталног правног саветника за Западни Балкан. Његов задатак ће бити да пружа техничку помоћ у спровођењу закона, а како би се повећали капацитети за истрагу, кривично гоњење и суђење у случајевима који се односе на корупцију и организовани криминал на Западном Балкану, укључујући Албанију, Босну и Херцеговину, Хрватску, такозвано Косово, Црну Гору, Северну Македонију и Србију[291].
56. Србија — 20. децембар 2021. — Извршни одбор Српске академије наука и уметности (САНУ) демантовао је наводе председавајућег Представничког дома Парламентарне скупштине БиХ Дениса Звиздића који је изјавио да се члан државног председништва БиХ Милорад Додик придржава инструкција Меморандума САНУ[292].
57. Мађарска — 20. децембар 2021. — Мађарски министар спољних послова Петер Сијарто изјавио је да је Западни Балкан поново био преварен на министарском састанку Европске уније прошле недеље, јер приступни преговори још увек не могу да почну упркос одлуци донетој пре годину и по дана[308].
58. Хрватска — 20. децембар 2021. — Председник Хрватске Зоран Милановић истакао је да је његова одлука о недоласку у БиХ била из безбедносних разлога и поручио да српски члан Председништва БиХ Милорад Додик има посла с људима који су, како је рекао, професионални лажови[435].
59. Мађарска — 21. децембар 2021. — Мађарски премијер Виктор Орбан изјавио је да је његова администрација против увођења санкција српском члану председништва БиХ Милораду Додику које је предложила Немачка[309].
60. БиХ —  Русија — 21. децембар 2021. — Руска страна данас не региструје отворене нерешене проблеме у билатералним односима Русије и Босне и Херцеговине, изјавио је руски министар спољних послова Сергеј Лавров на почетку преговора са босанском колегиницом Бисером Турковић. Како каже, Москва ће на све могуће начине подржавати развој БиХ. Он је скренуо пажњу на то да се састанак са босанском министарком одвија уочи 25. годишњице успостављања дипломатских односа двеју земаља, која ће бити обележена 26. децембра. Сарајево је одобрило отварање представништво руске амбасаде у Бањалуци, саопштио је министар иностраних послова Русије Сергеј Лавров након састанка са шефицом дипломатије БиХ Бисером Турковић у Сочију[317][318].
61. Мађарска — 21. децембар 2021. — Портпарол Европске комисије Петер Стано одбацио је тврдње појединих политичара из БиХ и писања медија о наводном договору између европског комесара за проширење Оливера Вархељија и власти Републике Српске о одржавању посебне седнице Народне скупштине РС (НСРС), на којој је покренут процес преноса надлежности са државног на ниво ентитета РС[325]. Мађарски премијер Виктор Орбан изјавио је да су Србија и Република Српска "кључ стабилности Западног Балкана" и поручио да ће Мађарска са 100 милиона евра помоћи Републику Српску. Орбан је позвао немачку владу да интегрише регион у ЕУ, а не да га кажњава јер би то, како је упозорио, могло да доведе до већих проблема[311].
62. Русија — 23. децембар 2021. — Амбасадор Русије у Србији Александар Боцан–Харченко оценио је да је највећа препрека у суочавању са политичком кризом и за стабилизацију БиХ застарела институција високог представника, поручивши да је њено гашење задатак који прво треба решити. Коментаришући оптужбе Сарајева да су за најновију институционалну кризу у БиХ криве Србија и Русија због подршке српском члану Председништва БиХ Милораду Додику, руски амбасадор је рекао да није потребна лупа како би се видело да није руководство Срба изазвало кризну ситуацију у БиХ, а још мање Србија и Русија. Он је за магазин „Корд“ оценио да се ситуација озбиљно погоршала када је Запад номиновао Кристијана Шмита за следећег високог представника, без консензуса у Управном одбору Савета за спровођење мира, мимо Савета безбедности УН, као и без одобрења свих страна у БиХ. Према његовим речима, то су, пре свега, учинили међународни званичници који би требали да буду одговорни за превазилажење постојећих проблема[436].
63. ЕУ — 23. децембар 2021. — Шеф Делегације ЕУ у Босни и Херцеговини Јоханес Сатлер изјавио је да не искључује могућност реакције Уније на раст тензија у тој земљи. Финансијске дотације су, како је навео, једна могућност да се јасно укаже да је нешто против правила. Сатлер је рекао да постоји де факто блокада највиших и најважнијих институција БиХ. Он тврди да „деловање босанских Срба није само против правила, већ је и супротно захтевима за приступање ЕУ“[437].
64. САД — 27. децембар 2021. — Америчка администрација поново прети новим санкција за политичаре који подривају стабилност Западног Балкана и који су укључени у криминалне и коруптивне радње, поручио је амерички амбасадор у Сарајеву Ерик Нелсон и апеловао на грађане у БиХ да такве политичаре на предстојећим изборима санкционишу. Он је поручио да је БиХ у озбиљној политичкој кризи и због тога је појачан интерес америчке администрације за ово подручје. Амерички дипломата је апеловао и на политичаре до покушају да постигну договор и решење, у складу са Дејтонским мировним споразумом[320].
65. Србија —  ОХР — 14. април 2022. — Председник Србије Александар Вучић обратио се Кристијану Шмиту: „Примена Бонских овлашћења не доприноси стабилности. Сутра сусрет Вучић - Додик”.[438]
66. Србија — 6. септембар 2022. — Председник Турске Реџеп Тајип Ердоган изјавио је у Сарајеву да се противи било каквом наметању одлука када је реч о изменама Изборног закона БиХ.[439]
67. Хрватска — 13. август 2023. — Председник Хрватске Зоран Милановић изјавио је, коментаришући оптужницу у Босни и Херцеговини против Милорада Додика, да је високи представник међународне заједнице Кристијан Шмит колонијални управник у тој земљи. Он је Шмита назвао и пензионисаним немачким политичарем који није оставио трага и који „чува своју задњицу“ и да је Шмита неко споља „инсталирао за колонијалног администратора у БиХ“, иако „нема мандата Савета безбедности УН“ и да иза његових потеза стоје неке амбасаде, позивајући се на америчку.[440]
68. Хрватска — 23. септембар 2023. — Предсједник Хрватске Зоран Милановић је о говору члана Председништва БиХ Жељка Комшића у УН рекао да је то био приватан говор, Жељко Комшић не говори у име државе или свих грађана.[441]